# Ku Klux Klan
Pour les articles homonymes, voir KKK.
Le Ku Klux Klan, souvent désigné par son sigle KKK ou également le Klan, est une société secrète terroriste suprémaciste blanche des États-Unis d'Amérique fondée à la veillée de Noël 1865 ou au début de l'année 1866.
Avec les lois Jim Crow, il est un des dispositifs des États du Sud pour s'opposer à l'application des droits constitutionnels des Afro-Américains garantis par plusieurs amendements au lendemain de la guerre de Sécession : le treizième amendement de la Constitution des États-Unis du 6 décembre 1865 abolissant l'esclavage, le quatorzième amendement du 9 juillet 1868, accordant la citoyenneté à toute personne née ou naturalisée aux États-Unis et interdisant toute restriction à ce droit, et le quinzième amendement, du 3 février 1870, garantissant le droit de vote à tous les citoyens des États-Unis et par conséquent aux anciens esclaves. Dans ce but, le Ku Klux Klan commet des assassinats, lynchages, attentats, viols, tortures, enlèvements, incendies d'écoles ou d'églises afro-américaines.
Il est communément admis de diviser l'histoire du Ku Klux Klan en trois périodes, la première allant de 1865 à 1871, la seconde allant de 1915 à 1944 et enfin la troisième qui s'étend de 1946 à nos jours. Chacune possède des caractéristiques propres dans sa manière de déjouer l'égalité des droits civiques pour tous les citoyens américains et de faire l'apologie du suprémacisme blanc. Son âge d'or est la période des années 1920-1930. En dehors de ses exactions terroristes contre la population afro-américaine et ses sympathisants blancs, son histoire est jalonnée de scandales politiques et financiers (chantages, corruption, détournements de fonds, intimidations diverses, prévarications, trucages électoraux, etc.).
Son influence diminue au cours des années 1960 avec la vague du mouvement américain des droits civiques et la promulgation de différentes lois fédérales, comme le Civil Rights Act de 1964, le Voting Rights Act de 1965 et le Civil Rights Act de 1968, mettant fin à toutes les formes légales de discrimination raciale sur l'ensemble du territoire des États-Unis.
De nos jours, le Klan est devenu une nébuleuse de groupuscules d'activistes et de terroristes qui se fondent dans le paysage de l'extrême droite et de l'alt-right américaines.
Traversant les trois périodes, l'idéologie du Ku Klux Klan se nourrit des doctrines racistes ou antisémites de certains essayistes et anthropologues du XIXe siècle comme Arthur de Gobineau ou Herbert Spencer, et de théories complotistes qu'ils entretiennent à leur tour et le second Klan se réclame également de l'idéologie nativiste,,,,,,.

## Contexte historique

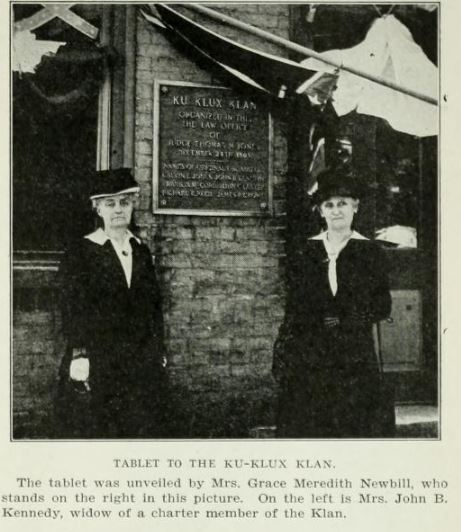
Plaque commémorant les six fondateurs du Ku Klux Klan, apposée sur le bâtiment du juge Thomas Jones de la ville de Pulaski, en 1917, par les United Daughters of the Confederacy, au moment où le film Naissance d'une nation de D. W. Griffith marque la renaissance du KKK.

La création du Ku Klux Klan est une des conséquences de la guerre de Sécession,. Quand celle-ci prit fin, commença la période dite de la Reconstruction (1865-1877) où les enjeux sont les modalités de l'intégration politique des ex-États confédérés à l’Union, le développement d'une économie du Sud ravagée par la guerre, la gestion du retour des prisonniers de guerre, celui des réfugiés et la question cruciale de l'intégration sociale et politique des Afro-Américains depuis la promulgation du Treizième amendement de la Constitution des États-Unis le 6 décembre 1865 abolissant l'esclavage, celle du Quatorzième amendement en 1868 accordant la citoyenneté à toute personne née ou naturalisée aux États-Unis et interdisant toute restriction à ce droit, et celle du quinzième amendement en 1870 garantissant le droit de vote à tous les citoyens du pays. Pour répondre à ces questions, le 3 mars 1865 est créé le Bureau des réfugiés, des affranchis et des terres abandonnées (le Freedmen's Bureau) dont la mission est de réinsérer les réfugiés, de venir en aide aux Afro-Américains fraîchement affranchis, de mettre en place des structures scolaires, universitaires et hospitalières à destination des Afro-Américains et de former une élite afro-américaine,,,.
À l'annonce du treizième amendement et de la création du Bureau des réfugiés, les réactions de la presse des États du Sud sont négatives : « Le nègre a toujours besoin d'être pris en charge par quelqu'un de supérieur à lui, laissé à lui-même, il tombera dans la misère pour ensuite disparaitre » ; « On ne peut rien attendre d'un peuple impossible à gouverner, sauf par le fouet » ; « Les nègres ne sont pas des créatures fiables, tous leurs hommes sont des voleurs, toutes leurs femmes sont des catins. C'est leur nature d'être comme ça et ils ne changeront jamais » ; « Le nègre est fait pour être un esclave ». Le Bureau des réfugiés est vilipendé, des Blancs l'accusent de « favoriser la paresse, d'encourager la tendance naturelle des Nègres au vol, au vagabondage et au vice », oubliant l'aide apportée aux Blancs du Sud dans le dénuement par le Bureau des réfugiés. Les planteurs sont irrités de devoir payer leurs anciens esclaves au même tarif que les ouvriers agricoles blancs, s’inquiètent de les voir partir travailler pour d'autres, s'opposent à ce que l'on puisse scolariser les Afro-Américains (avant la fin de la guerre de Sécession, il était interdit de leur apprendre à lire, écrire ou compter). Leur indignation atteint son comble lorsque le Bureau des réfugiés leur demande de prendre en charge les enfants qu'ils ont eus de leurs esclaves afro-américaines. Les représailles commencent, des Afro-Américains qui refusent de travailler pour leurs anciens maîtres et des pasteurs afro-américains sont assassinés, des femmes qui refusent les avances de Blancs sont violées, des bandes de desperados composées, entre autres, d'anciens militaires confédérés sèment la terreur en commettant des atrocités tant à l'encontre d'Afro-Américains que d'agents du Bureau des réfugiés. Malgré tout, le treizième amendement est ratifié par la quasi-totalité des États du Sud, car c'était la condition sine qua non pour être réintégrés en tant qu'État au sein de l'Union. Avec cette adoption, les États du Sud mettent en place différents Black Codes pour adapter les anciennes lois sur l'esclavage à la nouvelle situation. Ces nouvelles réglementations ont pour but d'entraver l'application du treizième amendement en restreignant les libertés des Afro-Américains. Ainsi dans le Mississippi les Afro-Américains doivent posséder une preuve de leur emploi, un certificat de travail qui les assigne à un employeur, car s'ils veulent changer d'emploi sans l'accord de leur employeur, ils doivent rembourser le montant de leur salaire annuel ; en Caroline du Sud, une loi interdit aux Afro-Américains d'exercer une profession autre qu'ouvrier agricole ou domestique à moins qu'ils ne paient une taxe annuelle de 10 $ à 100 $. Ces Codes noirs se développent dans les différents États du Sud et touchent l'ensemble de la vie sociale, professionnelle et civique des Afro-Américains, restreignant leurs droits à la propriété, à établir leur entreprise, à l'éducation, au mariage, etc. Elles s'appliquent d'autant plus facilement que les juges et les forces de polices locales sont des Blancs sudistes acquis aux thèses racistes,,,,,.
Les enquêtes qui sont menées par la United States Congress Joint Committee on Reconstruction (Commission de la reconstruction),,, recueillent des témoignages accablants : il s'avère que les droits civiques des Afro-Américains sont foulés aux pieds, qu'ils continuent de vivre dans des conditions proches de l'esclavage, qu'ils sont l'objet de diverses attaques qui vont de l'insulte au meurtre, en passant par de fausses accusations de viols, que les agents du Bureau des réfugiés sont régulièrement assassinés ou intimidés. Ces enquêtes constatent l'existence de milices armées qui sèment la terreur. Le rapport se conclut par des résolutions qui vont préparer le Quatorzième amendement de la Constitution des États-Unis garantissant le droit des Afro-Américains mais aussi affirmant que nul ne peut être dépouillé du droit de propriété, de ses libertés fondamentales, que tout être humain a droit à la même protection juridique,.
Alors que se tient la Commission de la reconstruction, la première émeute raciale éclate à Memphis du 1er au 3 mai 1866, à cause d'une arrestation arbitraire : le bilan se monte à deux morts et deux blessés du côté des Blancs et à quarante-six morts et quatre-vingts blessés du côté des Afro-Américains, cinq Afro-Américaines sont violées, douze églises et quatre écoles sont incendiées. Malgré le refus du maire John Park, le général George Stoneman intervient le troisième jour, instaure la loi martiale et fait défiler ses troupes comprenant des Afro-américains,,,. Le 30 juillet 1866 éclate une nouvelle émeute raciale à La Nouvelle-Orléans. Le bilan de ce massacre fait état d'environ 30 morts chez les Afro-Américains, principalement des anciens combattants,,,,,. Les bandes armées se durcissent, ainsi Ellis Harper, un ex-capitaine confédéré, mène une véritable guérilla, semant la terreur dans le Tennessee et le Kentucky.
Ce climat d’affrontements sanglants durcit les positions des uns et des autres. Pour mettre fin à l'opposition le Congrès vote le Quatorzième amendement, mais dix des États du Sud refusent de le ratifier, le laissant inopérant, livrant les Afro-Américains et leurs soutiens blancs à la haine de leurs anciens maîtres.

## Premier Klan ou «Klan primitif»

### Amusement de nostalgiques désœuvrés
C'est dans ce climat de tensions raciales violentes que des militaires nostalgiques qui refusent le nouvel ordre vont se rassembler pour s'organiser. C'est ainsi que le Ku Klux Klan est fondé par six jeunes officiers sudistes désœuvrés et sans le sou (J. Calvin Jones, Frank O. McCord, Richard R. Reed, John B. Kennedy, John C. Lester, James R. Crowe) qui une fois démobilisés retournent à leur ville de naissance, Pulaski dans le Tennessee. Pulaski comme tant d'autres villes du sud a perdu de sa splendeur passée, d'autant plus qu'en 1865, un cyclone a ravagé ses plantations. Les six jeunes officiers se réunissent chez l'oncle de Calvin Jones, le juge Thomas Jones le jour de la veillée de Noël 1865, (la date de fondation, dans la nuit du 24 au 25 décembre 1865, fait débat car elle est attestée par les seuls écrits et manuscrits du KKK, leur première rencontre ayant pu n'avoir lieu qu'au printemps 1866). Leur moral est au plus bas et l'un d'entre eux dit « Hé les gars, faisons quelque chose pour briser la monotonie, quelque chose qui redonne de la fierté à nos mères et nos filles, lançons un club ! ». L'accord étant fait, trois d'entre eux se chargent d'écrire les règles du club et les trois autres de trouver un nom au club. Une semaine après, ils se réunissent chez le colonel Thomas Martin, un notable de Pulaski. Comme convenu, des noms sont proposés « The Jolly Six », « The Thespians » puis John B. Kennedy propose le nom de The Circle, et pour ajouter une touche de distinction de l'appeler dans son équivalent en grec ancien Kuklos (qui signifie cercle),,. Afin que le nom soit incompréhensible pour le commun des mortels, James R. Crowe suggère de l'appeler KuKlux et Kennedy ajoute Klan en mémoire des clans écossais, parce que les six membres fondateurs ont des ancêtres à l'origine de la colonisation écossaise des Amériques : c'est en séparant Ku de Klux que naît le nom Ku Klux Klan ; les six sont contents de leur trouvaille, ce nom en impose, il possède selon eux une dimension mystérieuse voire occulte ; de plus, comme le dit John C. Lester, la prononciation de Ku Klux Klan évoque le bruit d'os qui s'entrechoquent puis dans le mouvement ils vont se déguiser avec des draps, se mettent des taies d’oreillers sur la tête se lancent dans des cavalcades nocturnes à travers la ville et chantent des sérénades auprès de leurs amoureuses ou de leurs parents. Il est également possible aussi que John B. Kennedy se soit inspiré pour le nom de Kuklos, d'une célèbre fraternité de Caroline du Nord, la Kuklos Adelphon, dissoute en 1855 et aurait emprunté le règlement de cette société,,.
Plus tard, pour améliorer leur tenue, impressionner les « Nègres », toujours sensibles aux manifestations d'apparence magique, et amuser le public lors de leurs processions, ils confectionnent des robes blanches qu'ils ornent de symboles étoiles, demi-lune, sur des morceaux d'étoffes rouges et se coiffent de chapeaux de sorcières coniques,,, ce costume du Ku Klux Klan devenant un symbole du mouvement. Cette première création du Klan est considérée davantage comme un amusement que comme un mouvement d'activistes.
Des questions se posent sur la rédaction du règlement du Klan, ou Prescript, une version qui aurait été rédigée en 1867 par George Gordon et John Calvin Brown, et qui apparaît la première fois dans un pamphlet Ku Klux Klan: Its Origin, Growth and Disbandment de John C. Lester, Daniel Love Wilson, Walter Lynwood Fleming, propagandistes notoires du Klan, en 1884. L'analyse textuelle démontre qu'il s'agit d'un texte dont ne peut pas garantir l'authenticité par manque de sources fiables. Quoi qu'il en soit, ce livret donne des indications intéressantes sur le statut, le fonctionnement et les règles du premier Klan, ainsi que son édition révisée en 1868,, textes discrets sur les buts que se donne le Klan, ceux-ci comme ses rites devant se transmettre uniquement de façon orale. Son autre intérêt est de lister les différents grades du Klan qui perdureront jusqu'à nos jours : Grand Sorcier, Grand Dragon, Grand Titan, Grand Cyclope, etc. et d'indiquer le mode de sélection des postulants par des critères précis :
1. opposition aux Républicains, à l'égalité des droits civiques des Afro-Américains,
2. être pour un gouvernement composé uniquement de Blancs, pour la conservation des règles et lois des États du Sud d'avant la guerre de Sécession.

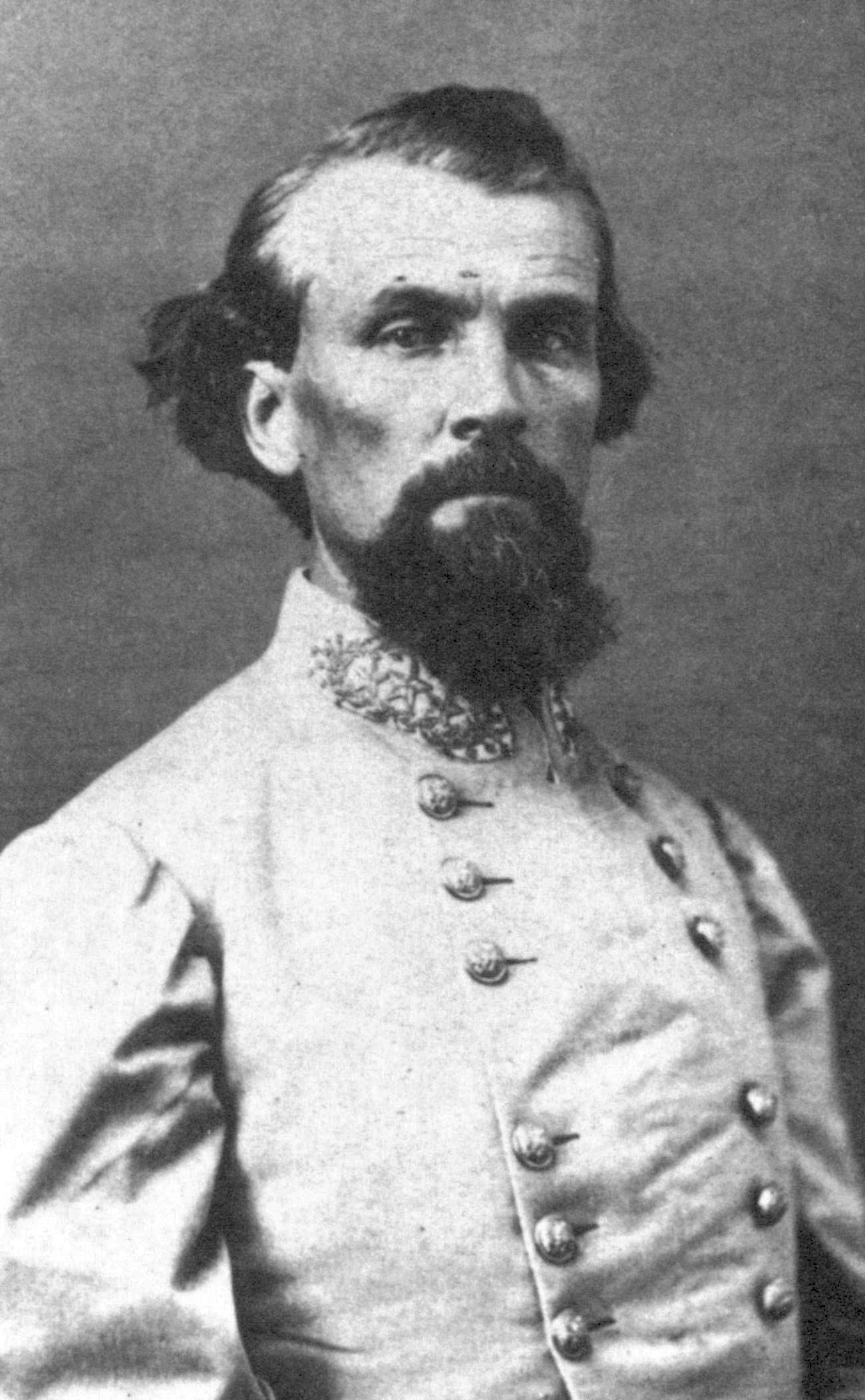
Nathan Bedford Forrest, le premier Grand Sorcier du Ku Klux Klan.

Les cavalcades nocturnes du Klan font courir les imaginations des Blancs du Sud qui supportent mal la présence d'affairistes sans scrupules venus des États du Nord, les carpetbaggers et leurs alliés opportunistes du Sud profitant de l'état de confusion et d’instabilité, les scalawags, sentiments renforcés par des rumeurs de viols sur des femmes blanches commises par des Afro-Américains et la présence de militaires Afro-Américains défilant dans les rues. Les membres du Klan déclenchent régulièrement des chahuts nocturnes autour des habitations des carpetbaggers ou des représentants du gouvernement fédéral et font des émules un peu partout dans le Sud. Des légendes commencent à se développer autour de ces cavaliers de la nuit, ce seraient des fantômes, ou bien des géants, la presse locale parle des fantômes des héros sudistes morts… les Afro-Américains prennent également peur, c'est ainsi que sans le vouloir le Klan devient une force politique.

### Nathan Bedford Forrest
Il faut attendre la venue de Nathan Bedford Forrest, un ancien général de cavalerie de l'armée confédérée et ancien marchand d'esclaves, propriétaire de deux plantations à Memphis, pour que le Klan devienne une organisation terroriste. En mai 1866, Forrest entend parler du Klan et y voit l'opportunité de l'utiliser comme une contre-offensive secrète contre les forces d'occupation de l'United States Army. Il utilise à cette fin son réseau et enfin, en 1867, il est reçu par un membre du Klan qui lui fait prêter le serment d'obédience au Klan. Forrest constate que les diverses branches du Klan sont séparées les unes des autres, agissant chacune dans son coin sans aucune coordination. Il faut trouver un chef fédérateur, le nom du général Robert E. Lee s'impose, mais ce dernier refuse l'offre du fait de sa mauvaise santé, tout en écrivant une lettre de soutien au Klan en lui demandant de rester une force invisible, accompagnée de la requête que Forrest veuille bien prendre le relais. Le mot invisible contenu dans la lettre de Lee suggère de nommer le Klan l'Empire invisible et immédiatement Forrest est élu Grand Sorcier de l'Empire invisible,,,. Forrest prend alors le contrôle de l'organisation en révisant en 1868 le Prescript de 1867, qui fixe les buts et le fonctionnement du Ku Klux Klan. Il le définit comme une « institution chevaleresque, humanitaire, miséricordieuse et patriotique », qui se donne comme « but sacré » le « maintien de la suprématie de la race blanche dans cette république », et ce par des méthodes contredisant ces valeurs chevaleresques et miséricordieuses,. Le Klan, comme d'autres Blancs du Sud, s'oppose au nouveau statut des Afro-Américains, il voit dans ces nouveaux droits une menace de mainmise des Afro-Américains aidés par les nordistes sur l'économie du Sud, et surtout une menace « barbare » envers la « culture blanche ».

### Organisation du Klan
Sous la direction de Bedford, le Klan va s'organiser, recruter et s'étendre. Bedford impose une direction centralisée et des critères de sélection d'entrée. Seuls les anciens combattants confédérés démobilisés, sans avoir manqué à l'honneur militaire, et les anciens prisonniers de guerre, peuvent postuler. Très rapidement le Klan va disposer d'une armée invisible de 100 000 hommes. Pour se faire connaître, le mouvement organise des parades nocturnes surprises. Ces manifestations affolent les autorités d'occupation. Bedford est convoqué par des membres du Congrès pour s'expliquer sur les buts du Klan, ce à quoi il répond que le Klan n'a aucune visée politique, qu'il est créé pour protéger les Blancs du Sud, plus particulièrement les faibles, des menaces que représentent les « Nègres ». Cependant, Bedford déporte le problème pour ne pas avouer le véritable but politique du Klan, à savoir la restauration de l'ancien ordre des États du Sud et de leur souveraineté,.

### Passage à l'activisme politique
Pour sauvegarder un minimum d'autonomie politique des États du Sud vis-à-vis du Congrès des États-Unis et du président des États-Unis, les Blancs du Sud vont jouer sur les élections locales dans les États du Sud des États-Unis pour qu'aucun membre du Parti républicain ne soit élu. Le Klan va en être le bras armé, usant de son influence par toutes sortes de moyens : intimidations verbales et physiques (jusqu'aux coups de fouet), terreur, chantage, corruption pour imposer ses candidats au sein du Parti démocrate, puis pour faire triompher ceux-ci aux élections pour les institutions parlementaires des États du Sud et faire voter des lois locales ségrégationnistes. Par exemple, dans le comté de Columbia, à l'élection d'avril 1868, 1 222 personnes votent pour le candidat républicain au poste de gouverneur de Géorgie, mais seulement une pour le candidat Ulysses S. Grant à l'élection présidentielle américaine de 1868.

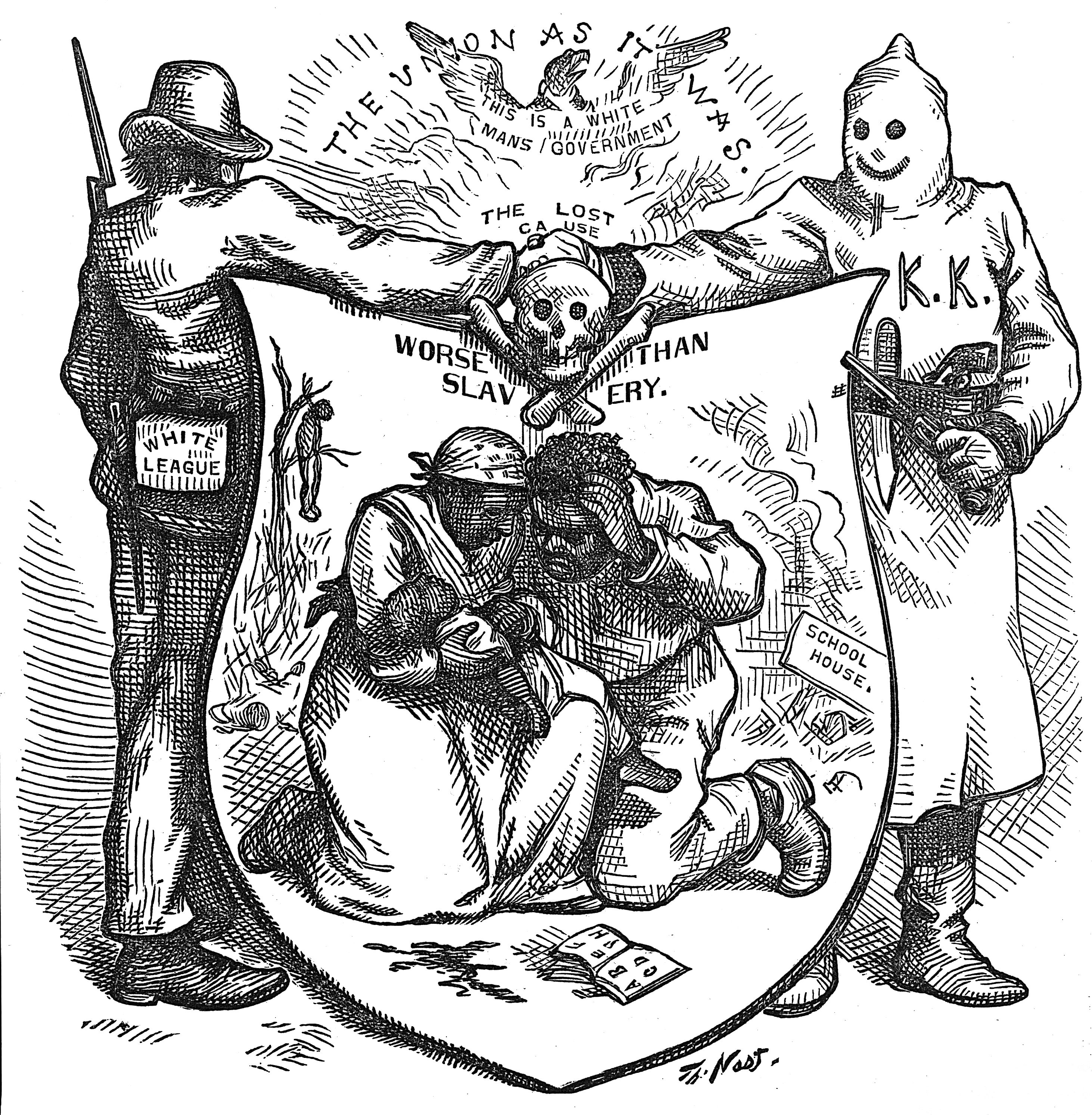
Dessin paru dans le Harper's Magazine d'octobre 1874 critiquant l'alliance de la White League et du Ku Klux Klan contre la reconstruction du Sud.

Pour cela, Forrest sillonne le pays pour y tenir des réunions et saboter les réunions électorales des Républicains. Chacune de ses apparitions est suivie d'une vague de violence contre les Afro-Américains. Les membres du KKK font irruption dans leurs maisons pour les fouetter ou les assassiner en les pendant aux arbres ou les brûlant vifs dans des cages. Certaines femmes enceintes sont éventrées et des hommes castrés. Les Blancs du Bureau des réfugiés qui instruisent les Afro-Américains sont également visés par le Ku Klux Klan ainsi que les carpetbaggers. On estime que lors de cette campagne présidentielle, le KKK a assassiné ou blessé plus de 2 000 personnes rien qu'en Louisiane,. Au Tennessee, de juin à octobre 1867, il est fait part de vingt cinq meurtres, de quatre viols et de quatre incendies. Sous la pression de la terreur, les comtés de Giles et de Maury se sont vidés de leurs habitants afro-américains et blancs loyaux au gouvernement fédéral.

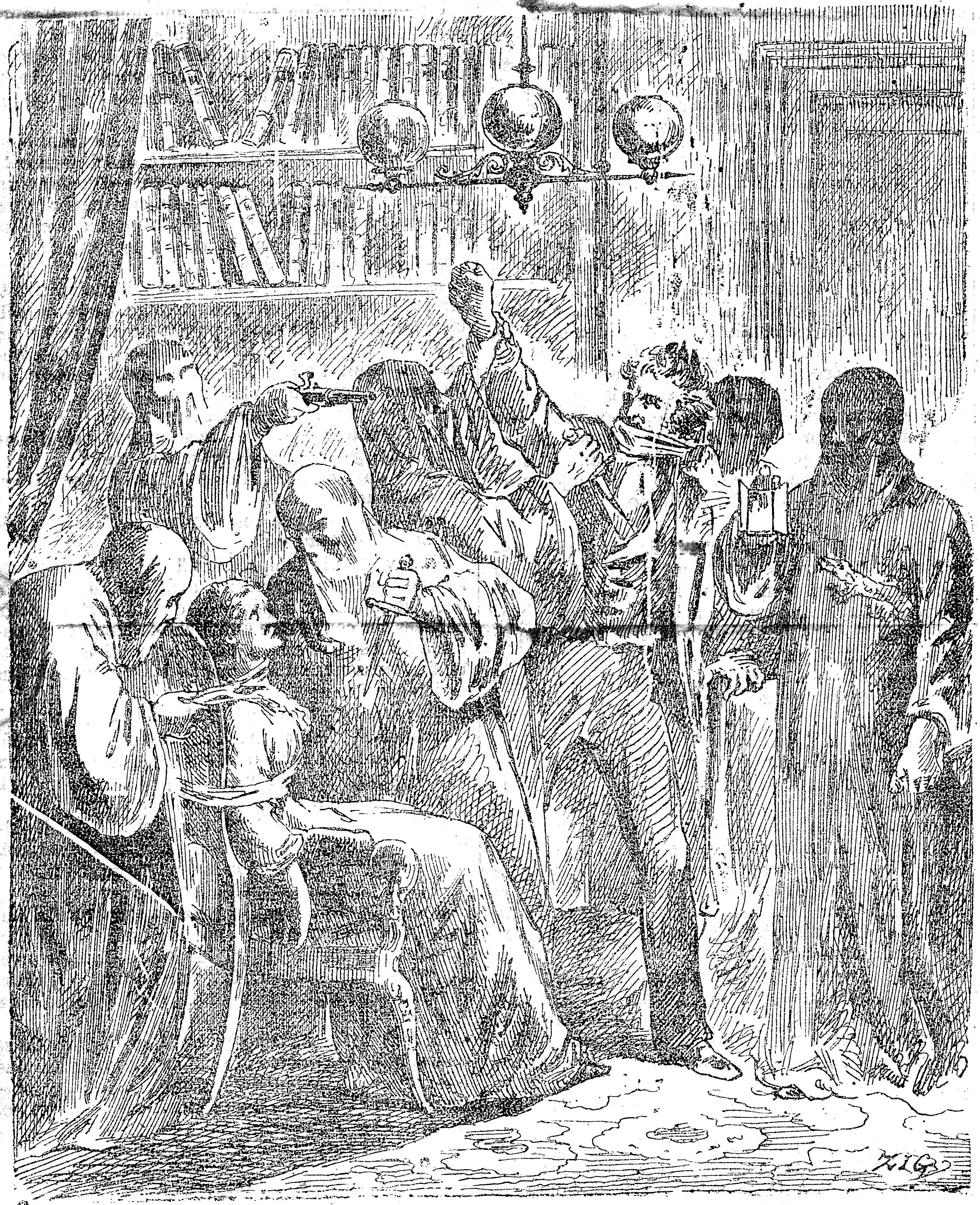
Enlèvement perpétré par des membres du Klan (L'Événement illustré, 8 juin 1868).

L'année 1868 est marquée par l’implantation du Klan dans plusieurs États (Missouri, Kentucky, Virginie-Occidentale, Maryland, Caroline du Nord, Caroline du Sud, Géorgie). Son ascension politique est facilitée par les notables qui voient dans le Klan un moyen de réduire, voire museler les Républicains pour assurer la victoire des Démocrates dans les élections. Des figures éminentes des États du Sud sont suspectées d'appartenir au Klan ou d'être des sympathisantes comme John Tyler Morgan,, Albert Pike,, Zebulon Baird Vance, John Brown Gordon,,, sans que l'on puisse toujours en faire la preuve formelle, mais dont la carrière politique est facilitée par les actions du Klan.
Le 28 août 1868, Forrest accorde une interview à un journaliste du The Commercial de Cincinnati où il indique que le Klan dispose de 550 000 membres dans les États du Sud, et présente le KKK comme une organisation militaire et politique pour protéger les gens du Sud de l'oppression de l'armée fédérale. Pour faire barrage à l'influence du Nord, Forrest affirme que le Klan met tous ses moyens en œuvre pour faire élire des Démocrates qui lui sont favorables. Il conclut très prudemment qu'il n'est pas membre du Klan, mais qu'il souhaite travailler avec eux. Quand les membres du Congrès lisent l'interview, l'article confirme bien leurs craintes sur le fait que le Klan est une véritable armée contre-révolutionnaire, que ses effectifs ne sont pas que des rumeurs, qu'il n'est plus du tout une bande de joyeux drilles inoffensifs s'amusant à faire des farces une fois la nuit tombée et enfin qu'il s'étend largement au-delà du Tennessee.
Ulysses S. Grant déclare à propos du KKK : « les buts du Klan sont d'empêcher par la force et la terreur toute action politique qui n'est pas en accord avec leurs positions : priver les personnes de couleur de leurs droits, supprimer les écoles pour les enfants des personnes de couleur, les confiner dans une situation proche de l'esclavage ». Comme l'indique Wyn Craig Wade dans son livre The Fiery Cross, même un historien favorable au Klan convient que « La pire chose qu'ait pu commettre le Klan fut son opposition aux écoles pour les nègres », les enseignants et enseignantes qui professent dans les écoles pour les Afro-Américains sont rossés, fouettés, voire assassinés, et leurs écoles incendiées.
Diverses actions judiciaires sont lancées contre le Klan, mais n'aboutissent pas car les membres des jurys sont composés de sympathisants du Klan et les témoins se rétractent par crainte de représailles.
Anticipant une réaction officielle bien que tardive des autorités de Washington, Forrest dissout le Klan en janvier 1869, officiellement parce que certains klansmen avaient jeté l'opprobre sur l'image publique du Klan par leurs actions violentes. Mais, plus officieusement, après avoir brûlé tous les documents du Klan, il fait entrer le Klan dans la clandestinité qui continue ses activités terroristes sous le nom de l'« Empire invisible des Chevaliers du Ku Klux Klan » selon sa dénomination interne. Il est décompté un minimum de 3 500 assassinats commis par le KKK entre 1865 et 1900 (le nombre exact est inconnu car souvent les autorités ont classé les affaires sans suite).

### Contre-offensive du gouvernement fédéral, présidence d'Ulysses S. Grant

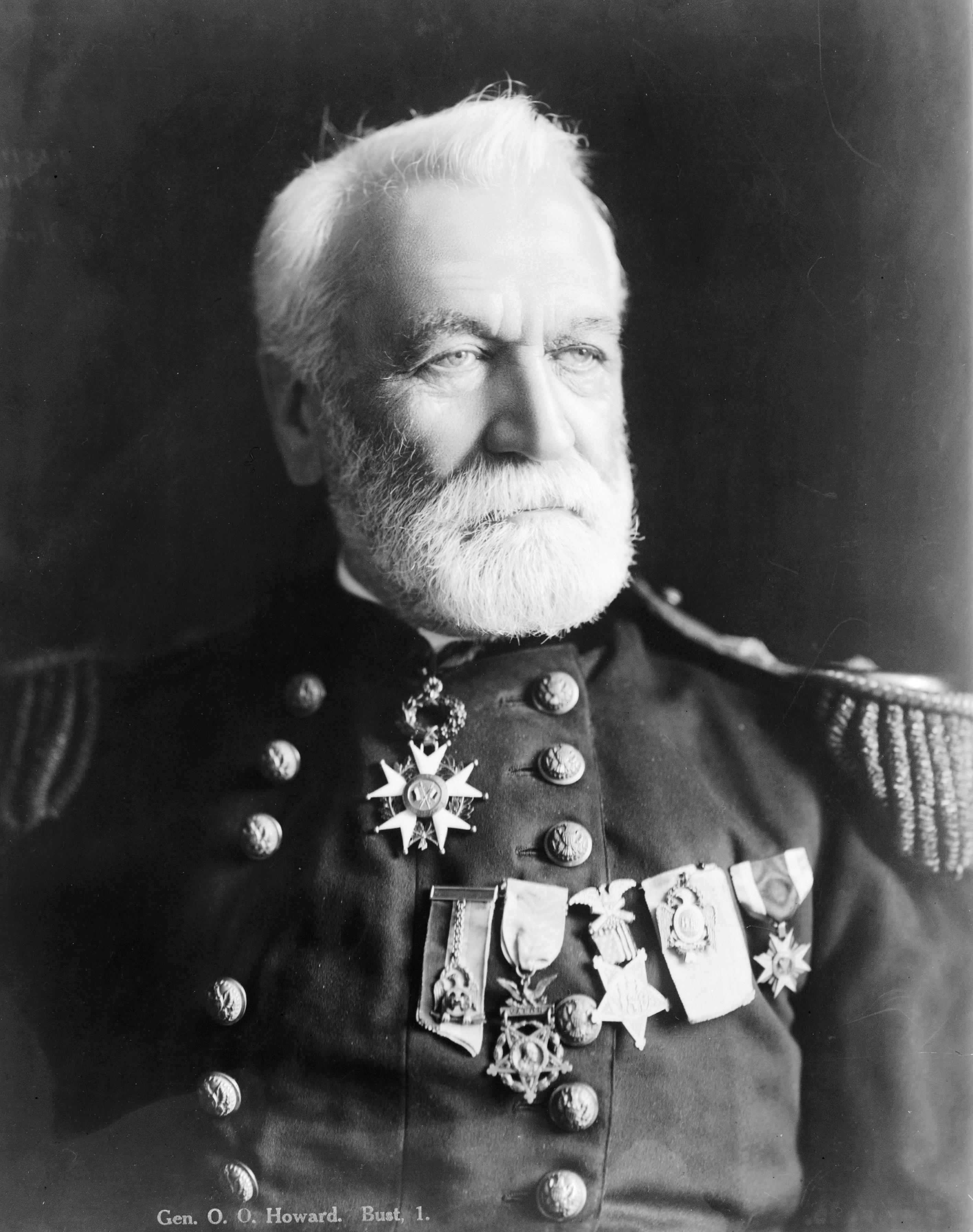
Oliver Otis Howard.

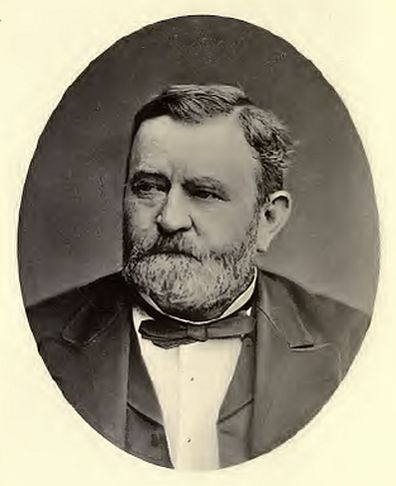
Le président Ulysses S. Grant.

Les actions terroristes du mouvement atteignent un summum d'audace, le 18 mai 1870, lorsqu'une bande de membres du Klan font irruption dans le palais de justice du comté de Caswell, et poignardent à mort le sénateur républicain John W. Stephens pour ensuite aller maltraiter sa famille,,. D'autres élus Républicains sont assassinés : le représentant James Martin, le sénateur de la Caroline du Sud Benjamin F. Randolph, les députés Benjamin Inge, Richard Burke,. Le général Oliver Otis Howard qui dirige le Bureau des réfugiés alerte le Secrétaire d'État de la guerre pour lui faire part du terrorisme du Klan qui chasse les fermiers et entrepreneurs afro-américains, les poussant à l'exil par peur de représailles, et qui commet des saccages des différentes agences du Bureau des réfugiés. Le shérif du comté de Wilkinson en Géorgie, Matt Deason, est assassiné parce que républicain, laissant libre cours aux atrocités du Klan qui va castrer un Afro-Américain, Henry Lowther, histoire de lui apprendre la différence entre un « Nègre » et un Blanc, un cas parmi tant d'autres. Au Texas, le général John F. Reynolds rapporte que « les meurtres des Noirs sont si courants qu'il est impossible d'en tenir un décompte précis ». Dans le Mississippi, le Klan réussit à chasser des écoles afro-américaines, un peu partout dans le Sud, des centaines d'Afro-Américains qui préfèrent dormir, la nuit, cachés dans les bois et forêts par peur du Klan. La crainte est telle que des Afro-Américains décident de s'installer au Liberia car comme l'un d'eux le dit « pour un Noir il n'y a rien à attendre de ce pays si ce n'est la cruauté, la faim, les effusions de sang ».
À la violence croissante des klanistes, le gouvernement fédéral réagit officiellement contre cette organisation terroriste.
Le 4 mars 1869, Ulysses S. Grant prend ses fonctions de Président des États-Unis. Bien décidé à en finir avec les exactions du Klan, il lance, pour parachever les Reconstruction acts, les treizième et quatorzième amendements, le processus qui aboutit à l'adoption du quinzième amendement de la Constitution des États-Unis qu'il signe le 30 mars 1870 en proclamant « C'est l'événement le plus important qui soit arrivé depuis la naissance de la nation […] c'est une révolution aussi grande que celle de 1776. ».
Parallèlement pour compléter le quinzième amendement, le 31 mai 1870, le congrès vote le premier des Enforcement Acts, comme celui de 1870,, pour protéger les Afro-Américains des violences qu'ils subissent et garantir leurs droits constitutionnels. Cette première loi interdit la discrimination pratiquée par les officiers d'état civil pour l'inscription des Afro-Américains sur les listes électorales et prévoit le recours à l'United States Marshals Service, voire à l'armée en cas de fraudes, d'intimidations physiques. Elle interdit également la tenue vestimentaire du KKK sur la voie publique.
Le 20 avril 1871, la loi Ku Klux Klan (The Klan Act) est votée au Congrès des États-Unis pour abolir l'organisation terroriste. Son instigateur, le président Grant, déclare la loi martiale dans neuf comtés de Caroline du Sud. Plusieurs milliers de membres du KKK sont arrêtés. La plupart sont libérés, faute de preuves. Mais le Klan en tant qu'organisation active disparaît rapidement. Il est officiellement interdit en 1877.
La plupart des institutions des anciens États confédérés sont alors déjà repassées sous le contrôle des sudistes et maintiennent la ségrégation par les lois Jim Crow,,,.
D'autres organisations comme la White League sont alors créées par d'anciens membres du Klan. Elles continuent de mener des campagnes de lynchage et de terreur, mais elles n'ont ni l'importance et ni l'influence du Ku Klux Klan original,.

## Second Ku Klux Klan ou «Klan moderne»

### Naissance d'une nation

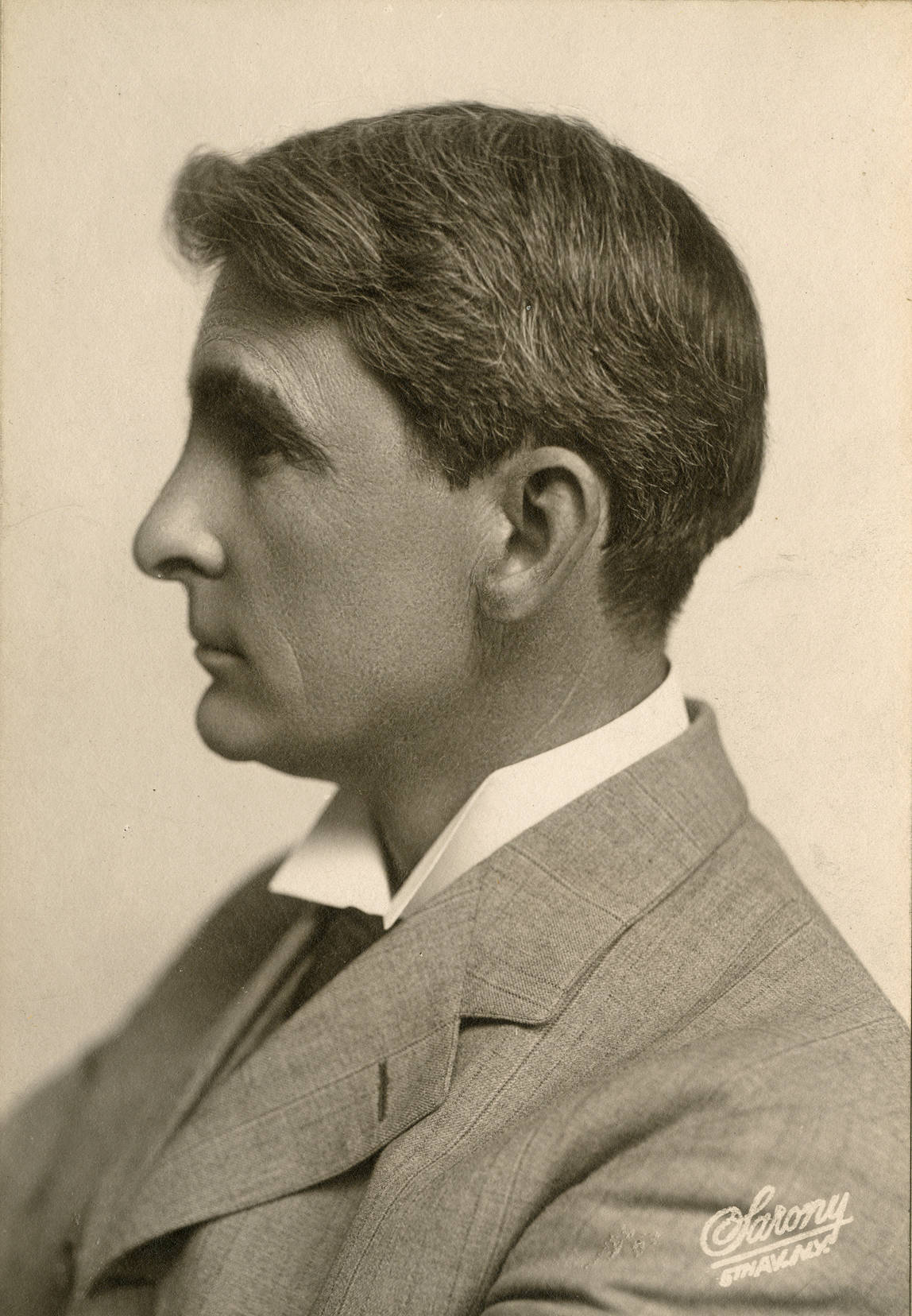
Thomas Dixon, Jr.

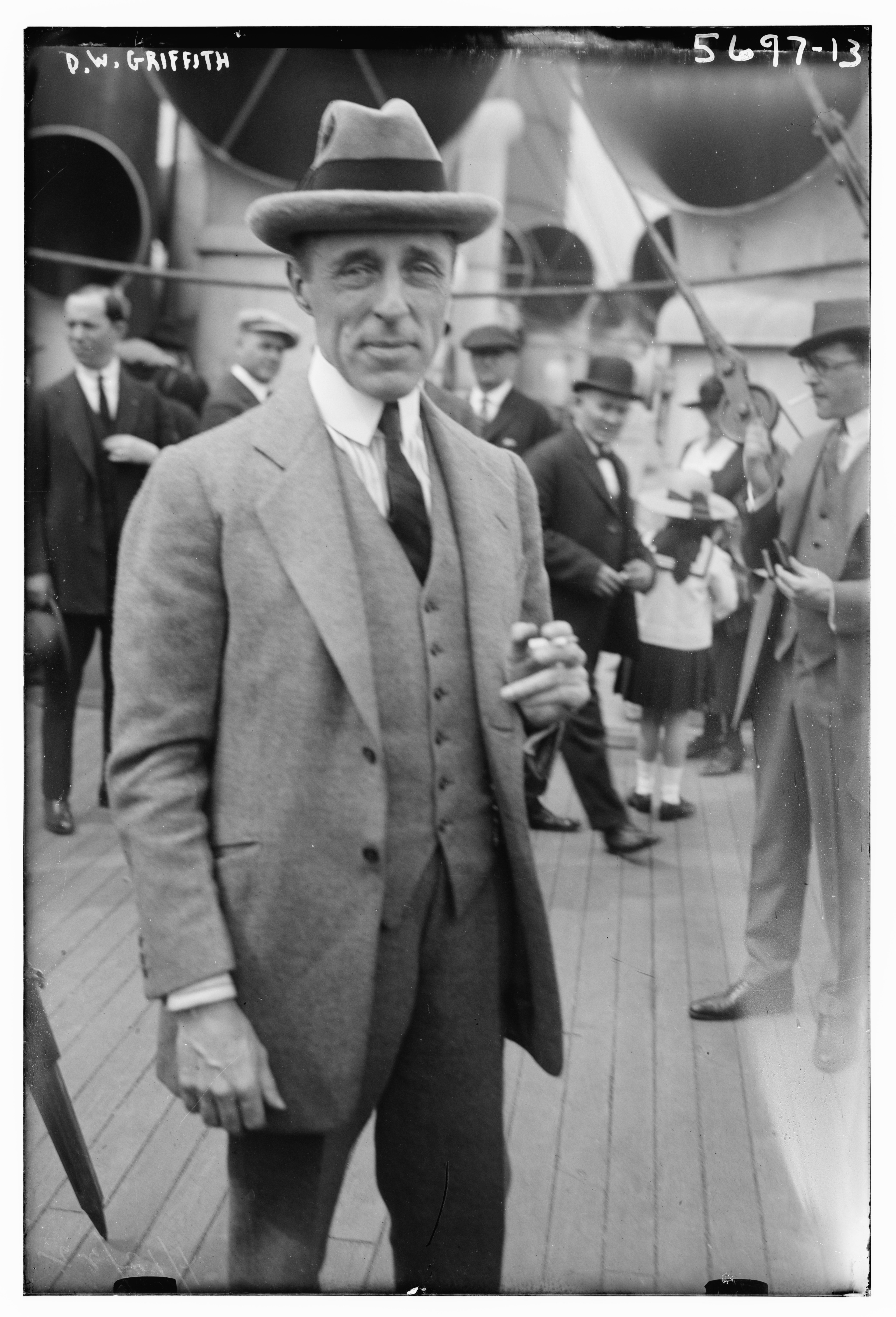
D. W. Griffith.

Alors que le premier Klan a disparu, un livre paraît en 1905, The Clansman: an historical romance of the Ku Klux Klan (L'Homme du Clan : une histoire d'amour historique du Ku Klux Klan) écrit par un fils et neveu de membres du Klan, Thomas F. Dixon Jr. Dédié à l'oncle de Dixon, le colonel Leroy McAfee, Grand Titan du Ku Klux Klan, il s'agit d'un mélodrame qui fait une description imaginaire de la période de la Reconstruction, dans laquelle les Blancs sont opprimés par les Afro-Américains. Ces derniers sont représentés comme des sauvages, des dégénérés qui auraient pris le contrôle des parlements des États du Sud. Truffé de nombreux autres propos tout aussi fantaisistes, ce roman n'a d’historique que le nom. La dramaturgie atteint son sommet à la fin du livre lorsqu'une jeune femme blanche se suicide pour échapper à un agresseur afro-américain (le viol d'une Blanche par un Afro-américain est un leitmotiv dans la prose de Dixon et représente une allégorie du viol des États du Sud par les États du Nord). Les hommes du Klan exécutent sommairement l'agresseur et purgent les environs des soldats afro-américains, sauvant ainsi le Sud de la barbarie (sic) et Dixon écrit « Le monde n'avait pas vu cela depuis les expéditions vers la terre Sainte des chevaliers du Moyen Âge. »,,.
Dixon, qui s'est reconverti dans le cinéma naissant, croit en la possibilité de réaliser une version cinématographique de son roman. Il contacte des producteurs, mais tous refusent, considérant que le film serait trop long et trop sujet à des polémiques. Continuant sa quête, il rencontre fin 1913 le réalisateur D. W. Griffith qui se montre enthousiaste alors que ses collaborateurs affichent leur scepticisme. La critique du livre est en effet mauvaise, même du côté de la presse sudiste, le Journal d'Atlanta le qualifiant de « médiocre », le journal The State de Columbia de « conte de fées ». Un des assistants de Griffith, Billy Bitzer, lui dit au sujet du livre « C'est le pire hymne à la haine que je n'ai jamais rencontré. Il est comme les vieux sermons à faire peur avec les flammes de l'enfer, rempli de mensonges, de distorsions, et par-dessus tout des superstitions les plus nauséabondes qui soient. ». Malgré tout, Griffith garde son enthousiasme. Après négociations, il achète les droits d’adaptation à Dixon pour 2 500 $ au lieu des 10 000 $ demandés, avec une clause d'intéressement sur les recettes du film. Son tournage commence en juillet 1914,. Après un premier visionnage, Dixon appelle Griffith et lui dit que le titre d'origine « The Clansman » est trop banal voire fade, et qu'il faut le renommer « Birth of a Nation ». C'est avec ce titre que le film sort le 8 février 1915 sous le titre de Naissance d'une nation,. Huit mois après la première de Los Angeles, les neuf exemplaires du film sont distribués dans les États du Sud, où les réactions varient entre l'enthousiasme et les craintes de nouveaux affrontements inter-ethniques, entre l'exaltation nostalgique envers un Sud perdu imaginaire et le regard critique sur un film truffé d'erreurs historiques et véhiculant des clichés racistes,.

#### Un mensonge de la propagande du Klan

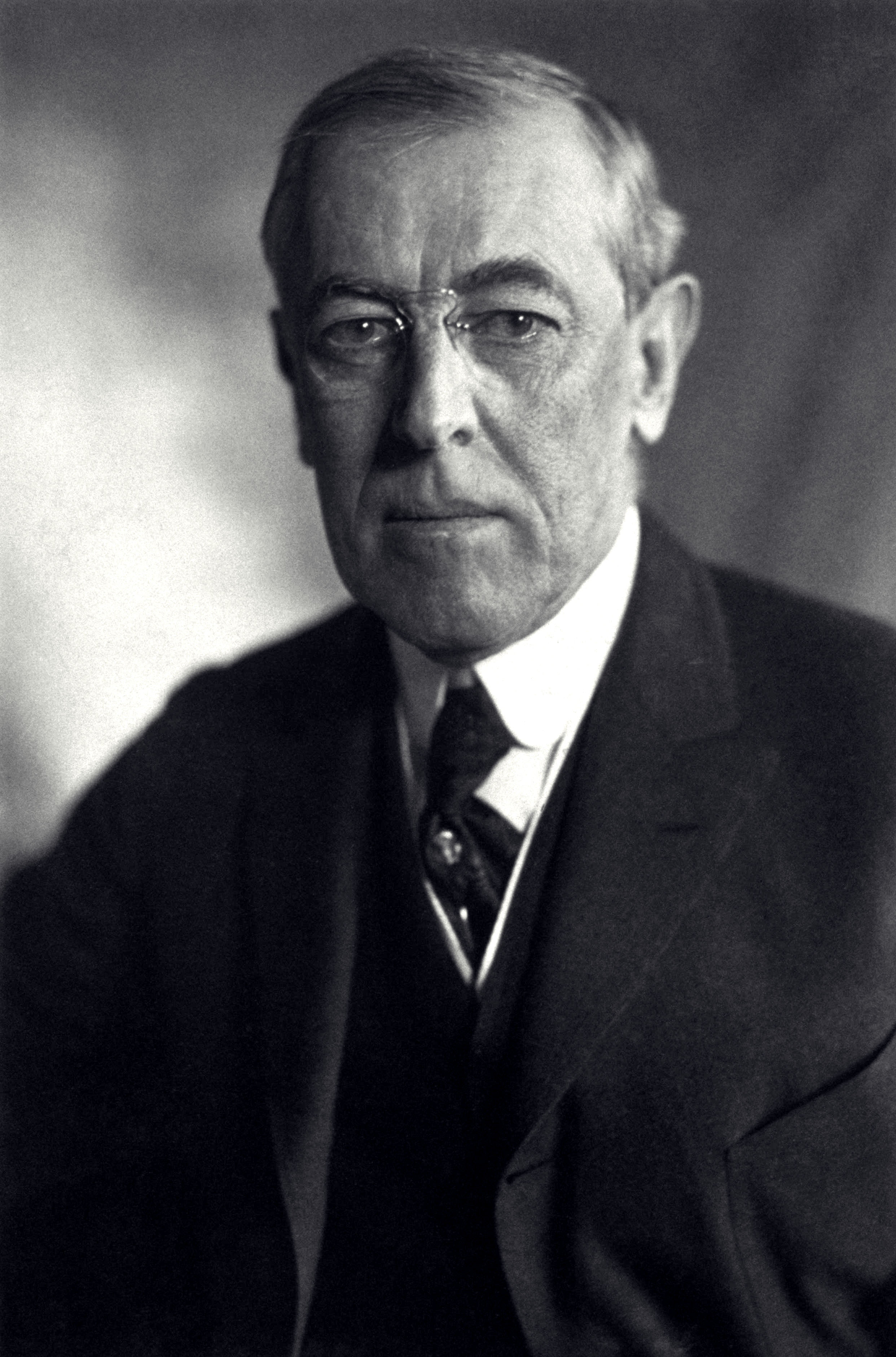
Woodrow Wilson.

Dixon, ayant fait la connaissance du président américain Woodrow Wilson alors qu'ils étaient étudiants à l'université Johns-Hopkins, le convainc de projeter la Naissance d'une nation dans les appartements présidentiels de la Maison-Blanche le 18 février 1915, en présence du président, de sa famille et de membres de son cabinet. À la suite de cette projection, Woodrow Wilson aurait déclaré « It's like writing history with lightning. My only regret is that it is all so terribly true. », phrase ambiguë qui peut se traduire par « C'est comme écrire l'histoire à coups d'éclats. Mon seul regret c'est que tout cela est terriblement réel. », déclaration qui a été utilisée ultérieurement par la propagande du Klan pour faire croire que Woodrow Wilson aurait été un sympathisant du Klan voire un de ses membres. Or cette opinion de Woodrow Wilson s'est révélée apocryphe, il était trop au fait de l'histoire pour avaler les mensonges de la seconde partie du film. Il avait déjà dénoncé l'esclavage comme moralement condamnable et économiquement désastreux, et condamné le Klan, coupable de crimes barbares et de vouloir établir un règne de la terreur. En revanche Woodrow Wilson, conscient de l'impact des images, aurait probablement dit « C'est comme écrire l'histoire à coups d'éclats », exprimant ainsi son inquiétude d'une réécriture de l'histoire par des « coups » pouvant rendre crédible une falsification de l'histoire, la seconde partie de la phrase relevant de l'imagination de Dixon. Et enfin, ce qui met en doute la paternité de cette opinion par Woodrow Wilson, c'est qu'elle ne circule qu'à partir de 1937, qu'aucun article de presse de l'époque de la projection à la Maison Blanche n'en fait mention ni dans les années qui suivent du vivant de Woodrow Wilson,.

#### Mobilisation contre le film

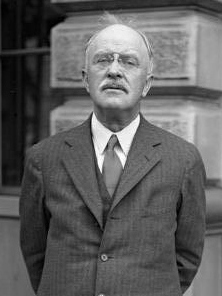
Oswald Garrison Villard.

Le journal The Crisis, organe de presse de la jeune National Association for the Advancement of Colored People (NAACP), lance une campagne de boycott. Oswald Garrison Villard y dénonce « une incitation directe au meurtre, une intention délibérée pour attiser les préjugés racistes, une insulte contre une partie de la population ». Ses critiques sont reprises par la future prix Nobel de la paix Jane Addams qui écrit dans l'Evening Post au sujet de la seconde partie du film qu'elle « donne une image pernicieuse des Noirs ». Elle y dénonce la victimisation des Blancs, les falsifications historiques. Le scientifique Jacques Loeb de l'université Rockefeller qualifie le film de « glorification de la folie meurtrière », le romancier Upton Sinclair en parle comme étant le « film le plus vénéneux qui soit », des universitaires comme l’abolitionniste Samuel McChord Crothers et Albert Bushnell Hart démontrent que les faits rapportés dans la seconde partie du film ne sont que des fictions corroborées par aucune source.
Malgré cela, le 15 mars 1915, le National Board of Review (commission de la censure) autorise le film après avoir obtenu la suppression de quelques séquences parmi les plus violentes. Cette version révisée ne satisfait nullement les attentes des partisans de sa censure comme O. G. Villard et W. E. B. Du Bois de la NAACP ou la suffragette Harriot Eaton Stanton Blatch car elle n'ôte rien à son caractère raciste.
Le 17 avril 1915, alors que le film va être projeté au theâtre Tremont de Boston, William Monroe Trotter, figure majeure de la communauté afro-américaine de Boston, prend la tête d'une manifestation qui envahit la salle. Deux cents policiers sont appelés pour les évacuer, Monroe Trotter et onze autres manifestants sont arrêtés. Devant l'hostilité envers le film, James Michael Curley, le maire de Boston, ferme la salle. Le lendemain, le gouverneur du Massachusetts, David I. Walsh, lui prend le pas et promulgue une loi interdisant les films pouvant provoquer des incidents racistes, mais sa loi est invalidée comme étant inconstitutionnelle. Parallèlement, May Childs Nerney (en), secrétaire générale de la NAACP, écrit une lettre ouverte à la commission de la censure pour obtenir des coupures plus significatives, qui ne nuiraient en rien au succès du film qui engrange des profits remarquables,,.

### William Joseph Simmons et la relance du Klan

#### William Joseph Simmons

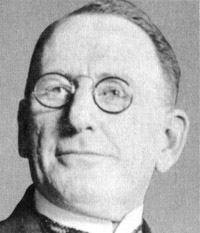
William Joseph Simmons.

William Joseph Simmons est une figure marquante du KKK. Quand éclate la guerre hispano-américaine en 1898, il abandonne ses études de médecine pour entrer dans l'United States Army. Après sa démobilisation en 1901, il connaît une crise de mysticisme et décide de devenir pasteur de l'Église méthodiste. Après des études à l'université méthodiste du Sud, il commence son ministère comme prédicateur itinérant, il vit chichement avec un revenu annuel de 300 $ et le soir il s'adonne à la boisson. En 1912, les évêques méthodistes, lors de leur conférence annuelle, sanctionnent son incompétence notoire en le relevant de ses charges. Simmons tombe dans une dépression nerveuse qui dure deux ans. Durant cette période il rencontre Jonathan P. Frost qui rédige régulièrement des articles racistes qui sont probablement la source de l'idéologie de Simmons. Ce même Frost l'introduit au sein de la fraternité des Modern Woodmen of America (en), une des fraternités florissant un peu partout qui sont un moyen de tisser des liens au sein des grandes villes. Simmons est enthousiasmé par le sentiment de fraternité qui y règne, si bien qu'il décide de former sa propre fraternité. Pour cela, il s'inspire de la popularité du film Naissance d'une nation et de son apologie du Klan pour le relancer. Le 16 octobre 1915, il réunit autour de lui trente quatre hommes pour signer une charte qui, à la date du Thanksgiving suivant (le jeudi 25 novembre 1915), devient la charte des Chevaliers du Ku Klux Klan (Knights of the Ku Klux Klan). Cette charte est calquée sur un exemplaire du Prescript de 1867, dont il a obtenu une copie (une version est publiée en 1917 sous le titre de Kloran,). La cérémonie se déroule au sommet de la Stone Mountain en Géorgie,, Simmons est intronisé Grand sorcier. S'inspirant du film Naissance d'une nation il dresse une croix enflammée qui deviendra un rituel du Klan. Simmons lors de cette cérémonie insiste sur le fait que cette organisation se veut être une renaissance du premier Klan de l’ère de la Reconstruction. Il souhaite que le Klan soit un mouvement qui puisse unifier les White Anglo-Saxon Protestant contre les forces menaçant le mode de vie américain, ces forces étant représentées par les Afro-américains, les Catholiques, les Juifs, les étrangers, les immigrants et tout groupe dont les traditions sont contraires au mode de vie conservateur de l'Amérique rurale. Il reprend ainsi les thèses nativistes qui prétendent incarner les valeurs des Pères fondateurs,,.

#### Un départ difficile

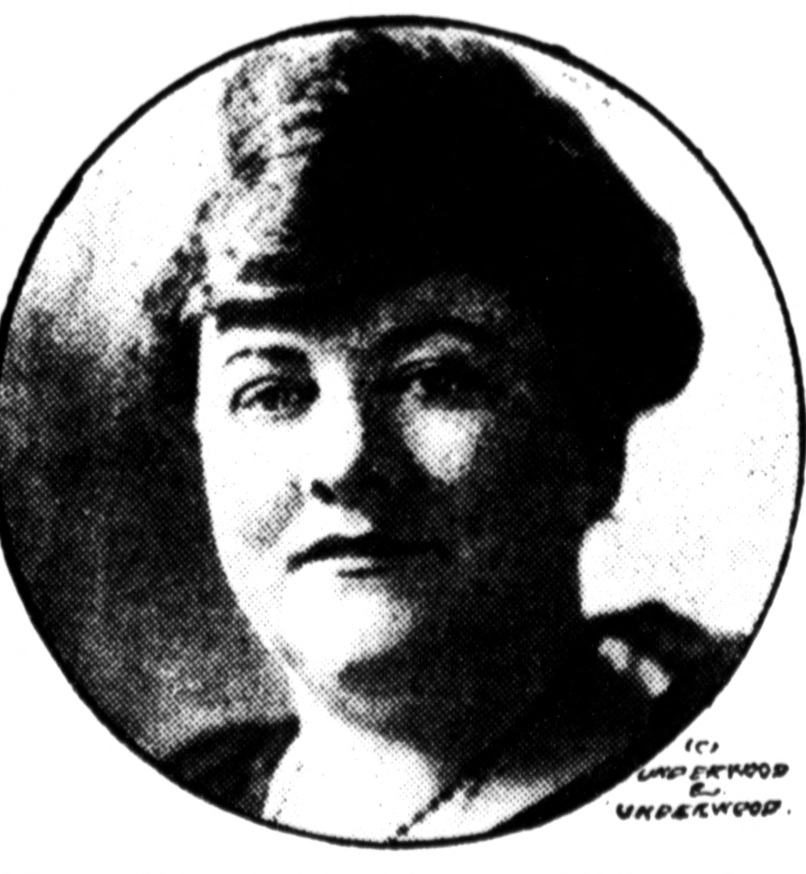
Mary Elizabeth Tyler.

Malgré la nouvelle plate-forme idéologique et le zèle de Simmons, le Klan peine à décoller. À la fin de l'année 1919, les membres sont au nombre de 4 000. Atlanta, berceau du Klan, en compte à peine quatre-vingt-dix. En 1920, le mouvement est au bord de la banqueroute financière et de sa dissolution. Mais la même année, en juin 1920, un soutien inattendu se produit avec la venue de deux publicitaires acquis à l'idéologie raciste et nativiste du Klan, Edward Young Clarke et Mary Elizabeth Tyler qui proposent à Simmons des événementiels permettant de mobiliser de nouveaux adhérents. Simmons, alléché par la proposition, les initie immédiatement. Le Klan est dorénavant dirigé par un triumvirat, mais dans les faits le Grand sorcier Simmons, qui est régulièrement saoul, laisse l’organisation aux mains de ses deux nouveaux collaborateurs,,.

#### Envolée
Sous l'impulsion de Clarke et Tyler, les adhésions augmentent. En septembre 1921, le Klan passe de 4 000 membres à 100 000 membres, pour atteindre en décembre 1922 un effectif de 700 000 adhérents. Le KKK s'enrichit, en juillet 1922, ses recettes se montant à 403 000 $. Avec cette manne financière, le Klan installe son quartier général au luxueux Imperial Hotel. L'organisation s'étend, s'implante dans l'Indiana, l'Oklahoma, l'Illinois, etc. Pour maîtriser son développement, Clarke prend le titre d'Imperial Kleagle, grade qu'il a créé, qui lui permet d'avoir la mainmise sur les Keagles qui assurent le recrutement des différentes sections du Klan, et qui entretient l'alcoolisme de Simmons,.
Dans les années 1920, au Maine, l’importante diaspora canadienne française est la principale cible du KKK après l'interdiction les frappant de parler français. En 1925, autour d'Eugene Farnsworth, le Klan du Maine compte 150 141 membres, soit un taux record de 23 % de la population de l’État, dont la cible principale était la population catholique francophone. Pour Farnsworth, l’Amérique doit au fond faire face à trois problèmes : « les Catholiques, les Juifs et les Nègres ».

##### Séduire des francs-maçons
Copiant l'organisation des loges maçonniques, Clarke attire la sympathie de certains francs-maçons. Malgré la réprobation des loges, des milliers de francs-maçons rejoignent les loges du Klan. Pour séduire les francs-maçons, des propagandistes du Klan comme Walter Lynwood Fleming et Susan Lawrence Davis,, en plus de reprendre les thèses de Dixon, prétendent établir des liens entre le KKK et la franc-maçonnerie. En effet, d'après eux, Albert Pike, haut gradé de la franc-maçonnerie américaine, aurait occupé un rang élevé au sein du KKK (ce qui n'a jamais été démontré et même réfuté,,, assertion qui provoque toujours des polémiques), cela pour montrer que le Klan était fidèle à l'esprit des Pères fondateurs de la Constitution des États-Unis qui étaient majoritairement francs-maçons,,,.

##### Séduire des pasteurs protestants

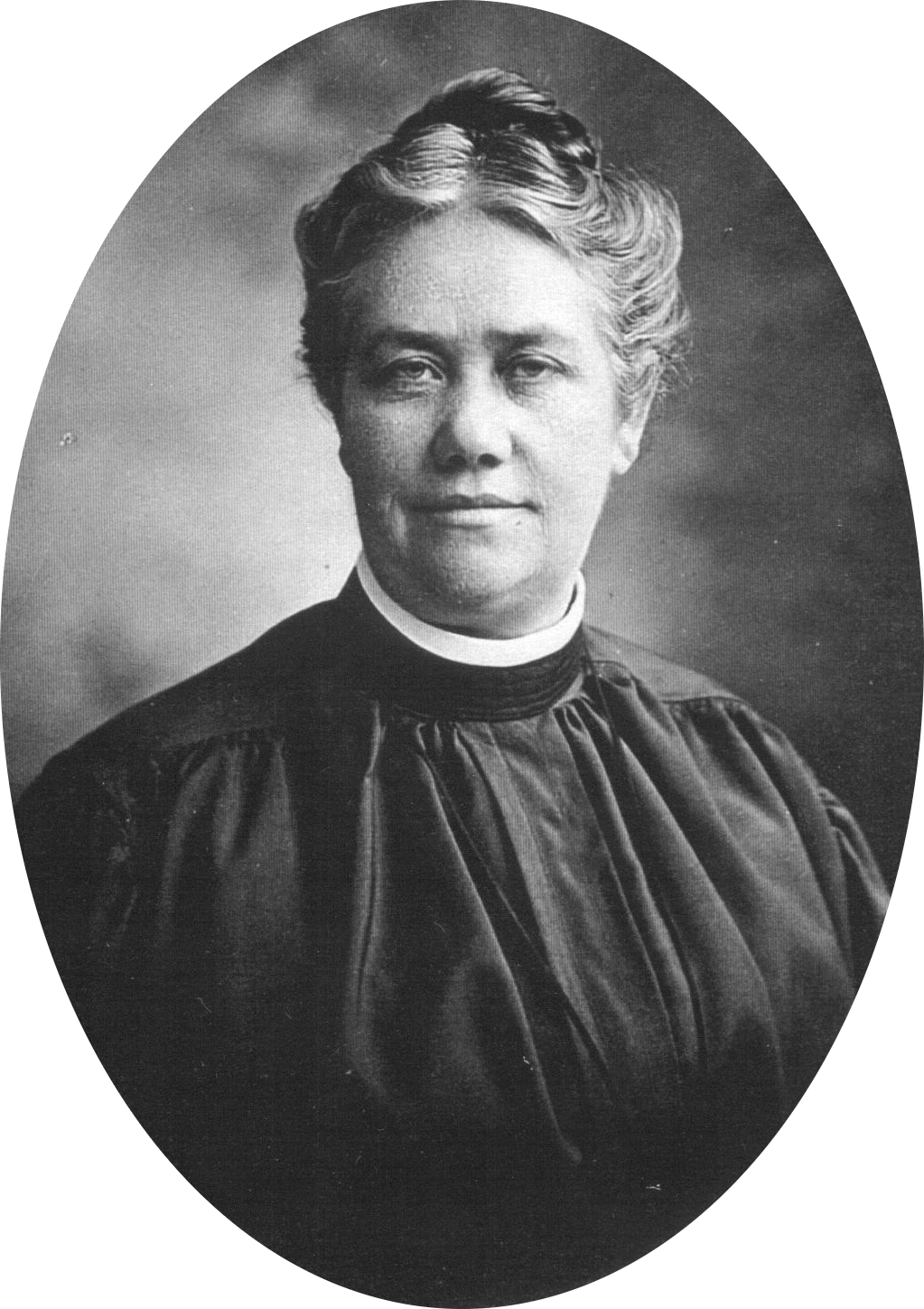
Alma Bridwell White.

Clarke mène également une campagne de recrutement auprès des pasteurs protestants en flattant leur anticatholicisme. Dans le Texas le Klan est dirigé par un pasteur épiscopalien, A.D. Ellis. Dans le New Jersey, Alma Bridwell White fondatrice et évêque de la Pillar of Fire International, elle et son Église soutiennent ouvertement le Klan. Elle écrit même plusieurs livres à la gloire du KKK : Klansmen: Guardians of Liberty (en), Heroes of the Fiery Cross et The Ku Klux Klan in Prophecy,, livres qui en plus des idées racistes, reprennent une antienne de la propagande du KKK : les principes du Klan sont conformes à l'esprit des Pères fondateurs. Le révérend E.F. Stanton de Kansas City, dans un sermon intitulé Christ and others Klansmen déplore que « il y a cinq ans la majorité des adultes et des enfants étaient chrétiens, maintenant c'est l'inverse, les anciens sont hués dans les meetings, et les fêtes religieuses sont tombées en désuétude. Les masses ne fréquentent plus les églises, seuls quelques évangélistes les intéressent. Les pécheurs ne demandent plus pardon. La société n'est plus sobre. Les femmes qui avant s'habillaient de façon décente, portent des tenues montrant leurs chevilles et leur poitrine. Les jeunes femmes ont perdu leur pudeur, elles se montrent aussi effrontées que des garçons. Les hommes n'aiment plus leur épouse comme le Christ aime l'Église, et les femmes blasphèment Dieu en critiquant leur époux ». Le pasteur de Mattoon dans l’Illinois, déclare que le Klan représente la « part virile » du protestantisme. Le révérend I.M.Hargett de Racine, dans le Wisconsin, dit « je crois que le futur de la démocratie américaine dépend de la force virile de l'Église protestante, et je suis convaincu, après avoir étudié le Klan, qu'il est la plus américaine des institutions à pouvoir le faire. », etc. Le Klan fait du Pape son ennemi, le révérend C.E Jefferson explique que le problème est le Catholicisme qu'il est « un christianisme en habit italien, que tous les catholiques ont fait le serment d’obéissance au Pape, et le Pape est un étranger, le Pape est un Italien et vous devez prendre conscience de cela pour comprendre pourquoi de nombreux Américains sont opposés à l’Église catholique. ». Un orateur du Klan commente « Savez-vous que le Pape est un autocrate, qu'il a signé un accord secret pour démarrer la guerre, aussi je préfère être un Klansman en robe blanche plutôt qu'un prêtre catholique avec sa robe noire comme la nuit, pour un Klansman sa patrie est l'Amérique, alors qu'un prêtre s'est dévoué à un Rital le Pape de Rome ». La propagande du Klan qui reprend les pamphlets de Luther contre le Pape, va opposer le Viking Leif Ericson, supposé protestant et anglo-saxon, au catholique et italien Christophe Colomb, comme découvreur et fondateur de la colonisation de l'Amérique par la race blanche.

##### S'adonner à la violence à cœur joie

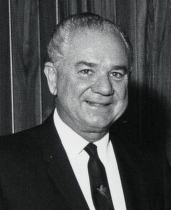
Leon Jaworski.

Avec la multiplication des Klansmen, l'adhésion à la philosophie spirituelle de Simmons n'est plus une référence. De nombreux nouveaux venus ne pensent qu'à pratiquer des coups de main contre les ennemis de l’Amérique pure, qui vont de la flagellation au lynchage en passant par le racket,. À Mer Rouge en Louisiane, des Klansmen assassinent deux Blancs qui s'opposent à eux, en les battant à mort. À Lorena au Texas, c'est le shérif qui, voulant mettre fin à une parade des Klansmen, est abattu de deux balles. Il réchappe à la mort, porte plainte, mais les accusés sont innocentés par le jury qui dans ses attendus précise que le shérif n'avait pas le droit « d’interférer sur une affaire qui le regardait pas », ce qui fait dire au jeune juriste Leon Jaworski qu'en ce qui concerne le Klan, il n'y avait pas de justice. L'Institut Tuskegee (actuelle Université Tuskegee) qui tient un observatoire des actes du Klan, comptabilise 726 lynchages sur la période qui va de 1915 à 1935.

#### Un putsch interne
Clarke et Tyler mènent des intrigues pour renverser Simmons de son grade de Grand sorcier. Pour mener à bien leur projet, ils recrutent Hiram Wesley Evans qu'ils mettent à la tête du service de la propagande. À la veille de la convention nationale du Klan de novembre 1922, des gangsters recrutés par Evans, Clarke et Tyler se rendent dans la chambre d'hôtel du Grand sorcier. Ils réveillent Simmons à moitié saoul qui tient difficilement sur ses jambes, le molestent et le menacent : s'il ne donne pas sa démission, un sniper est prêt à le tuer en pleine convention. Cela conduit Simmons à démissionner. Evans est nommé Grand sorcier du Klan. En compensation, Simmons bénéficie d'une rente annuelle de 1 000 $ avec le titre honorifique d'Empereur impérial. Le nouveau maître du Klan ne s'arrête pas là. Le 11 janvier 1924, lors d'une réunion des Grands dragons (responsables du Klan au niveau des États), il fait voter l'exclusion de Clarke du Klan, ainsi que celle de Simmons afin de museler définitivement ses récriminations. Quant à Tyler qui s'est mise à l'écart, elle décède le 10 décembre 1924. Désormais Evans a le champ libre. Simmons tente de créer une organisation concurrente en Floride, « Les Chevaliers de l'épée flamboyante » (The Knights of the Flaming Sword), mais en 1925, il est victime d'un grave accident de voiture, et sa nouvelle organisation périclite durant sa convalescence. Il sombre dans l'alcoolisme, errant d'un hôtel à un autre jusqu'à sa mort en 1945,,,,.

Hiram Wesley Evans.

### Règne d'Hiram Wesley Evans (1924-1939)
Quand Evans prend le pouvoir, le Klan comprend entre deux et trois millions de membres auxquels il faut rajouter les effectifs des Women of the Ku Klux Klan (WKKK), branche du Klan fondée le 21 juin 1923, qui en 1924 compte 250 000 adhérentes réparties sur l'ensemble des États-Unis,. Cette croissance correspond aux nouvelles vagues d'immigrations des années 1920, à prédominance slave, italienne, juive, catholique, orthodoxe et la peur de la venue de communistes. Plus que jamais le Klan prétend être le mouvement représentant les vrais américains et l'esprit des Pères fondateurs. La virulence anti-catholique monte d'un cran chez les pasteurs membres du Klan. Ils nourrissent la propagande par des rumeurs : les présidents Lincoln, McKinley, Harding auraient été des Klansmen ; 90 % des déserteurs de la première guerre mondiale seraient des catholiques.
Evans comprend qu'il faut ralentir les actes de terrorisme pour passer à l'influence politique et faire passer les idées du Klan. Il multiplie les rassemblements et les défilés dans les grandes villes de Portland dans l'Oregon, à Portland dans le Maine, à Dallas, Desmoines, Philadelphie, Phoenix, Denver, etc. Lors de pique-niques géants, se pratiquent des initiations de masse où, moyennant la somme de 10 $, on devient un Klansman. Le recrutement se fait parmi les Blancs pauvres, peu éduqués, craignant pour leur avenir, qui trouvent dans le Klan un sentiment de fraternité rassurant. Le KKK se fait le champion de la Prohibition et de la morale puritaine, du respect de la Constitution, de la liberté d'expression, de la liberté d'enseigner, de la liberté de la presse, de la séparation de l'Église et de l'État, de la suprématie blanche et de la poursuite du bonheur contre tout empiétement de l'État, tout cela au nom de l'américanisme pur.

#### Échec politique

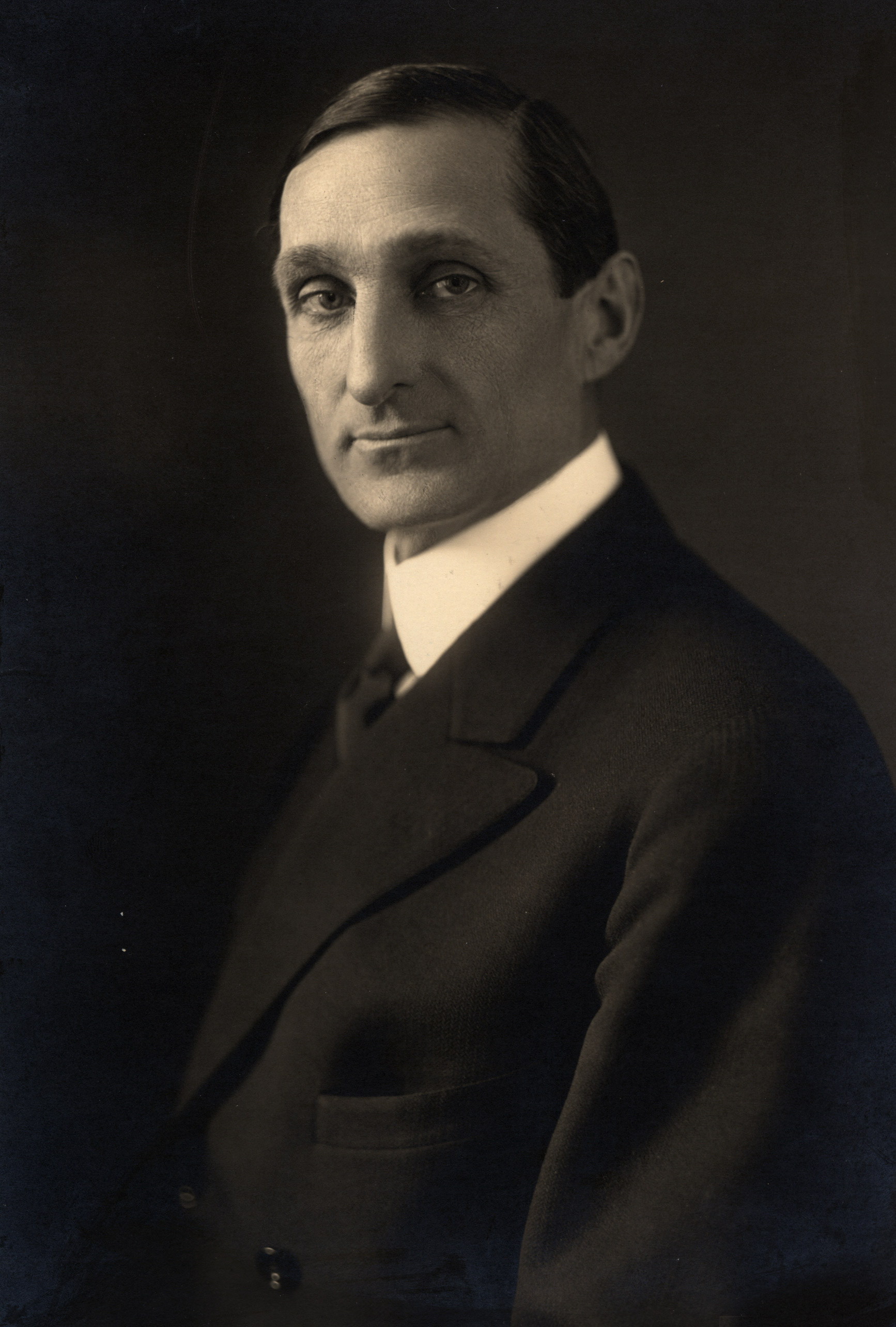
William Gibbs McAdoo.

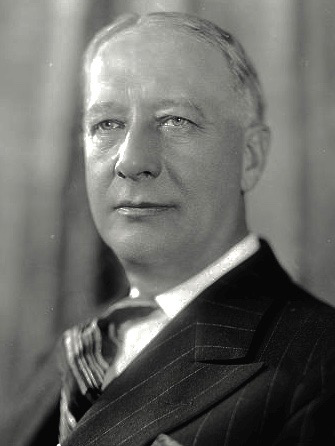
Al Smith.

Lors de l'élection présidentielle de 1924, à la convention des Démocrates, le Klan soutient le candidat William G. McAdoo contre le gouverneur de l'État de New York Alfred E. Smith honni par l'organisation car catholique romain et irlando-américain. McAdoo n'a pas le Klan en odeur de sainteté, son conseiller politique Bernard Baruch est un Juif, et son responsable de campagne est un catholique irlandais, l'ex-sénateur James D. Phelan, mais il ne peut se passer de son soutien. Les délégués qui soutiennent Al Smith conspuent le Klan. Après bien des controverses où le Klan a failli être condamné par le parti, à la suite d'un compromis c'est John W. Davis qui est élu comme candidat à la présidentielle pour le Parti démocrate. Sans nommer le Klan, les sociétés secrètes sont condamnées, d'autres délégués affirmeront que le Klan est un ennemi de la liberté de conscience. Le sénateur Oscar Underwood déclare que le Klan « est une menace nationale », un orateur de la convention condamne « l'organisation secrète d'encapuchonnés appelée le Ku Klux Klan ». Leur campagne de diffamation contribue à la victoire écrasante de Calvin Coolidge. C'est un échec cuisant du Klan qui reconnait sa faiblesse politique.
Après l'échec de la convention de 1924, Evans fait une tournée à travers les États-Unis et le Canada. Il organise des banquets avec des francs-maçons à Seattle, Vancouver, Tacoma, Spokane. Il est reçu et fêté à la Chambre de commerce de Seattle. Il appelle les canadiens et les américains à ce que soit refusée la naturalisation aux immigrés venus de la Grèce, de l’Italie, des Balkans. Finalement, le Klan constate son impuissance face à la naturalisation de ces immigrés. Leur seul succès politique est leur influence sur la rédaction de l'Immigration Act de 1924, réalisée par le représentant (député) Albert Johnson (en), président du House Immigration Committee (Commission de l'immigration),,. Visiblement influencé par l'idéologie du Ku Klux Klan, il n'est pas établi que Johnson ait été un Klansman, mais il était membre d'une loge maçonnique proche du Klan,.
Leur seul grand succès populaire visible est la parade sur la Pennsylvania Avenue de Washington du 8 août 1925, où le Klan est capable de faire défiler entre 30 000 et 50 000 Klansmen, parade qu'il réitère le 13 septembre 1926 où le Klan cette fois-ci n'a pu mobiliser que 15 000 à 20 000 Klansmen, procession qui marque ainsi leur déclin,,. La date du 8 août reste depuis un jour de célébration pour les Klansmen jusqu’à nos jours.

#### Un déclin annoncé
Les succès des années 1922-1924 est de courte durée. Après son apogée de 1924, le déclin du Klan s'amorce dès l'année suivante. La presse qui se montrait prudente commence à publier des articles condamnant l'influence du KKK et ses pratiques. De plus son attitude purement réactionnaire et défensive se montre peu convaincante, peu constructive voire impuissante face aux forces du changement. En 1924, le sociologue américain John Moffat Mecklin prédit le déclin du mouvement « Le Klan est essentiellement une réaction mécanique contre des démons qui sont le plus souvent imaginaires que réels. C'est pour cette raison que son influence est plutôt négative que constructive »,.
Le jeune journaliste Nguyen Sinh Cung (futur Ho Chi Minh) écrit en 1924 que « le Klan est condamné à disparaitre », que les Afro-Américains seront bientôt suffisamment forts pour le contrer sans avoir peur, que ses excès conduiront à des démissions, mais surtout il pointe le nombre des opposants au Klan, soit « 20 millions de catholiques, 3 millions de Juifs, 20 millions d'immigrés, 12 millions de Nègres et tous les honnêtes Américains », et il conclut « le Ku Klux Klan, avec ses 568 Klaverns illégaux, a tous les défauts des sociétés secrètes et réactionnaires sans leur force. Il a emprunté la spiritualité de la Franc-maçonnerie, les enfantillages de l'Eglise catholique, la brutalité du fascisme, mais il n'a ni doctrine, ni programme, ni vitalité, ni discipline. ».
Le mur du silence qui couvrait les exactions et meurtres du Klan se brise en 1925. Les catholiques Irlandais et Italiens, les Juifs et les Afro-Américains persécutés par le Klan sortent du silence et de la résignation, ils s'opposent au mouvement, et parfois lors d'affrontements physiques. Les violences du Klan, qui autrefois inspiraient du respect, suscitent la désapprobation. Leurs assassinats et flagellations font la une des journaux, certaines affaires défraient la chronique pendant six mois. Les procès se succèdent où les témoins révèlent les secrets, les turpitudes, les horreurs du Klan ainsi que ses intrigues internes ; une affaire de rapt d'enfant est imputée au KKK. Quitter l'organisation peut se montrer dangereux, un Klansman du Colorado est battu à mort pour ce motif. Tous ces faits brisent la mythologie du Klan et la notabilité de ses dirigeants qui se montrent immoraux.
Lors de l'élection présidentielle américaine de 1928, le Klan s'oppose au candidat démocrate Al Smith comme il l'avait déjà fait en 1924. Il mène une violente campagne contre lui, en vain il est désigné pour se présenter contre le républicain Herbert Hoover. Mais la campagne de dénigrement porte ses fruits, Al Smith est largement battu du fait de la défection massive des électeurs du Sud. Cette défaite est imputée au Klan par l'état major du parti démocrate.

#### Conséquences de la Grande Dépression et opposition au New Deal

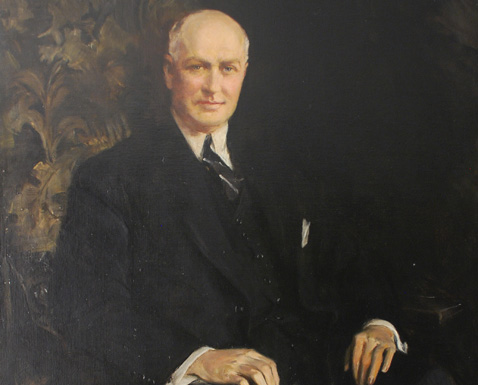
James Aloysius Farley.

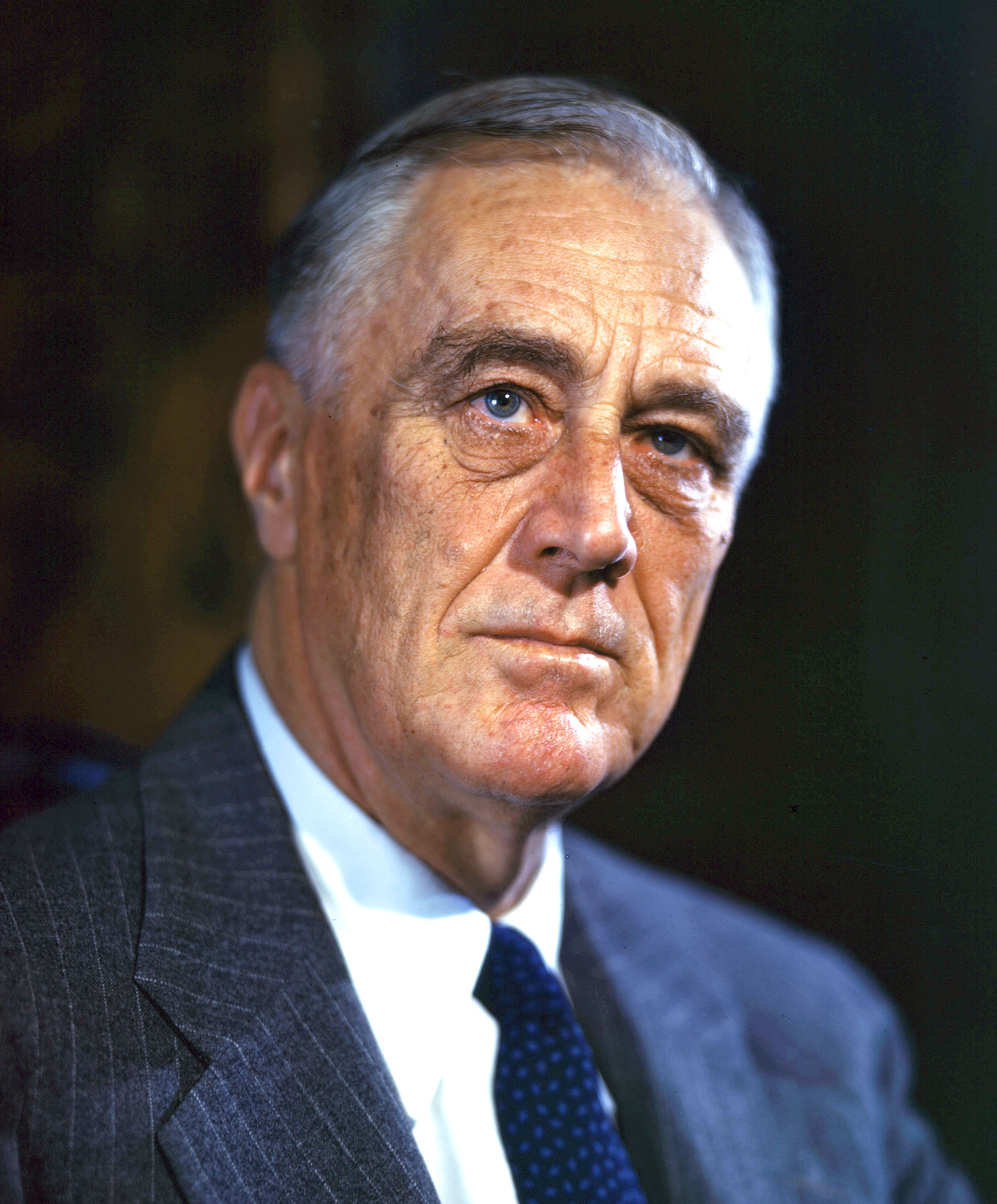
Franklin Delano Roosevelt.

La Grande Dépression de 1929 va clairsemer les rangs du Klan, car de nombreux Klansmen appauvris ne sont plus capables de payer leurs cotisations. Les effectifs tombent à 100 000 membres. Le Klan renonce à ses grandes parades du début des années 1920, sauf à l'occasion de la fête du 4 juillet. Les candidats à des postes électifs soutenus par le Klan perdent leur parrainage par la Commission d'investiture du Parti démocrate, ce qui provoque une suite de défaites électorales, réduisant de façon drastique le poids politique du Klan.
Dans un premier temps l'organisation soutient la candidature de Franklin D. Roosevelt pour l'élection présidentielle de 1932, mais lorsqu'elle découvre que son directeur de campagne, James Farley, est un Catholique, commence alors son opposition à la politique de Roosevelt plus particulièrement au New Deal. Le Klan dénonce le fait que Washington est devenu « une ruche de communistes », que l'administration du président Roosevelt conduit le pays vers une révolution communiste. À l'été 1934, Evans appelle les Klansmen à préserver la Constitution du bolchevisme, du communisme, du fascisme et autres « ismes ».
En Louisiane, le Klan s'attaque violemment au sénateur Huey Long surnommé le Kingfish (le roi pêcheur). Evans appelle le peuple à lui enlever son mandat pour les prochaines élections de 1936. C'est dans ce climat d'imprécations que Huey Long est assassiné le 8 septembre 1935.

#### Escalade dans le terrorisme
Le 30 novembre 1935, à Tampa des policiers membres du Klan arrêtent Joseph Shoemaker, fondateur du parti des Modern Democrats (en) et deux de ses amis. Ils les conduisent dans une forêt, accompagnés par une douzaine d'automobiles remplies de Klansmen. Là ils les déshabillent, les enduisent de goudron et de plumes, les battent et les flagellent. Les Klansmen s'acharnent sur Shoemaker, mutilent ses parties génitales avec un fer rouge et trempent une de ses jambes dans un récipient contenant du goudron en ébullition. Ses deux amis Samuel Rogers et Eugene Poulnot arrivent à demi inconscients à alerter les secours. Malgré les soins prodigués durant son hospitalisation, Shoemaker décède au bout de neuf jours d'agonie. La tragédie fait la une des journaux nationaux, suscitant horreur et dégoût. L'Union américaine pour les libertés civiles (American Civil Liberties Union) offre une récompense de 1 000 $ pour tout renseignement pouvant permettre l'arrestation des coupables. L'enquête policière révèle l’accointance entre le chef de la police de Tampa, R.G. Tittsworth, et le Kleagle de Tampa Fred M. Bass. Les deux hommes et six autres policiers sont inculpés. Bass et Tittsworth sont acquittés faute de preuve et cinq des policiers sont condamnés à une peine de cinq ans de prison, ce qui semble être une petite victoire, mais après un appel auprès de la Cour suprême de Floride, les condamnations sont annulées. Personne ne sera condamné pour le meurtre de Shoemaker. Ignorant les critiques, Evans proclame que le Klan est le protecteur de la nation contre le communisme, les syndicats et les organisations de gauche supposées être toutes communistes, et que « nous devons combattre l'horreur par l'horreur ». Il commence à s'en prendre au Congress of Industrial Organizations (CIO), il déclare que « le CIO est infesté par les communistes, le Klan ne restera pas les bras ballant à permettre au CIO de détruire notre ordre social, nous narguer en faisant passer des lois de désordre, nous serons prompts à le sanctionner. ». Une vague d'actes de terrorisme s'abat sur les membres du CIO, plusieurs sont enlevés et battus, ce qui entraîne une union nationale contre le Klan,.

#### Chute d'Hiram Wesley Evans
En 1937, le train de vie d’Evans attire l’attention du fisc. Il habite dans une résidence luxueuse d'Atlanta dont l'acquisition est suspecte. Par ailleurs on découvre qu'en échange du soutien du Klan pour son élection au poste de gouverneur de la Géorgie, Eurith D. Rivers (en), cède le monopole de la vente de l'asphalte à destination des voies express de l'État à Evans, ce qui lui vaut une amende de 15 000 $. Fatigué par le poids de la direction et du nombre de scandales et d'affaires dont il fait l'objet, le 10 juin 1939, Evans vend le siège du Klan et son organisation à James A. Colescott pour la somme de 250 000 $,,.

### Règne de James A. Colescott (1939-1944), déclin et fin du second Klan

Burnet R. Maybank.

La même journée du 10 juin 1939, Colescott est élevé au grade de Grand sorcier impérial. Pendant qu'en public il désavoue les actions violentes, de fait, le Klan continue ses exactions contre les Afro-Américains, les Juifs et le Congress of Industrial Organizations (CIO), confédération syndicale supposée être un nid de communistes, le racisme et l'anti-communisme constituant un même combat puisque selon les membres du KKK, « Le CIO veut l'égalité entre les Blancs et les Nègres ». Des messages sont envoyés aux Afro-Américains qui travaillent dans l'industrie « Nègres ! Votre place est dans les plantations de coton ! ». Plusieurs sont molestés, notamment à Greensville et Simpsonville, en Caroline du Sud, pour les empêcher de voter. Le gouverneur de la Caroline du Sud, Burnet R. Maybank (en) envoie la police qui arrête des Klansmen dont certains sont mis en prison. En 1940, alors que le CIO mène une campagne d'inscription des Afro-Américains sur les listes électorales, en Géorgie, des Klansmen assassinent et flagellent aussi bien des Afro-Américains que des Blancs. Bien qu’officiellement le Klan désavoue les actes de terrorisme commis en Caroline du sud et en Géorgie, personne n'est dupe, les masques tombent.
Depuis les années 1930, avec sa montée en Allemagne, le nazisme par son idéologie raciste, suprémaciste et son anticommunisme ne peut qu'attirer la sympathie de plusieurs membres du Klan. George E. Deatherage (en) fondateur d'une branche du Klan les Knights of the White Camelia va jusqu'à dire que le nazisme a copié la ligne politique du Klan et suggère à ses membres de ne plus enflammer des croix chrétiennes, mais des croix gammées. Les relations avec le nazisme suscitent des avis mitigés, si bien des Klansmen du Sud sont méfiants. En revanche des Grands dragons des États du nord entretiennent des liens avec le Bund germano-américain, association américaine soutenant le nazisme. Déjà auparavant, la propagandiste américaine du nazisme, Leslie Fry, a fait un don de 75 000 $ à Evans pour infiltrer le Klan.
Le 18 août 1940, lors d'une assemblée du German American Bund à Andover, des centaines de Klansmen sont présents avec leur tenue. Arthur Hornbui Bell (en), Grand dragon du New Jersey, y fustige l'hymne patriotique God Bless America d'Irving Berlin, considéré comme un chant juif pour tavernes et bordels. Lorsque le dirigeant du Bund, Fritz Julius Kuhn, monte à la tribune, il proclame « les principes du Bund et les principes du Klan sont identiques ». Parmi les différentes prises de paroles, un message de Colescott est lu pour célébrer l'union entre le Klan et le Bund. À la fin de l'assemblée des participants scandent « Mettez Hitler sur la croix », puis chantent l'hymne national The Star-Spangled Banner. Devant les réactions négatives de la presse, officiellement le Klan désavoue l'implication de Klansmen à cette assemblée par la bouche de son Grand sorcier impérial James A. Colescott qui va jusqu'à bannir Arthur H. Bell du Klan, mais il demeure qu'officieusement les liens restent inchangés,,,.
Durant la Seconde Guerre mondiale, le Klan se fait discret. De nombreux membres démissionnent, ce qui conduit à la disparition officielle du second Ku Klux Klan le 23 avril 1944, après sa mise en liquidation judiciaire par Colescott à la suite d'impôts impayés depuis 1920 qui s'élèvent à 685 000 dollars et qui sont réclamés par le Service des contributions directes. Colescott accuse l'administration Roosevelt, « C'est Roosevelt cet amant des Nègres et le Juif Morgenthau, son secrétaire au Trésor qui l'ont fait ! » et il s'estime victime des manœuvres sournoises des agents du fisc qu'il accuse,.

### Réactions contre le second Klan

#### Réactions politiques

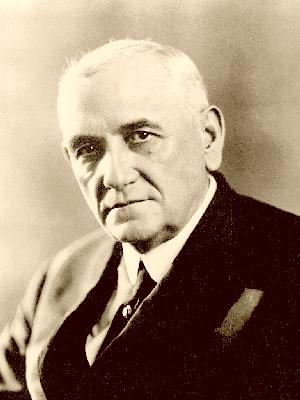
Henry L. Fuqua.

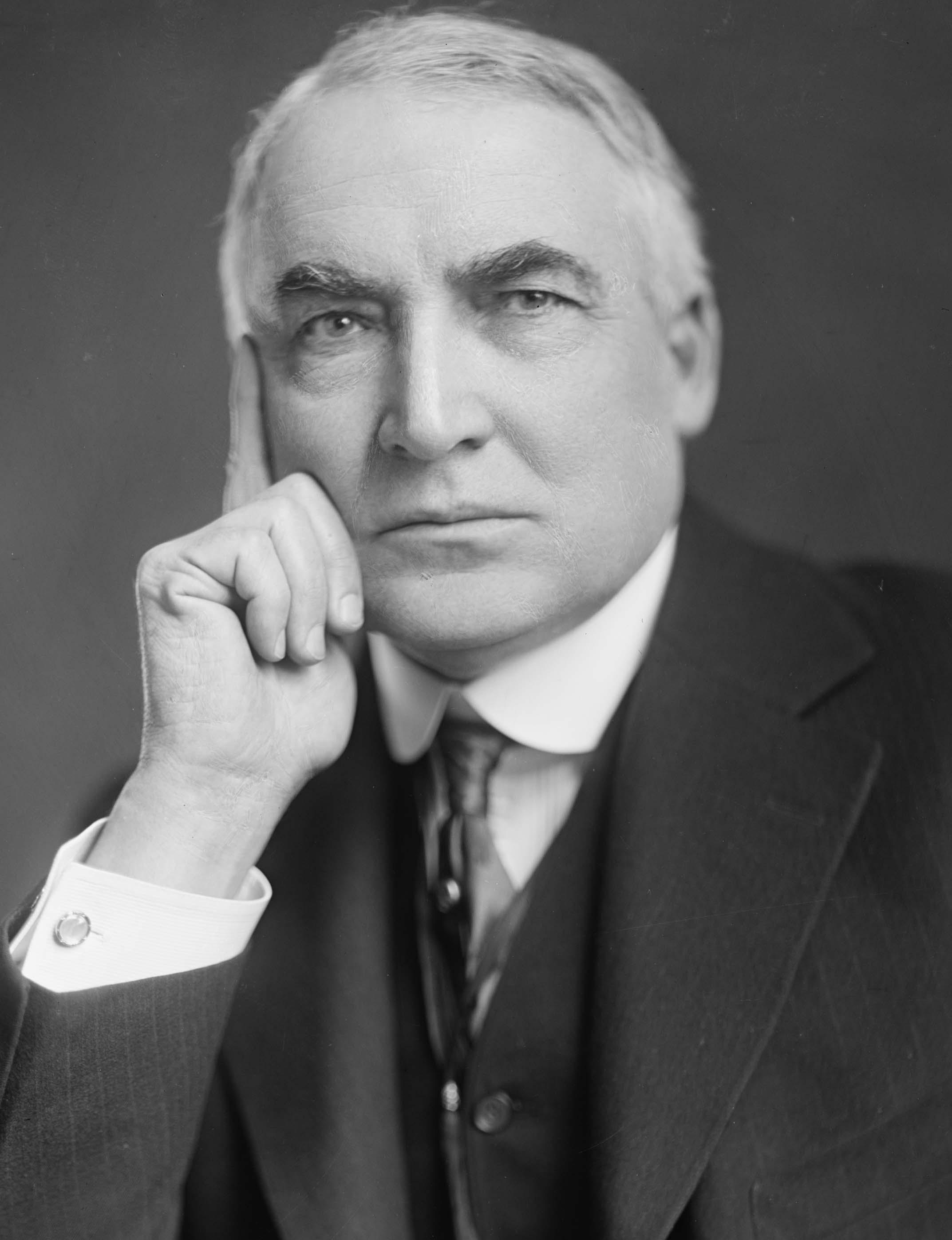
Warren G. Harding.

Toutes ces actions violentes font perdre le soutien de certains responsables politiques. La Louisiane, sous l'impulsion du gouverneur Fuqua, vote une loi interdisant de se masquer le visage en dehors de certaines fêtes, comme le Mardi gras. D'autres États suivent son action.
Le président Warren G. Harding, constatant la montée des actes de violences des Klansmen, de leur intolérance religieuse, et de leur pratique massive de fraudes fiscales, saisit le département de la Justice des États-Unis au motif que le Klan bafoue les premier, quatrième, cinquième, sixième et treizième amendements, ce qui déclenche des enquêtes du F.B.I,.
Lorsque les dirigeants du Klan sont appelés à comparaître devant la Committee on Rules (en) (commission des lois) de la Chambre des représentants, Clarke, prudemment, envoie Simmons pour plaider la cause du mouvement et se défendre face aux divers témoins précédemment auditionnés qui ont déposé des éléments à charge. Simmons, après avoir déploré les exactions prêtées au Klan, rappelle que l'organisation est une fraternité à l'instar d'autres fraternités et qu'elle ne peut pas être responsable des frères qui se dévoient et qui seront sanctionnés conformément aux règles du Klan. Il déclare que si par malheur des actions illégales continuaient, alors il dissoudrait lui-même son mouvement. Au bout de trois jours d'audition, il réussit à donner une bonne impression si bien que les représentants du Congrès, pour qui la situation du Klan reste à la fois peu claire, confuse et alarmante, décident de ne pas donner suite.
Le 26 octobre 1921, à Birmingham dans l'Alabama, le président Warren G. Harding tient un discours qui stupéfie son auditoire blanc où figurent de nombreux membres du Klan. Il déclare que les Afro-Américains ont servi le pays pendant la Première Guerre mondiale tout aussi patriotiquement que les Blancs, que l'engagement de ces soldats leur a permis de montrer que le drapeau était leur drapeau, qu'ils sont entrés de plain-pied dans la citoyenneté américaine, et que cet événement laisse espérer qu'il se produira un ajustement des relations entre les deux races, jouissant toutes deux de la pleine citoyenneté. Si les Blancs restent cois, en revanche les Afro-Américains l’applaudissent. Immédiatement le Klan fait courir des rumeurs suspectant Harding d'être d'ascendance afro-américaine,.

#### Une fracture chez les Afro-Américains

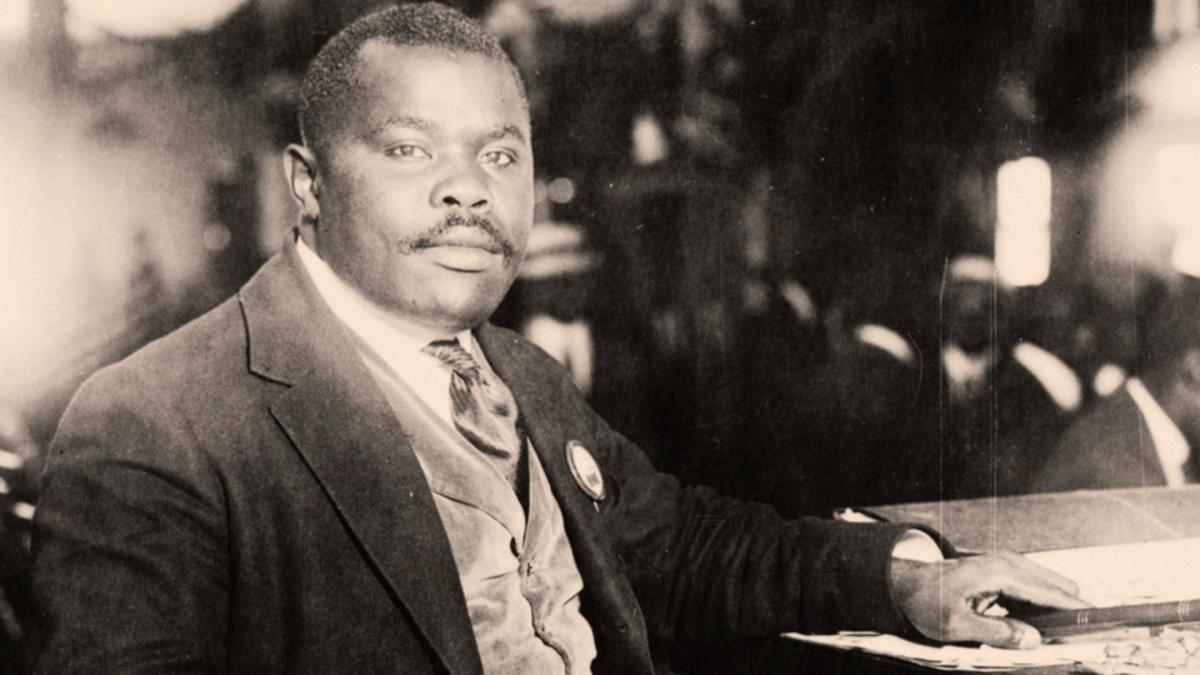
Marcus Garvey.

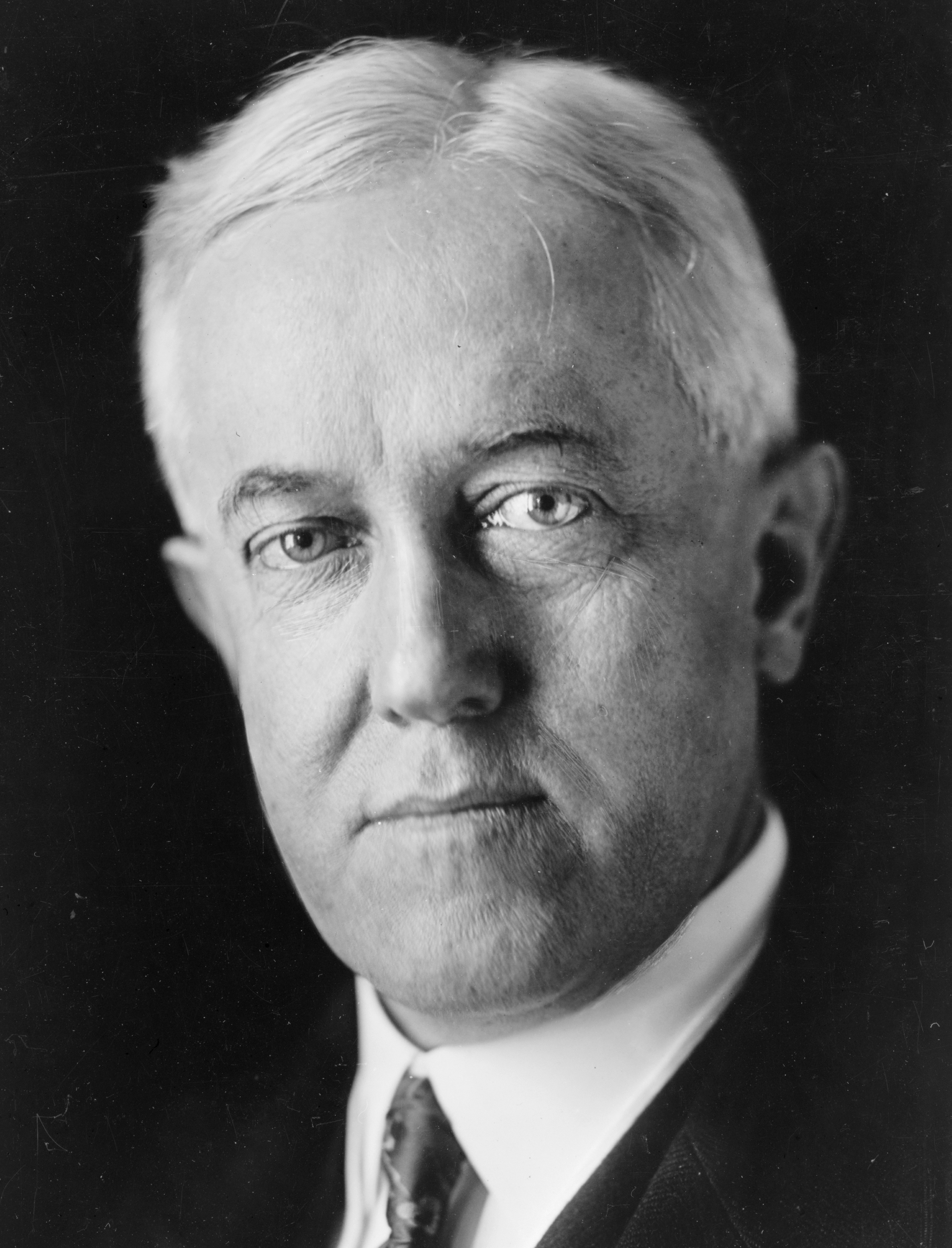
John W. Davis.

La violence du Klan est un argument pour le nationaliste noir Marcus Garvey fondateur de United Negro Improvement Association (UNIA), qui prône un retour vers l'Afrique. Ce qui provoque une controverse entre les Afro-Américains partisans de l’intégration comme les membres de la NAACP créé par W.E.B. Du Bois. Ce dernier s'oppose avec vigueur à l'africanisme de Garvey, il écrit : « Les arguments de Garvey sont clairs. Le triomphe du Klan et de son programme conduisent les Noirs au désespoir. Garvey insiste sur le fait que la présence du Klan et de son programme montrent l'impossibilité pour les Noirs de rester en Amérique. Le Klan envoie des tracts pour soutenir Garvey et déclare que ses opposants sont des catholiques. ». Les instances afro-américaines qui défendent l'intégration écrivent au président Calvin Coolidge en lui demandant de condamner la propagande du Klan « Nous vous demandons de dire si le parti de Lincoln l'émancipateur vont soutenir le Sorcier impérial et sa bande d'encapuchonnés. ». De son côté Garvey lui aussi s'adresse à Coolidge en lui écrivant « j'ai la sympathie des quatre millions de membres de mon organisation et je ne tiens pas à entrer dans une controverse au sujet du Klan. » Coolidge et la majorité des leaders du Parti républicain s’abstiennent d'entrer dans la polémique. Le conseiller de Coolidge pour le Klan, Edwin Banta, lui écrit « sans vouloir vous offenser, je vous conseille de mettre la pédale douce au sujet du Klan et laissez les Démocrates récolter les fruits de la tempête qu'ils ont semée. ». De fait c'est du côté des Démocrates que les salves contre le Klan seront tirées, le candidat démocrate à la présidentielle John W. Davis déclare « le Klan viole les institutions américaines, et doit être condamné au nom de tout ce que je crois. ». Finalement le refus silencieux de Coolidge à condamner le Klan produit un effet dévastateur en provoquant une ère de méfiance de la part de l'élite afro-américaine envers le Parti républicain,.

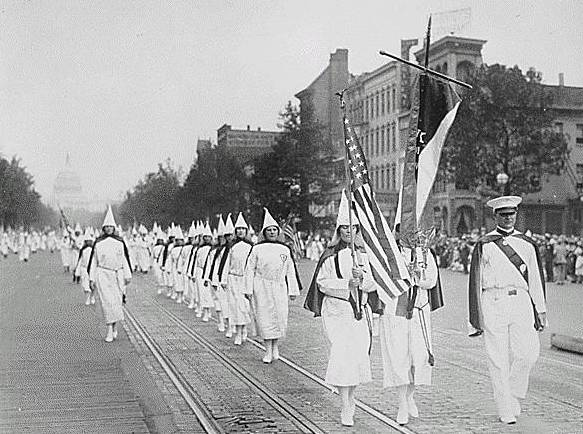
Membres du Ku Klux Klan défilant sur Pennsylvania Avenue à Washington DC en 1928.

#### Réactions de la presse
Le New York World suit de près les activités du Klan et à partir de septembre 1921 va produire des articles à scandales. Deux ex Klansmen, C. Anderson Wright, et Henry Peck Fry révèlent comment le KKK a infiltré les pilotes durant la première guerre mondiale ainsi que diverses malversations financières. Henry Peck Fry consigne l'ensemble de ses révélations en 1922 dans un livre, The Modern Ku Klux Klan. Simmons lui-même dira « Jusqu'à ce que la presse attaque le Klan, je ne m'inquiétais pas pour sa croissance. […] Certains journaux ont conduit le Congrès à enquêter sur nous. Le résultat est que le Congrès nous a infligé un sévère avertissement. ».
À partir de 1925, divers journaux de plusieurs États (Louisiane, Californie, Virginie, Arizona, Colorado, Indiana, Kansas, etc.) commencent à publier des articles faisant état de diverses malversations et exactions du Klan.

#### Réactions religieuses
Les Églises presbytériennes, épiscopaliennes et luthériennes se défient du Klan. Même les méthodistes qui comptent parmi eux des pasteurs et des paroissiens klanistes commencent à les condamner, leurs évêques condamnant le KKK par des propos divers comme « le Klan est inutile, anti-américain et certainement pas chrétien ». Au sujet des racines anglo-saxonnes des Américains, un évêque méthodiste déclare : « Ce qui a fait ce que nous sommes, ce n'est pas le sang anglo-saxon mais le sang de Jésus Christ. ».

## Troisième Ku Klux Klan, l'éclatement en groupuscules

### Débuts

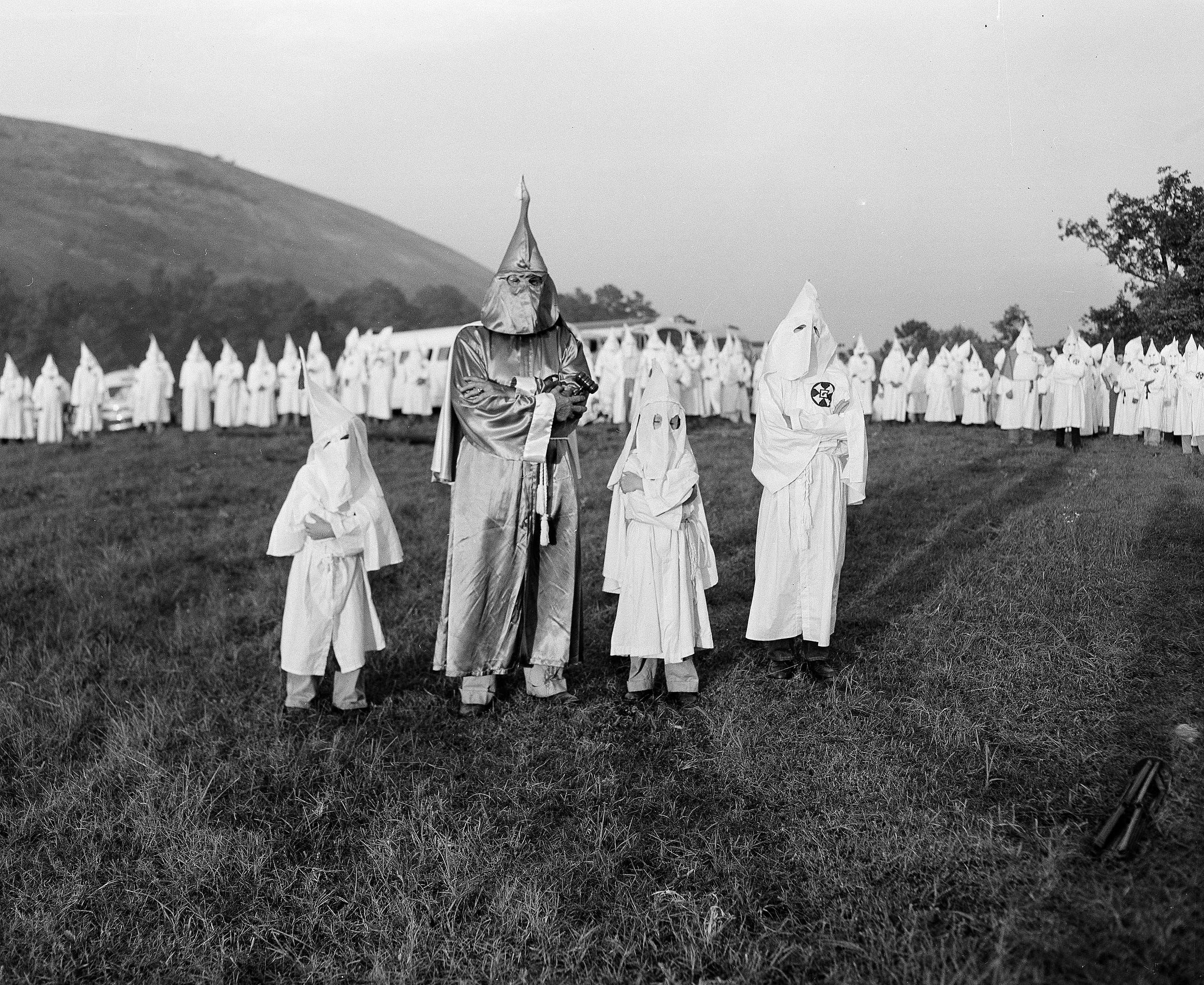
Samuel Green en tenue de Grand Dragon aux côtés de ses enfants

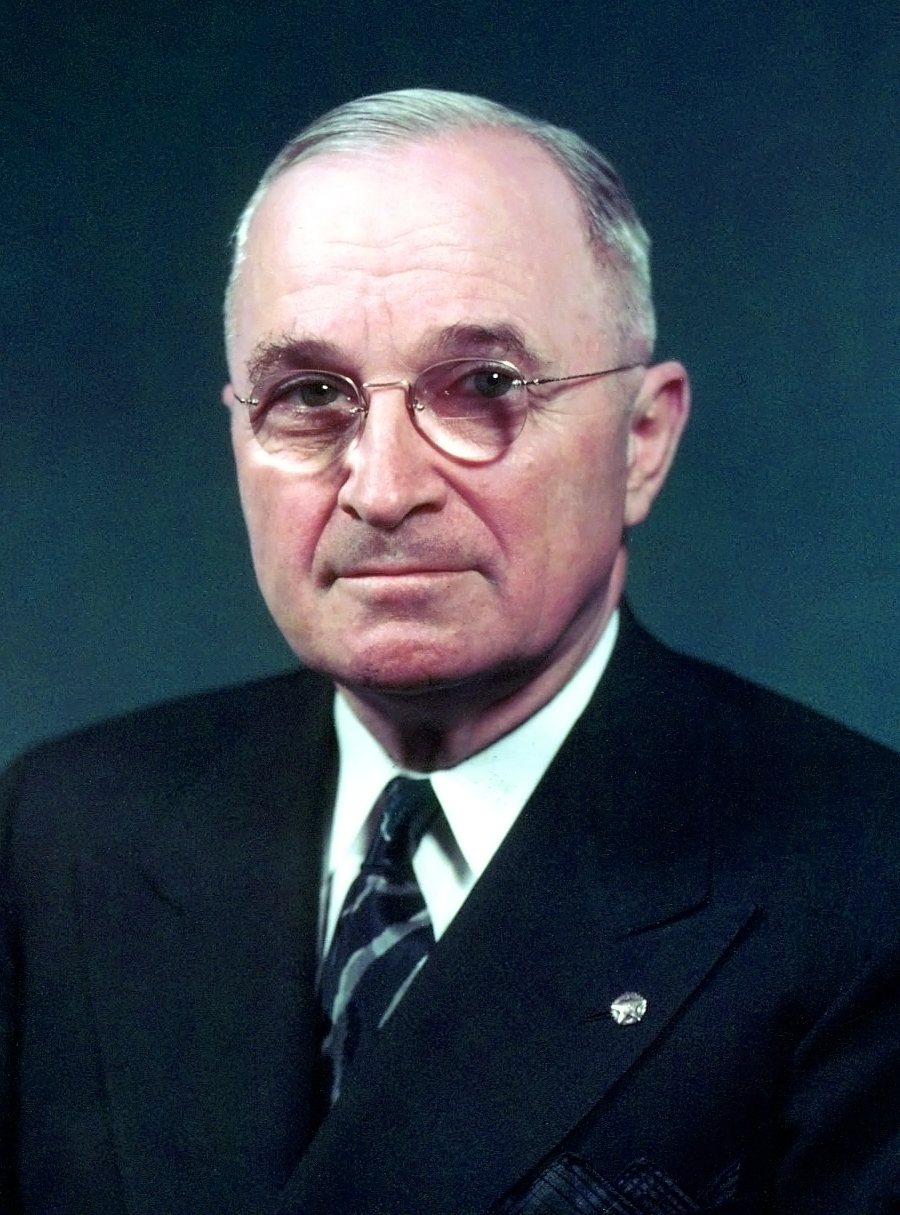
Harry S. Truman.

En octobre 1946, Samuel Green ancien Grand dragon de la Géorgie et ancien bras droit de Collescott, est élu Grand sorcier du Klan avec pour mission de réformer l'organisation renommée Association du Klan de la Géorgie. Très vite il revivifie les Klans de la Californie, du Kentucky, du Tennessee, de l'Alabama, et les recrutements reprennent,. Il s'attaque à l'administration du Président Harry S. Truman en disant « Nous ne saurons tolérer quelque alliance que ce soit avec les Nègres, les Juifs, les Catholiques et les syndicats des salariés ». Les lynchages reprennent dans le Mississippi. Le Procureur général des États-Unis, Tom Clark, déclare qu'il utilisera toutes les lois en vigueur pour briser le Klan. Le F.B.I. enquête sur ses exactions. En 1947 le Klan est inscrit par Clark sur la liste des organisations subversives au même titre que son ennemi, le parti communiste. De nombreux gouverneurs veulent également en finir avec le Klan comme ceux de la Californie, de la Pennsylvanie, du Michigan, de l'Ohio, du Kentucky, de l'Indiana, du New Jersey. Dans l'État de New York, le Klan est purement et simplement mis hors la loi. Il est toléré dans son bastion, la Géorgie, où il bénéficie d'une certaine impunité de la part des autorités locales, pouvant ainsi en 1948 terroriser la population afro-américaine, avec notamment un escadron de la mort les Black Raiders, qui l'empêche de voter et d'assurer le succès du démocrate Herman Talmadge au poste de gouverneur de la Géorgie.
La promulgation en 1948 par le président Harry S. Truman de l'Executive Order 9981 mettant un terme à la ségrégation raciale dans les forces armées américaines, suscite la fureur de Samuel Green qui entre en lutte contre tout ce qui peut soutenir le mouvement américain des droits civiques,.
Alors que les effectifs du Klan ne dépassent guère les 10 000 membres, l'opposition à l'organisation grandit. Même la presse du Sud publie des articles contre lui, la Baptist State Convention of North Carolina exhorte ses membres à ne pas joindre l'organisation terroriste et demande un renforcement des lois anti-Klan. En janvier 1949, l'État de Géorgie vote une loi interdisant le port des tenues du Klan et des croix qu'on enflamme. Le gouverneur de l'Alabama, "Big" Jim Folsom déclare que les manifestations d'encapuchonnés sont interdites et fait arrêter les conducteurs qui circulent vêtus en tenue du Klan. Le gouverneur de la Virginie William M. Tuck (en) déclare « Je ne permettrai pas que des personnes de quelque race que ce soit puisse faire l'objet d'actes de terrorisme ou d'intimidations par le Klan ou d'autres organisations terroristes. ». Le gouverneur de la Floride, Fuller Warren (en) fustige « les encapuchonnés et leurs agitations, ces couards à l'abri de leur tenues, qui se nomment Klansmen offrent un spectacle écœurant. » et fait passer des lois bannissant le Klan. Les Afro-Américains n'ont plus peur des Klansmen. Ainsi lors d'une parade du Klan à Greenville, ils s'alignent le long du cortège en les huant ou en riant d'eux, une Afro-Américaine leur lance « envoyez nous vos tenues, nous les laverons ! ». Les personnes anti-Klan manifestent ouvertement leur hostilité au mouvement. Samuel Green lui-même, lors d'un meeting à Columbia, capitale de la Caroline du Sud, est pris à partie par des étudiants blancs qui l'interpellent et lui lancent des boules puantes.

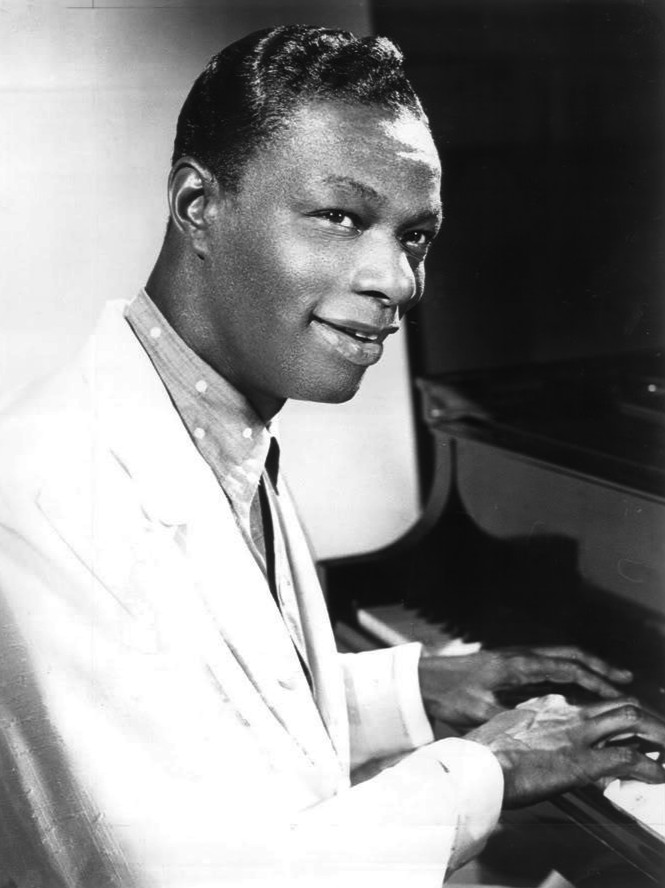
Nat King Cole

Le 18 août 1949, Samuel Green décède des suites d'un infarctus. Samuel Roper prend sa succession en tant que Grand sorcier impérial. Sous sa direction, les exactions du Klan reprennent de plus belle. L'organisation exerce dans certaines villes une véritable police des mœurs, fouettant le moindre « déviant » aux bonnes mœurs, aidée en cela par l'homme politique Asa Earl Carter. Les sbires d'Ace Carter, parmi leurs multiples méfaits, se font tristement connaître en molestant le chanteur et pianiste de jazz Nat King Cole lors d'un concert à l'auditorium de Birmingham en 1956,,. En Virginie, Bill Hendrix est élu Grand dragon, en 1951. En représailles à des lois anti-Klan promulguées dans l'État voisin de la Floride, il y sème la terreur contre les membres de la NAACP, les catholiques, le B'nai B'rith et leurs soutiens. Dix-huit attentats à la bombe frappent des églises catholiques, des synagogues et des domiciles d'Afro-Américains,,,.

### Une série d'attentats et d'assassinats (sélection)

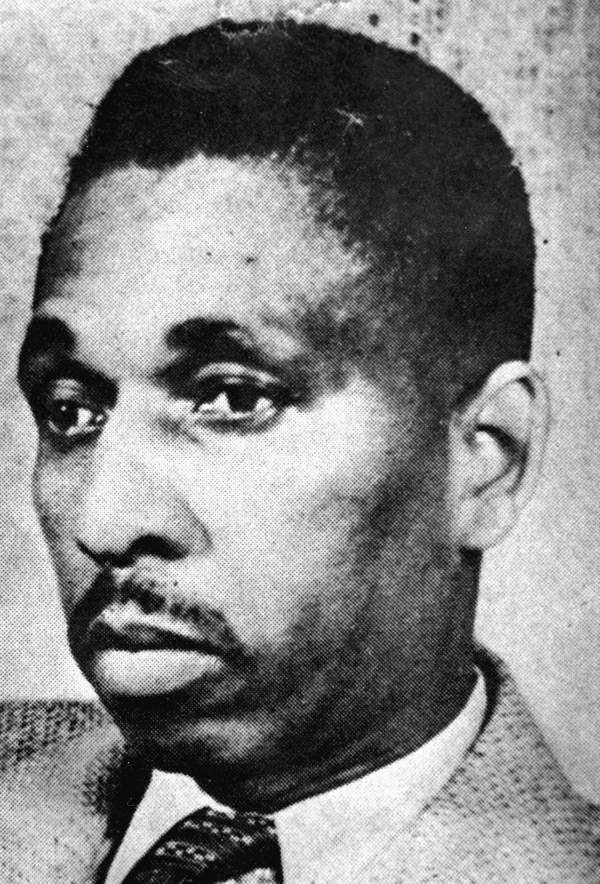
Harry Tyson Moore.

#### Meurtre de Harry et Harriette Moore
Le 25 décembre 1951 les époux Harry Tyson Moore et Harriette Moore (en), militants de la NAACP sont victimes d'un attentat à la bombe commis par le Klan (en) dans leur maison de Mims (Floride). Ils sont considérés comme les premiers martyrs du mouvement des droits civiques,,.

#### Refus sanglant de l'arrêtBrown v. Board of Education
Quand en 1954, la Cour suprême rend son arrêt Brown v. Board of Education qui déclare la ségrégation raciale inconstitutionnelle dans les écoles publiques, le Klan se déchaîne. En 1959, un rapport rédigé conjointement par le American Friends Service Committee, le National Council of Churches et le Southern Regional Council, fait état des différents actes de terrorisme du Klan entre 1954 et 1958 : six Afro-américains assassinés, vingt-neuf blessés par balles dont onze Blancs, quarante-quatre personnes molestées, cinq personnes poignardées, trente maisons détruites par des attentats à la bombe, huit maisons incendiées, quinze maisons ayant reçu des tirs d'arme à feu ; des attentats à la bombe ont frappé les écoles de Jackson (Tennessee), Nashville, Chattanooga, Charlotte (Tennessee), Charlotte (Caroline du Nord), Clinton (Caroline du Nord). Sept églises ont été également frappées par des attentats à la bombe, quatre synagogues ou centre culturels juifs ont été incendiés, le siège de la Young Men's Christian Association de Chattanooga a été dynamité.

#### Meurtre de Willie Edwards Jr
Le 22 janvier 1957, Willie Edwards Jr. est tué par trois Klansmen parce qu'il transportait une femme blanche dans son véhicule. Ils l'ont précipité d'un pont dans l'Alabama River,,.

#### Meurtre de Medgar Evers
Le 12 juin 1963, Medgar Evers, militant noir américain de la NAACP, est assassiné par un membre du Klan et du Citizens' Councils, Byron De La Beckwith,,,.

#### Dimanche sanglant (15 septembre 1963)
Le dimanche 15 septembre 1963 est une journée sanglante à Birmingham. Alors que des jeunes filles suivent des cours au sous-sol de l'église baptiste de la 16e rue, en attendant l'office dominical, à 10 h 22 une bombe posée par le Klan y explose. Cynthia Wesley, Carole Robertson et Addie Mae Collins, âgées de quatorze ans et Denise McNair, âgée de onze ans sont tuées sur le coup, des paroissiens sont grièvement blessés. Deux blancs faisant partie des Eagle Scouts tuent un jeune Afro-Américain. Ces tragédies déclenchent une manifestation des Afro-Américains qui brûlent des drapeaux sudistes, caillassent des voitures. La police répond par des grenades, l'émeute dure toute la nuit, le gouverneur de l’Alabama, George Wallace fait intervenir la Garde nationale pour rétablir l'ordre. Le lendemain matin on découvre les cadavres de deux jeunes Afro-Américains. La brutalité de la répression policière organisée par le chef de la police de Birmingham Bull Connor,,, un raciste notoire et farouche adversaire du mouvement des droits civiques, scandalise l'opinion américaine,,.

#### Meurtres du Freedom Summer de 1964
Le dimanche 21 juin 1964, trois jeunes étudiants, un Afro-Américain, James Chaney, et deux Blancs Michael Schwerner et Andrew Goodman, se font arrêter pour excès de vitesse par Cecil Price, membre du Klan et shérif du comté de Neshoba ; une fois arrêtés, Price les conduit à la prison de Philadelphie (Mississippi). Price prévient ses amis du Klan qui viennent chercher les trois étudiants. Ils les conduisent en voiture dans un endroit éloigné et isolé et les assassinent. Leurs amis signalent leurs disparitions à la police et comme il y a soupçon d'enlèvement, l'enquête est confiée au F.B.I. Leur disparition fait la une des journaux,. Le Procureur général des États-Unis Robert Kennedy lui-même suit l'enquête. Leur voiture calcinée est découverte le 24 juin 1964, mais pas leurs cadavres. Pour élargir les fouilles, 400 marins de l'U.S. Navy sont mobilisés ainsi que 150 agents du F.B.I. Une équipe d'élite du F.B.I. est dépêchée pour mener l'enquête ; après deux mois d'investigation, les agents du F.B.I. découvrent leurs corps le 2 août 1964. Le F.B.I. interroge les divers membres du Klan, vingt-et-un d'entre eux sont arrêtés le 4 décembre 1965. Le 20 octobre 1967, neuf membres du Klan sont condamnés, dont Cecil Price, Samuel Bowers, Alton Wayne Roberts, Jimmy Snowden, Billy Wayne Posey, Horace Barnette et Jimmy Arledge.
Ces meurtres de la Freedom Summer ont tellement mobilisé l'opinion qu'elle a facilité le processus menant à la promulgation du Civil Rights Act de 1964, abolissant les lois Jim Crow et la ségrégation raciale dans l'espace public et les services publics, suivi par la promulgation du Voting Rights Act de 1965 prohibant toute discrimination raciale dans l'exercice du droit de vote,,,,,.
Ces meurtres et l'enquête qui a suivi sont relatés par le film d'Alan Parker Mississippi Burning.

#### Meurtre de Charles Eddie Moore et de Henry Hezekiah Dee
Le 2 mai 1964, deux jeunes Afro-Américains âgés de dix-neuf ans, Charles Eddie Moore, un étudiant, et Henry Hezekiah Dee, un employé d'une minoterie, sont enlevés, torturés et battus à mort par des Klansmen, parce que soupçonnés d'appartenir au mouvement des droits civiques. En 2007, leur tragédie a fait l'objet d'un film documentaire Mississippi Cold Case (en), réalisé par David Ridgen (en) pour la Canadian Broadcasting Corporation,,.

#### Meurtre de Clarence Triggs
Clarence Triggs (en), un maçon de vingt-quatre ans et militant du mouvement des droits civiques, est retrouvé assassiné d'une balle dans la tête dans une voiture abandonnée à Bogalusa dans le Mississippi, l'autopsie indique que le meurtre a eu lieu le 30 juillet 1966. L'enquête conduit à l'inculpation de plusieurs Klansmen, mais faute de preuve, ils sont relâchés. À ce jour on ne sait toujours pas qui sont les criminels, l'enquête est toujours en cours. Son nom figure sur la liste des martyrs des droits civiques du Civil Rights Memorial de Montgomery dans l'État de l'Alabama,.

#### Meurtre du lieutenant-colonel Lemuel A. Penn

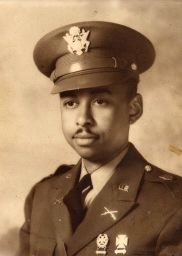
Lemuel Penn.

Le 11 juillet 1964 le lieutenant-colonel Lemuel Penn et deux autres officiers afro-américains, le major Charles E. Brown et le lieutenant colonel John D. Howard, quittent Fort Benning pour rentrer chez eux en voiture. Pendant un arrêt, ils sont repérés par des Klansmen qui les suivent et tirent ; deux balles atteignent le conducteur, tuant net Lemuel Penn. La voiture sort de la route, les deux autres passagers sont blessés. La nouvelle du meurtre suscite l'émotion au sein de l'opinion nationale : Lemuel Penn, ancien combattant de la Seconde Guerre mondiale, a été assassiné alors qu'il sortait d'une période d'entraînement pour défendre son pays. Edgar Hoover, le directeur du F.B.I., prend l'affaire à cœur, il envoie l'un de ses assistants et vingt agents du F.B.I. pour mener l'enquête. Au bout de trois semaines, les trois coupables sont arrêtés. Ils comparaissent devant un jury composé uniquement de Blancs et malgré les preuves et aveux, ils sont relaxés. Le procureur fédéral reprend des poursuites qu'il peut requalifier, grâce au Civil Rights de 1964, pour atteinte aux droits civils de Lemuel Penn. Le 27 juin 1966, deux des Klansmen sont condamnés à dix ans de prison. En voulant effrayer les Afro-américains, les membres du Klan produisent un effet inverse en indignant l'opinion publique qui ne fait que renforcer le mouvement des droits civiques,,,.

#### Meurtre de Viola Liuzzo

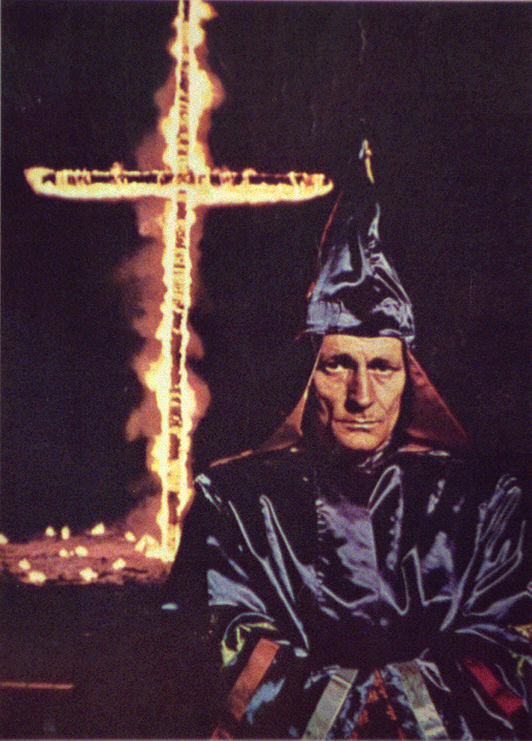
Robert Shelton.

Le 25 mars 1965 se prépare la troisième des marches de Selma à Montgomery organisée par différents leaders du mouvement des droits civiques comme Martin Luther King, James Bevel, Hosea Williams, Amelia Boynton Robinson, John Lewis, etc. L'United Klans of America qui s'est déjà illustré en organisant l'attentat de l'église baptiste de la 16e rue, veut frapper à nouveau. Son dirigeant, le Sorcier impérial Robert Shelton, convoque quatre hommes et Gary Thomas Rowe (un indicateur du F.B.I. infiltré à la suite du programme COINTELPRO) pour faire une intervention visant à assassiner Martin Luther King. Les quatre hommes partent en voiture pour se rendre dans les environs du Capitole de Montgomery, lieu de dispersion de la marche. Ne pouvant approcher Martin Luther King, ils maraudent à l'arrêt d'un feu devant le pont Edmund Pettus, repèrent une femme blanche en voiture, Viola Liuzzo, militante de la SCLC transportant un jeune Afro-Américain de dix neuf ans, Leroy Moton. Après une course poursuite, ils tirent par deux fois, Viola est tuée sur le coup et Leroy Noton laissé pour mort est grièvement blessé. Grâce à la présence de Gary Rowe, les assassins sont arrêtés dans la journée. La nouvelle du meurtre fait l'objet d'articles dans les journaux nationaux,, le lendemain le président Lyndon B. Johnson annonce lui-même l'arrestation des membres du Klan, le gouverneur du Michigan, George W. Romney et le vice-président Hubert Humphrey apportent leurs condoléances à la famille de Viola Liuzzo,. Le président Lyndon Johnson traite le Klan de « société de gangsters encapuchonnés et de bigots » et met sur pied un dispositif pour mettre fin au problème de la haine ségrégationniste, à l'origine des enquêtes du House Un-American Activities Committee sur les activités du Klan,. Ce meurtre conduit aussi à la promulgation rapide du Voting Rights Act,,.

#### Meurtre de Vernon Dahmer
Le 10 janvier 1966, Vernon Dahmer (en), un des leaders du mouvement des droits civiques et président de la section de la NAACP de Hattiesburg dans le Mississippi, est tué par des Klansmen. Alors qu'il fait une campagne d'inscription des Afro-Américains sur les listes électorales, lui et sa famille sont victimes d'une attaque de plusieurs Klansmen qui tirent sur leur maison et y envoient des cocktails Molotov, déclenchant un incendie. Dahmer prend son fusil pour répliquer et permettre à son épouse, Ellie, et leurs sept enfants de se mettre à l'abri. Gravement intoxiqué par les fumées, il décède le lendemain 11 janvier à l'hôpital. Le président Lyndon B. Johnson diligente une enquête qui aboutit à l'arrestation de quatorze Klansmen. Quatre d'entre eux sont condamnés à la perpétuité. En 2016, le gouverneur de l'État du Mississippi, Phil Bryant annonce la décision de l'assemblée législative d'instituer le Vernon Dahmer Day, où chaque 11 janvier sera une journée commémorative dédiée à l'œuvre de Vernon Dahmer et à son assassinat,,.

#### Lynchage de Michael Donald
Josephus Anderson, accusé d'avoir tué un policier lors du braquage d'une épicerie à Birmingham le 29 novembre 1979, est relaxé le 21 mars 1981, le jury du tribunal de Mobile n'ayant pas pu se prononcer de façon décisive. Bennie Jack Hays, Henry Hays, James Llewellyn « Tiger » Knowles, membres de l'United Klans of America accusent le jury de félonie : pour eux, si Anderson est remis en liberté c'est parce que des Afro-Américains siégeaient dans le jury. Pour manifester leur indignation, ils commencent par faire brûler une croix devant le tribunal de Mobile puis s'arment, prennent un rouleau de cordes et partent chercher une victime, Michael Donald, qui sort de chez lui. Sous la menace d'un revolver, ils le forcent à entrer dans leur véhicule. Son cadavre est découvert le lendemain : après avoir été battu, puis égorgé, il a été pendu à un arbre.
La caractéristique de cet assassinat est qu'il s'agit d'un crime de haine pure. Michael Donald, contrairement aux autres victimes du Klan, n'était ni un délinquant, ni un militant d'une quelconque organisation, et a eu juste le tort d'être là au mauvais moment. Au bout de deux années d'enquête les coupables sont emprisonnés. Après plusieurs procès Hays est condamné à mort et Knowles est condamné à la perpétuité. À la suite d'une action au civil, déclenché par Beulah Mae Donald, la mère de Michael, pour la première fois de l'histoire le Klan est condamné comme responsable de la mort du jeune Michael Donald et doit verser une indemnité du montant de 7 000 000 $. Pendant le procès il est démontré que 81 000 Afro-Américains ont été victimes des exactions du Klan, cela allant du vol au meurtre, en passant par le viol. Hays, en tant que responsable du Klan, est ruiné par les indemnités qu'il doit              verser et disparaît dans l'ombre,,,.

### Victoire du mouvement des droits civiques
Les différents groupes qui se réclament du Klan déclinent progressivement avec l'adoption des lois fédérales comme le Civil Rights Act de 1964, le Voting Rights Act de 1965 et le Civil Rights Act de 1968, mettant fin à toutes les formes de ségrégation sur l'ensemble du territoire des États-Unis. Ces lois anéantissent leurs revendications, le statu quo ségrégationniste est définitivement brisé.
Le coup de grâce est donné lorsque les cellules les plus dangereuses sont démantelées par le FBI dans les années 1960-1970,.

### Survivre dans l'extrémisme

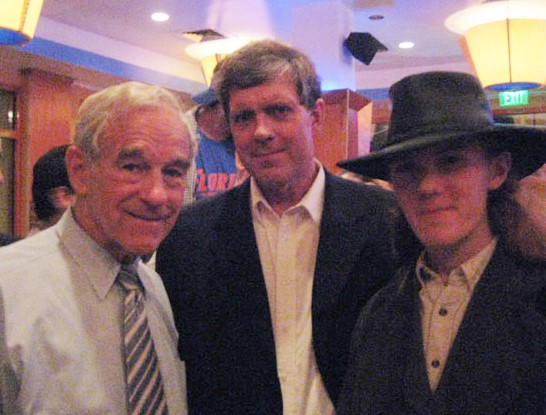
Ron Paul, Don Black, Derek Black

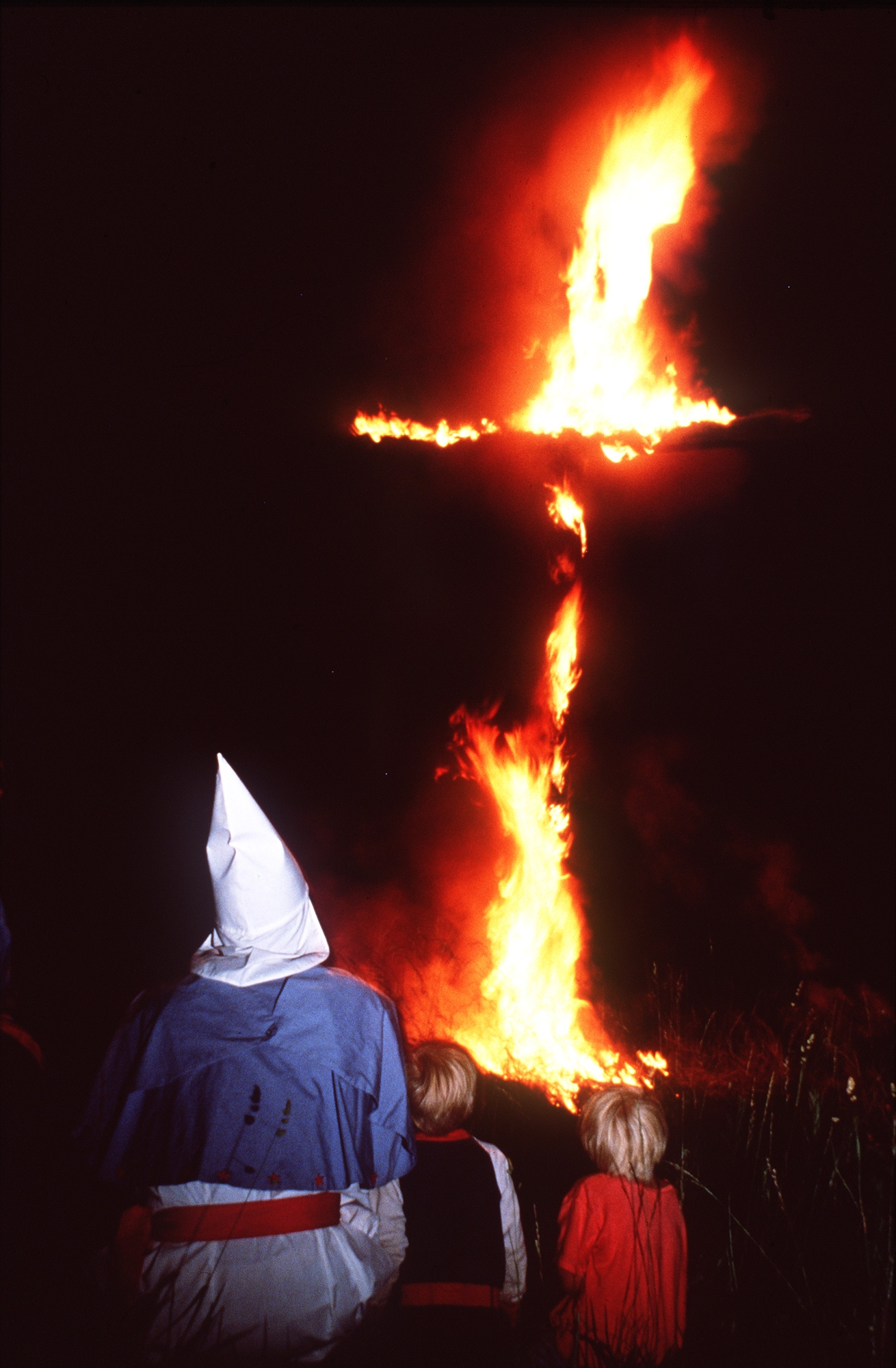
Croix brûlée durant un rassemblement du KKK à Oak Hill (Ohio), en 1987.

À partir des années 1970, le Klan connaît une grave crise. Les Afro-Américains n'ont plus peur, ils votent, se font élire maires, gouverneurs, sénateurs. D'autres profitent de la déségrégation et de la discrimination positive qui contribuent à leur promotion sociale. Certes des tensions raciales continuent d'exister, mais le climat n'est plus le même. Les idées du Klan sont désavouées par l'opinion, un Klansman déclare « nous avons perdu ce pays ». Frustrés, n'ayant plus de lieux pour les accueillir si ce n'est dans des endroits reculés, par dépit, ils deviennent enragés et pour survivre, le troisième Klan s'allie à des groupuscules néo-fascistes ou néo-nazis américains avec des personnes qui font partie des deux organisations comme Don Black, David Duke, Louis Beam. Les Klansmen peuvent organiser avec eux des actes de terrorisme comme pour la tuerie de Greensboro,.
Certains, plus mesurés, se rapprochent des adhérents ultra-conservateurs du Tea party,,, mais aussi de groupes anti-fédéralistes et, fidèles à leurs traditions, de mouvements antimaçonniques, antipapistes, antisémites. Le Klan devient à partir de la fin du XXe siècle, un des acteurs majeurs du conspirationnisme américain,, comme l'illustre David Duke de l'alt-right. Le Ku Klux Klan est également associé avec d'autres mouvements de l'extrême-droite américaine, tels que Aryan Nations, WASP, The Order, ou Posse Comitatus, et canadienne, comme les Orangistes.
Cela dit, les effectifs continuent de baisser. En 1978, on compte environ 10 000 membres se réclamant du Ku Klux Klan. Dans les années 1990, on estime à 3 000 le nombre de membres d'un groupe se référant au Ku Klux Klan, mais un rapport national de l'Anti-Defamation League publié en février 2007 estime qu'après une baisse significative dans la fin des années 1990, ce nombre a augmenté depuis 2000. Il compterait en 2007 entre 5 000  à   8 000 membres répartis dans 179 sections et s'organise avec divers mouvements boneheads (skinheads nazis) dans des actions militantes (organisation de rassemblements, campagnes de recrutement, distributions de tracts et de pamphlets racistes) ou encore la distribution de nourriture et de vêtements pour des Américains blancs démunis. Selon les sections, les objectifs divergent (allant de prôner le pouvoir aux seuls Blancs à une position de « fierté blanche »), certains ambitionnant de créer des forces paramilitaires pour défendre les Blancs face aux immigrants et à l'ultralibéralisme. La seule chose qui les rassemble est le mot d'ordre prêté au général Forrest : « vous devez assurer la suprématie de la race blanche dans cette République ».

#### Une crise idéologique
Les États-Unis ayant tourné la page de la ségrégation, les discours suprémacistes sont relégués dans les franges de la société, comme le constate le journaliste d'investigation Fred J. Cook,,, dans le chapitre de fin de son livre The Ku Klux Klan : America's recurring nightmare, paru en 1989. Les adhérents du Klan et leurs constellations (néo-nazis américains, White power skinheads), sont généralement des jeunes blancs incultes ne sortant que des idées reçues de sites complotistes, bien incapables d'argumenter leur appartenance.

#### David Duke

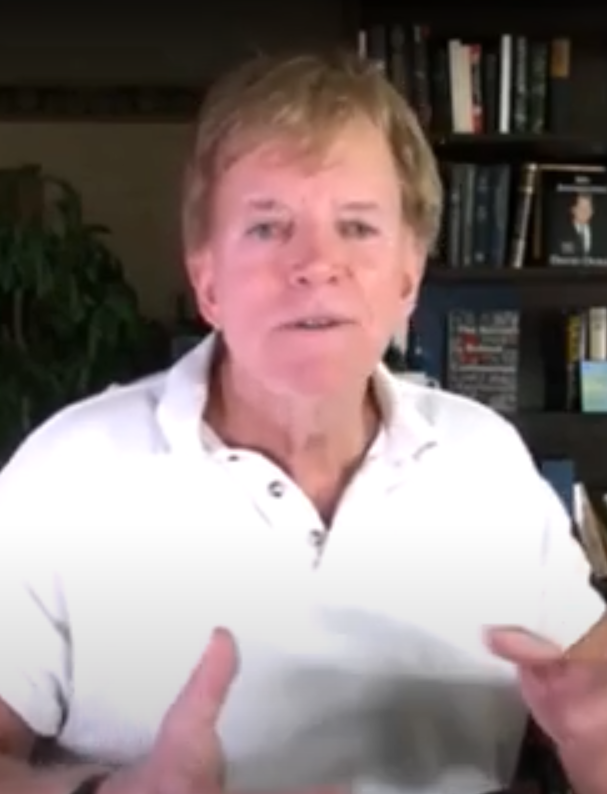
David Duke.

David Duke (né en 1950) est l'exemple des hésitations du Klan entre l'activisme violent et l'action politique acceptable, et du rapprochement du KKK avec les partis néofascistes et néonazis. À quatorze ans, il se fait remarquer par ses opinions extrémistes, son engouement pour le nazisme et pour tout ce qui tourne autour du Troisième Reich. Il adhère au Citizens' Councils, réseau de Blancs opposés à toute action dé-ségrégationniste. À dix-sept ans, il entre à l'Université d'État de Louisiane, où il s'habille régulièrement avec des tenues paramilitaires avec la swastika, se fait nommer « le nazi de la LSU ». En 1970, il fonde la White Youth Alliance, affiliée à l'American Nazi Party (National Socialist White People's Party). En 1974, il fonde les Knights of the Klu Klux Klan (KKKK), redonnant vie à un Klan qui était moribond, et prend le titre de « Directeur national » en lieu et place du titre de Sorcier impérial. Il ouvre les adhésions aux femmes qui ont désormais les mêmes prérogatives que les membres masculins.
En 1975, il se présente à Baton Rouge aux élections sénatoriales de l'État de la Louisiane. Ses discours reprennent l'idéologie du Klan de façon adoucie. Il obtient 33 % des voix. En 1976, il est arrêté à La Nouvelle-Orléans pour organisation de manifestations du Klan, dénonçant la police comme étant à la solde des Juifs. En 1979, il est condamné à six mois de prison avec sursis et à une amende de 500 $ pour ses propos et actions klanistes. Lors d'une assemblée au Texas il se fait remarquer par ses vitupérations condamnant la discrimination positive, l'oppression de la race blanche, le contrôle des médias par les Juifs. Duke oscille entre discours acceptables et discours haineux, s'attirant la bienveillance des Blancs les plus conservateurs tout en mobilisant les brutes du Klan. Parallèlement à sa direction des KKKK, il fonde son propre parti nationaliste. Il se présente aux élections présidentielles de 1980, 1984, 1988, ne recueillant que des poignées de voix. En février 1989, il remporte son premier succès électoral en obtenant un siège à la Chambre des représentants de la Louisiane comme représentant de la ville de Metairie, victoire électorale malgré les appels des Républicains à voter pour son opposant. Alors qu'il clame qu'il a quitté le Klan, lors d'une convention du Klan au Texas à laquelle il participe, Duke écoute le discours de Louis Beam, Grand titan du Texas qui déclare « tenons-nous prêts pour restituer le Texas aux Blancs, soyons prêts ! Soyons prêts pour affronter ce qui va venir, une guerre des races ! Vous êtes-vous préparés ? Vous êtes-vous entraînés au tir, à survivre ? Nos ancêtres ont construit ce pays avec courage et en versant leur sang. Du sang sera versé, beaucoup sera celui de nos ennemis. Le gouvernement est en train de tuer notre peuple, de pervertir nos enfants, avec l'appui des communistes. Il existe une sentence pour les meurtriers : la mort ! Le gouvernement est coupable de meurtres… préparons-nous à ce qui va venir ! ». Impressionné, David Duke promeut Louis Beam en le faisant passer au grade de Grand dragon du Klan texan.

#### Louis Beam
Louis Beam fait allégeance au Klan de David Duke en 1976 et est promu Grand dragon du Texas l'année suivante. Il est connu pour avoir constitué une milice armée, la Texas Emergency Reserve (en) (TER), permettant aux klansmen de s'entraîner au maniement des armes. En 1981, avec le TER, il mène des actions terroristes contre les pêcheurs vietnamiens de Galveston. Leurs bateaux sont brûlés, plusieurs d'entre eux sont fouettés. Face à ce déferlement de violence, un juge fédéral ordonne la dissolution du TER. En réaction, Beam se rend en Idaho pour s’allier avec l'organisation néo-nazie Aryan Nations de Richard G. Butler. En 1983, Beam publie un livre de propagande Essays of a Klansman dans lequel il brosse le portrait de l'Aryan Warrior (guerrier aryen) qui s'illustre par des assassinats qui vont du meurtre de Nègres dans la rue à celui du président des États-Unis en passant par ceux de policiers. Chaque assassinat donne des points et quand le score est suffisamment élevé, le titre de guerrier aryen est alors attribué par l'Ordre. Différents méfaits se réalisent au nom de l'Ordre, braquages de banque, hold-up, incendies de synagogues, attentat contre un théâtre porno, assassinat du journaliste Alan Berg, etc. Une partie du butin est reversée à Beam (100 000 $), ce qui lui permet d'acheter un terrain à Shoal Lake pour que les groupuscules qui se réclament des Aryan Nations puissent s’entraîner. Le 19 avril 1985 après un siège de trois jours le F.B.I. pénètre dans le camp de Shoal Lake. Les agents découvrent un véritable arsenal : fusils d’assauts, grenades, lance-missiles, C-4, dynamite, mines… Beam passe dans la clandestinité, mais le 6 novembre 1987, il est arrêté par la police mexicaine puis extradé vers les États-Unis. Il comparaît devant un tribunal de Fort Smith dans l'Arkansas, le 7 avril 1988. Il est acquitté, le jury ayant réduit les charges, en s'appuyant sur le fait qu'en faisant l'apologie de l'assassinat, il n'aurait fait qu'utiliser son droit constitutionnel à la liberté d'expression. En revanche, le verdict est différent lorsque peu après, vingt-trois membres de l'Ordre comparaissent devant le tribunal de Seattle. Les sentences vont de 20 ans de prison à 100 ans de prison. Ces procès font la démonstration, entre autres, qu'il existe plus qu'une convergence, mais une alliance entre le Klan, les Skinheads et les groupes néo-nazis, et que tous ont les mêmes ennemis : les étrangers, les Juifs et les Afro-Américains.

#### Alliance avec les White Power Skinheads
Dans les années 1980, des skinheads américains dérivent vers l'extrême droite et se rapprochent du Klan et des néo-nazis américains. Afin de les différencier des autres skinheads cette mouvance de skinheads néo-nazis est appelée White power skinhead. Ils commencent à se faire connaitre à partir de 1988 par une série de crimes : agressions contre des Vietnamiens, des Afro-Américains, des Coréens, en vandalisant des églises et des maisons et en défilant régulièrement en criant « White Power! White Power! »,,. Deux groupes ou gangs se font particulièrement remarquer : la Hammerskin Nation, et le Keystone United (en),.

#### Des tentatives d'alliance entre extrémistes sans lendemain
Des mouvements radicaux afro-américains tels que Nation of Islam ou le Black Panther Party, le New Black Panther Party rencontrent des représentants du Klan pour établir une partition des États-Unis en un État blanc et un État noir. C'est ainsi que des représentants prestigieux de la communauté afro-américaine comme Malcolm X puis Mohammed Ali avant que ces derniers renient ces rapprochements et condamnent les crimes du Klan,,,,.

### Le KKK auXXIesiècle
Le Klan est rejeté par l'opinion à la suite de leurs attentats, il perd de son influence par un émiettement en de multiples groupuscules rivaux sans coordination, à la durée de vie plus ou moins éphémère. En 2019, le site Southern Poverty Law Center décompte vingt-trois groupuscules actifs, confirmant ce qu'observait, en 2016, le site Anti-Defamation League qui constatait un déclin se ramenant à peine à une trentaine de groupuscules actifs sur les 179 présents en 2007. Les trois principaux groupuscules, les White Knights of the Ku Klux Klan, les Knights of the White Camelia et la Church of the National Knights, sont en déclin constant,.
Le KKK apparaît sporadiquement lors de manifestations d'extrême droite comme la manifestation « Unite the Right » à Charlottesville organisée par les néo-nazis. Les groupes qui défilent varient, certains ne contiennent qu'une dizaine de membres tandis que d'autres sont des organisations plus importantes,.
Continuant leur tradition homophobe (cf. le raid du Klan contre une discothèque fréquentée par des homosexuels, l'attaque de La Paloma de 1937,) les groupuscules du Klan se lancent dans de violentes campagnes contre la communauté LGBT allant jusqu'aux meurtres,,.
Bien que les actes criminels soient en forte diminution, ils sont plus spectaculaires. Des membres ou sympathisants du KKK s'illustrent par divers attentats relevant de crimes de haine, de tueries de masse : la fusillade d'une église à Charleston, l'attaque à la voiture-bélier à Charlottesville, la fusillade d'une synagogue à Pittsburgh, la fusillade d'un magasin Walmart à El Paso, la fusillade d'un supermarché à Buffalo.

### Une fin de non-recevoir
Lors de la campagne présidentielle américaine de 2016, des dirigeants du groupuscule les Knights of the Ku Klux Klan (5 à 6 000 adhérents), notamment son ancien patron David Duke, prennent le parti de Donald Trump et le félicitent pour sa victoire, tentant de donner une légitimité politique à leur organisation, de la faire sortir de l'ombre. Eric Trump réagit en déclarant que David Duke méritait « qu'on lui tire dessus », ajoutant à propos des membres du mouvement suprémaciste de David Duke : « Ce ne sont pas de bonnes personnes, ce sont même des personnes horribles » et Donald Trump a condamné les suprémacistes, les traitant de « tueurs », de « sectaires », de « prédateurs » et d'autres noms d'oiseaux, affirmant qu'il ne voulait pas du tout du soutien de David Duke.

### Quelques groupuscules actuels se réclamant du Klan
- Les Loyal White Knights of the Ku Klux Klan basés à Pelham[368],[369], classé comme groupe terroriste[370],
- La Church of the American Knights of the Ku Klux Klan[371],[372],
- L'Alliance of American Klans[373],[372],
- Les East Coast Knights of the True Invisible Empire[372],[374],
- Les Imperial Klans of America[375],[376], classé comme groupe terroriste[377],
- Les Knights of the Golden Circle[378],
- Les White Knights of the Ku Klux Klan,
- Les American Christian Dixie Knights of the Ku Klux Klan[379],
- Les Knights of the White Camelia[380],
- Les Knights of the Ku Klux Klan[381], basés à Zinc dans l'Arkansas et fondés par David Duke[382], dirigés depuis 1989 par Thomas Robb qui a le titre de directeur général[383]. Considérée comme l'une des plus grandes organisations se réclamant du Klan aux États-Unis, elle se considère elle-même comme la « sixième zone du Klan » et continue d'être un groupe ouvertement raciste[384].

## Qualification de groupe terroriste
Si les divers groupuscules se réclamant du Klan sont classés comme groupes terroristes par divers observatoires américains du terrorisme comme le Southern Poverty Law Center, le Terrorism Research & Analysis Consortium, le Counter Extremism Project, et par différents rapports publics, il demeure qu'ils ne figurent pas sur la liste des groupes terroristes établie par le département d'État des États-Unis, cela pour deux raisons, la première parce que ces différents groupuscules sont en dehors du champ législatif définissant une organisation comme terroriste, à savoir l'Executive Order 13224 du 23 septembre 2001 et l'Immigration and Nationality Act of 1965, se cantonnant au terrorisme international, la seconde parce que les autorités américaines considèrent que les crimes de haine, les associations de malfaiteurs, le Ku Klux Klan, les White Power Skinhead et autres relèvent de la législation contre le terrorisme intérieur (Domestic terrorism in the United States (en)) est qu'elle est suffisante pour réprimer et contrôler ces groupuscules. En revanche, les différents groupuscules du Klan sont classés comme groupes relevant du terrorisme national,. Le développement de la montée internationale des mouvements suprémacistes blancs pourrait changer la donne.

## Grade et hiérarchie
Une hiérarchie et les grades qui vont avec sont établis, avec, lors des cérémonies, des couleurs de robes différentes, :
- Klansman : simple membre du Ku Klux Klan (robe de couleur blanche traditionnelle)
- Nighthawk : responsable de la sécurité (robe de couleur noire)
- Chaplain : prêcheur (robe blanche avec une écharpe rouge)
- Exalted Cyclops ou Klavern : responsable d'une ville (robe noire avec une écharpe rouge et quatre chevrons rouge sur les manches)
- Klaliff : assistant des Exalted Cyclops ou leur second (robe de couleur Or)
- Titan : responsable d'une large zone équivalent à un district (robe blanche et écharpe verte et quatre chevrons vert sur les manches)
- Kludd : responsable au-delà d'un certain nombre de Klavern (robe blanche et écharpe couleur pourpre et quatre chevrons pourpre sur les manches)
- Kleagle : directeur des relations publiques et chargé du recrutement des Chaplains et Cyclops (robe de couleur rouge)
- Grand Dragon : responsable d'un État (équivalent à un gouverneur) (robe de couleur verte)
- Grand Sorcier Impérial : le rang le plus important du Ku Klux Klan (robe de couleur pourpre)

## Au Canada

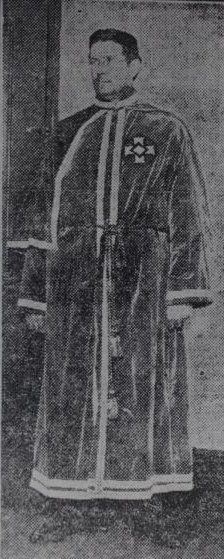
J.H Hawkins un des fondateurs originel du Ku Kux Klan au Canada.

Bien que principalement présent aux États-Unis, le Ku Klux Klan s'est exporté au Canada. La branche canadienne du Ku Klux Klan était une expansion du deuxième Ku Klux Klan établi aux États-Unis en 1915. Elle fonctionnait comme une fraternité, avec des chapitres établis dans certaines régions du Canada au cours des années 1920 et au début des années 1930. Le premier chapitre provincial enregistré est créé à Toronto en 1925 par deux Américains et un Canadien. L'organisation  connut son plus grand succès en Saskatchewan, où elle a brièvement influencé l'activité politique et où elle a compté parmi ses adhérents un membre du Parlement, Walter Davy Cowan (en). Il joue un rôle à la fin des années 1930, mais tout comme aux États-Unis, il devient anecdotique. D'autres organisations protestantes, en particulier l'Association loyale d'Orange du Canada, ont également entretenu des rapports étroits avec le Ku Klux Klan,,.

## Dans les arts et la culture populaire

### Folklore
Tout un folklore est créé autour du Ku Klux Klan : les membres portent une capuche ou cagoule blanche pointue sur leur tête et une grande robe assortie sur le corps, tenue standardisée depuis l’iconographie hollywoodienne. Ces costumes sont copiés des capirotes portés par les processionnaires espagnols. La célébrité du Klan étant devenue supérieure à celle des processionnaires espagnols, les costumes de ces derniers sont parfois mal perçus par des méprises ou des analogies hâtives liées à l'ignorance,,,,.

### Filmographie

#### Cinéma
En 1915, D. W. Griffith réalise le premier film à dépeindre le rôle de cette organisation avec Naissance d'une nation ce qui redore son image.
En 1950, Stars in My Crown réalisé par Jacques Tourneur aborde la naissance du Ku Klux Klan après la Guerre de Sécession.
En 1951, dans Storm Warning réalisé par Stuart Heisler, le Klan est au centre de l'intrigue.
En 1988, dans Mississippi Burning de Alan Parker, le Klan apparait comme attisant les haines et la violence contre l'enquête de police.
En 2018, Spike Lee tourne BlacKkKlansman : J'ai infiltré le Ku Klux Klan, basé sur l'histoire vraie de Ron Stallworth qui infiltra l'organisation.

## Documentaire
- 2022 : Ku Klux Klan : société secrète de la terreur réalisé par Vincent Néquache

## Pour en savoir plus
: document utilisé comme source pour la rédaction de cet article.

#### Documents internes du Klan
- (en-US) Prescript of the Order of the Ku-Klux Klan, 1867, 24 p. (lire en ligne),
- (en-US) Revised and Amended Prescript of the Order of the Ku klux Klan, 1868, 24 p. (lire en ligne),
- (en-US) Kloran : knights of the Ku Klux Klan, Ku Klux Klan, 1928, 48 p. (lire en ligne),

#### Livres de propagande du Klan
- (en-US) John C. Lester, Daniel Love Wilson et Walter Lynwood Fleming, Ku Klux Klan : Its Origin, Growth and Disbandment, The Neale publishing company, 1884, rééd 1905, 223 p. (lire en ligne),
- (en-US) Thomas Dixon, The Clansman : An Historical Romance of the Ku Klux Klan, University Press of Kentucky, 1970 (1re éd. 1905), éd. 1905 : 408 p, rééd 1970 : 374 p. (ISBN 978-0-8131-0126-2, lire en ligne). ,
- (en-US) Annie Cooper Burton, The Ku Klux Klan, W. T. Potter, 1916, 51 p. (lire en ligne),
- (en-US) Susan Lawrence Davis, Authentic history, Ku Klux Klan, 1865-1877, American library service, 2019 (1re éd. 1924), 236 p. (ISBN 978-1-68454-614-5, lire en ligne). ,
- (en-US) Alma White, Klansmen : Guardians Of Liberty, Kessinger Publishing, 1926, rééd. 2010, 182 p. (ISBN 978-1-162-92411-3, lire en ligne),

#### Notices dans des encyclopédies et manuels de référence
- (en-US) Bonai Borith, Hate Groups in America : A Record of Bigotry and Violence, New York, Anti-Defamation League of B'nai B'rith, 1988, 107 p. (ISBN 9780884640356, lire en ligne), p. 3-24,
- (en-US) Shelley Fisher Fishkin (dir.) et David Bradley, Encyclopaedia of Civil Rights in America, vol. 2. Equal Rights Amendment--Presidency, U.S, Armonk, New York, Routledge, 1er octobre 1997, 721 p. (ISBN 9780765680006, lire en ligne), p. 513-516,
- (en-US) Tony Mauro, Illustrated Great Decisions of the Supreme Court, Washington, District de Columbia, CQ Press, 1er mars 2000, 344 p. (ISBN 9781568024820, lire en ligne), p. 17-19 ; 140-141 ;
- (en-US) R. Kent Rasmussen (dir.), The African American Encyclopedia : Hil-Lee - v. 6. Lee-Nat, vol. 5. Hil-Lee, New York, Cavendish Square Publishing, 2001, 1496 p. (ISBN 9780761472131, lire en ligne), p. 1474-1477,
- (en-US) William L. Barney (dir.), The Civil War and Reconstruction : A Student Companion, New York, Oxford University Press, USA, 2001, 371 p. (ISBN 9780195115598, lire en ligne), p. 182-183,
- (en-US) David R. Goldfield, Still Fighting the Civil War : The American South and Southern History, Baton Rouge, Louisiane, Louisiana State University Press, 13 février 2002, 363 p. (ISBN 9780807127582, lire en ligne), p. 113 ; 186, (ouvrage couronné par le Jules and Frances Landry Award en 2002),
- (en-US) Paul Finkelman (dir.) et Melvin I. Urofsky, Landmark Decisions of the United States Supreme Court, Washington, District de Columbia, CQ Press, 2002, 712 p. (ISBN 9781568027203, lire en ligne), p. 90 ; 102 ; 312-313 ; 339-340,
- (en-US) Otis H. Stephens Jr. (dir.), Encyclopedia of American Civil Rights and Liberties, vol. 2. H-R, Westport, Connecticut, Greenwood Press, 2006, 903 p. (ISBN 9780313327582, lire en ligne), p. 585-587,
- (en-US) Paul Finkelman (dir.), Encyclopedia of African American History, 1896 to the Present : From the Age of Segregation to the Twenty-First Century, 3. J-N, New York, Oxford University Press, USA, 2009, 525 p. (ISBN 9780195167795, lire en ligne), p. 123-127,
- (en-US) Gary B. Nash (dir.), Encyclopedia of American History : The Development of the Industiral United States 1870 to 1899, vol. 6, New York, Facts On File, 2010, 493 p. (ISBN 9780816071425, lire en ligne), p. 210,
- (en-US) Patrick L. Mason (dir.), Encyclopedia of Race and Racism, vol. 3. J-R, Detroit, Michigan, MacMillan Reference Library, 2013, 517 p. (ISBN 9780028661773, lire en ligne), p. 35-38,

#### Essais

##### Anglophones
- Ezra A. Cook, Ku Klux Klan secrets exposed : attitude toward Jews, Catholics, foreigners, and Masons : fraudulent methods used, atrocities committed in name of order, Chicago, 1922, 80 p. (lire en ligne),
- James M. Gillis, The Ku-Klux Klan, The Paulist Press, 1922, 24 p. (lire en ligne),
- Henry Peck Fry, The Modern Ku Klux Klan, Boston, Massachusetts, Franklin Classics (réimpr. 2009, 2017) (1re éd. 1918), 274 p. (ISBN 9781375914338, lire en ligne),
- Charles C. Alexander, The Ku Klux Klan in the Southwest, University of Oklahoma Press (réimpr. 1995) (1re éd. 1965), 310 p. (ISBN 978-0-8061-2776-7, lire en ligne),
- Kenneth T. Jackson, The Ku Klux Klan in the City, 1915 - 1930, New York, Oxford University Press, USA (réimpr. 1992, 1997) (1re éd. 1967), 360 p. (ISBN 9780195009187, lire en ligne)
- David Lowe, Ku Klux Klan : The Invisible Empire, W W Norton & Co Inc, 1er novembre 1967, 130 p. (ISBN 978-0-393-05307-4, lire en ligne),
- Allen W. Trelease, White Terror : The Ku Klux Klan Conspiracy and Southern Reconstruction, Louisiana State University Press, 1971 (réimpr. 31 décembre 1995) (1re éd. 21 mars 1979), 557 p. (ISBN 978-0-8071-1953-2),
- John c. Lester et D.L. Wilson (préf. Walter R. Flemming), Ku Klux Klan : Its Origin, Growth, and Disbandment, New York, AMS Press, 1971, 232 p. (ISBN 9780404001957, lire en ligne),
- Robert P. Ingalls, Hoods : The Story of the Ku Klux Klan, New York, Putnam, 1er juillet 1979, 130 p. (ISBN 978-0-399-20658-0, lire en ligne),
- Bill Shipp, Murder at Broad River Bridge : The Slaying of Lemuel Penn by the Ku Klux Klan, Athens, Georgie, The University of Georgia Press (réimpr. 2017) (1re éd. 1981), 118 p. (ISBN 978-0820351612, lire en ligne),
- Larry R. Gerlach, Blazing Crosses in Zion : The Ku Klux Klan in Utah, Logan, Utah, Utah State University Press, 1982, 302 p. (ISBN 9780874211115, lire en ligne)
- Milton Meltzer, The Truth About the Ku Klux Klan, Franklin Watts, 1er octobre 1982, 136 p. (ISBN 978-0-531-04498-8, lire en ligne),
- William Loren Katz, The invisible empire : The Ku Klux Klan impact on history, Seattle, état de Washington, Open Hand Pub (réimpr. 1994) (1re éd. 1986), 180 p. (ISBN 978-0940880146, lire en ligne),
- David M. Chalmers, Hooded Americanism : The History of the Ku Klux Klan, Duke University Press, 1987, 516 p. (ISBN 978-0-8223-7781-8, lire en ligne). ,
- Wyn Craig Wade, The Fiery Cross : The Ku Klux Klan in America, Oxford University Press, 1998 (1re éd. 1988), 532 p. (ISBN 978-0-19-512357-9, lire en ligne). ,
- Fred J. Cook, The Ku Klux Klan : America's recurring nightmare, Englewood Cliffs, 1989, 168 p. (ISBN 978-0-671-68421-1, lire en ligne). ,
- Michael Newton & Judy Ann Newton, The Ku Klux Klan : an Encyclopedia, New York, Garland Science, 1er décembre 1990, 726 p. (ISBN 9780824020385, lire en ligne),
- Bill Stanton, Klanwatch : Bringing the Ku Klux Klan to Justice, New York, Weidenfeld, 1991, 312 p. (ISBN 9780802113276, lire en ligne),
- Leonard Joseph Moore, Citizen Klansmen : The Ku Klux Klan in Indiana, 1921-1928, Chapel Hill, Caroline du Nord, University of North Carolina Press, 1991, 280 p. (ISBN 978-0807819814, lire en ligne),
- Allen W. Trelease, White Terror : The Ku Klux Klan Conspiracy and Southern Reconstruction, Baton Rouge, Louisiane, Louisiana State University Press, 1995 (1re éd. 1979), 624 p. (ISBN 9780807119532, lire en ligne). ,
- David A. Horowitz (dir.), Professor David A. Horowitz : The Secret History of a Ku Klux Klan of the 1920s, Carbondale, Illinois, Southern Illinois University Press, 1999, 196 p. (ISBN 9780809322473, lire en ligne),
- Ann Heinrichs, The Ku Klux Klan : A Hooded Brotherhood, The Childs World Inc, 1er août 2002, 48 p. (ISBN 978-1-56766-646-5, lire en ligne),
- Jerry Lee West, The Reconstruction Ku Klux Klan in York County, South Carolina, 1865-1877, Jefferson, Caroline du Nord, McFarland & Co., 2002, 232 p. (ISBN 9780786412587, lire en ligne),
- David M. Chalmers, Backfire : How the Ku Klux Klan Helped the Civil Rights Movement, Lanham, Maryland, Rowman & Littlefield, 2003, 220 p. (ISBN 978-0742523104, lire en ligne),
- Kwando Mbiassi Kinshasa, Black Resistance to the Ku Klux Klan in the Wake of Civil War, Jefferson, Caroline du Nord, McFarland & Company, 1er août 2006, 272 p. (ISBN 9780786424672, lire en ligne),
- Michael Newton, The Ku Klux Klan : History, Organization, Language, Influence and Activities of America's Most Notorious Secret Society, Jefferson, Caroline du Nord, McFarland & Company, 13 décembre 2006, 514 p. (ISBN 9780786427871, lire en ligne),
- Michael Newton, The Ku Klux Klan in Mississippi : A History, Jefferson, Caroline du Nord, McFarland & Company, 4 janvier 2010, 264 p. (ISBN 9780786446537, lire en ligne ),
- Linda Gordon, The Second Coming of the KKK : The Ku Klux Klan of the 1920s and the American Political Tradition, New York, Liveright Publishing Corporation, 2017, 306 p. (ISBN 978-1631493690, lire en ligne)
- Linda Gordon, Threat to Democracy : The Rise of the Ku Klux Klan in the 1920s: A Warning from History, Stroud,  Gloucestershire (Royaume-Uni), Amberley Publishing, 217, 304 p. (ISBN 978-1445674766, lire en ligne),
- Felix Harcourt, Ku Klux Kulture : America and the Klan in the 1920s, Chicago, Illinois, The University of Chicago Press, 2017, 272 p. (ISBN 978-0226376158, lire en ligne),
- Miguel Hernández, The Ku Klux Klan and Freemasonry in 1920s America : Fighting Fraternities, Londres, Royaume-Uni, Routledge (réimpr. 2020) (1re éd. 2019), 225 p. (ISBN 9780367662448, lire en ligne),

##### Francophones
- (fr) William Peirce Randel (trad. Marie Tadié, ill. Roger Jean Ségalat), Le Ku Klux Klan [« Ku Klux Klan: A Century of Infamy »], Genève, Edito-Service, 1971, 275 p. (OCLC 79815110),
- (fr) Roger Martin et Gilles Perrault, Amerikkka : Voyage dans l'internationale néo-fasciste, Paris, Calmann-Lévy, 1995 (réimpr. 1995) (1re éd. 1989), 332 p. (ISBN 9782702124598),
- (fr) Stetson Kennedy (trad. Jean Castet & Marie-Madeleine Dujon), J'ai appartenu au Ku Klux Klan [« The Klan Unmasked »], La Tour-d'Aigues, Éd. de l'Aube, 2006, 339 p. (ISBN 9782752602510),
- (fr) Farid Ameur, Le Ku Klux Klan, Paris, Larousse, Pluriel (réimpr. 2016, 2018) (1re éd. 2009), 221 p. (ISBN 9782818504970)

#### Articles anglophones

##### Années 1868-1939
- « Ku Klux Klan », The College Courant, vol. 3, no 2,‎ 3 octobre 1868, p. 186 (1 page) (lire en ligne ),
- « The Ku Klux Klan of Colleges », The College Courant, vol. 4, no 3,‎ 23 janvier 1869, p. 44 (1 page) (lire en ligne )
- W. D. Wood, « The Ku Klux Klan », The Quarterly of the Texas State Historical Association, vol. 9, no 4,‎ avril 1906, p. 262-268 (7 pages) (lire en ligne ),
- James Taft Hatfield, « Goethe and the Ku-Klux Klan », PMLA, vol. 37, no 4,‎ décembre 1922, p. 735-739 (5 pages) (lire en ligne ),
- William Starr Myers, « Know Nothing and Ku Klux Klan », The North American Review, vol. 219, no 818,‎ janvier 1924, p. 1-7 (lire en ligne ),
- « Knights of Ku Klux Klan v. Commonwealth, ex rel. State Corporation Commission. March 20, 1924 », The Virginia Law Register, New Series, vol. 10, no 3,‎ juillet 1924, p. 187-188 (2 pages) (lire en ligne ),
- R. W. H., Jr., « Corporations. Knights of the Ku Klux Klan Held Subject to Fine for "Doing Business" in State without a License », Virginia Law Review, vol. 11, no 1,‎ novembre 1924, p. 76-79 (4 pages) (lire en ligne ),
- Frank Bohn, « The Ku Klux Klan Interpreted », American Journal of Sociology, vol. 30, no 4,‎ janvier 1925, p. 385-407 (23 pages) (lire en ligne ),
- « Conduct of County Attorney. Denunciation of Ku Klux Klan », The Virginia Law Register, New Series, vol. 11, no 3,‎ juillet 1925, p. 171-172 (2 pages) (lire en ligne ),
- William Starr Myers, « The Ku Klux Klan of Today », The North American Review, Vol. 223, No. 831, vol. 223, no 831,‎ 1926, p. 304-309 (6 pages) (lire en ligne ),
- Joseph Silverman, « The Ku Klux Klan a Paradox », The North American Review,, vol. 223, no 831,‎ juin-août 1926, p. 282-291 (10 pages) (lire en ligne ),
- Martin J. Scott, « Catholics and the Ku Klux Klan », The North American Review, vol. 223, no 831,‎ juin-août 1926, p. 268-281 (14 pages) (lire en ligne ),
- « Jury. Examination as to Membership in Ku Klux Klan », The Virginia Law Register, New Series, vol. 12, no 3,‎ juillet 1926, p. 180-181 (2 pages) (lire en ligne ),
- J. Verser Conner, « Kansas, Ku Klux Klan Ouster Stand », American Bar Association Journal, vol. 13, no 4,‎ avril 1927, p. 200-201, 236, 238 (4 pages) (lire en ligne ),
- H.W. Evans, « The Catholic Question as Viewed by the Ku Klux Klan », Current History (1916-1940), vol. 26, no 4,‎ juillet 1927, p. 563-568 (6 pages) (lire en ligne ),
- J. Verser Conner, « Kansas Ku Klux Klan Ouster Stands », American Bar Association Journal, vol. 13, no 4,‎ avril 1927, p. 200-201, 236, 238 (4 pages) (lire en ligne ),
- Francis B. Simkins, « The Ku Klux Klan in South Carolina, 1868-1871 », The Journal of Negro History, vol. 12, no 4,‎ octobre 1927, p. 606-647 (42 pages) (lire en ligne ),
- R.A. Patton, « A Ku Klux Klan Reign of Terror », Current History (1916-1940), vol. 28, no 1,‎ avril 1928, p. 51-55 (5 pages) (lire en ligne ),

##### Années 1940-1969
- H. Grady McWhiney et Francis B. Simkins, « The Ghostly Legend of the Ku Klux Klan », Negro History Bulletin, vol. 14, no 5,‎ février 1951, p. 109-112 (4 pages) (lire en ligne ),
- Clarence Gohdes, « The Ku Klux Klan and the Classics », The Georgia Review, vol. 7, no 1,‎ printemps 1953, p. 18-24 (7 pages) (lire en ligne ),
- Andy Hall, « The Ku Klux Klan in Southern Illinois in 1875 », Journal of the Illinois State Historical Society, vol. 46, no 4,‎ hiver 1953, p. 363-372 (10 pages) (lire en ligne ),
- Robert Moats Miller, « A Note on the Relationship between the Protestant Churches and the Revived Ku Klux Klan », The Journal of Southern History, vol. 22, no 3,‎ août 1956, p. 355-368 (14 pages) (lire en ligne )
- Eckard V. Toy, Jr., « The Ku Klux Klan in Tillamook, Oregon », The Pacific Northwest Quarterly, vol. 53, no 2,‎ avril 1962, p. 60-64 (5 pages) (lire en ligne ),
- Otto H. Olsen, « The Ku Klux Klan : a Study in Reconstruction Politics and Propaganda », The North Carolina Historical Review, vol. 39, no 3,‎ juillet 1962, p. 340-362 (23 pages) (lire en ligne ),
- Charles C. Alexander, « White-Robed Reformers: The Ku Klux Klan Comes to Arkansas, 1921-1922 », The Arkansas Historical Quarterly, vol. 22, no 1,‎ printemps 1963, p. 8-23 (17 pages) (lire en ligne ),
- Charles C. Alexander, « White Robes in Politics: The Ku Klux Klan in Arkansas, 1922-1924 », The Arkansas Historical Quarterly, vol. 22, no 3,‎ automne 1963, p. 195-214 (22 pages) (lire en ligne ),
- Charles C. Alexander, « Defeat, Decline, Disintegration: The Ku Klux Klan in Arkansas, 1924 and After », The Arkansas Historical Quarterly, vol. 22, no 4,‎ hiver 1963, p. 311-331 (24 pages) (lire en ligne ),
- David Chalmers, « The Ku Klux Klan in the Sunshine State: The 1920's », The Florida Historical Quarterly, vol. 42, no 3,‎ janvier 1964, p. 209-215 (7 pages) (lire en ligne ),
- Herbert Shapiro, « The Ku Klux Klan During Reconstruction: The South Carolina Episode », The Journal of Negro History, vol. 49, no 1,‎ janvier 1964, p. 34-55 (22 pages) (lire en ligne ),
- David Chalmers, « The Ku Klux Klan In Politics In The 1920's », The Mississippi Quarterly, vol. 18, no 4,‎ 1965, p. 234-247 (14 pages) (lire en ligne ),
- Charles C. Alexander, « Kleagles and Cash: The Ku Klux Klan as a Business Organization, 1915-1930 », The Business History Review, vol. 39, no 3,‎ automne 1965, p. 348-367 (20 pages) (lire en ligne ),

##### Années 1970-1989
- Richard T. Schaefer, « The Ku Klux Klan: Continuity and Change », Phylon (1960-), vol. 32, no 2,‎ second trimestre 1971, p. 143-157 (15 pages) (lire en ligne ). ,
- Clement Charlton Moseley, « The Political Influence of the Ku Klux Klan in Georgia, 1915-1925 », The Georgia Historical Quarterly, vol. 57, no 2,‎ été 1973, p. 235-255 (21 pages) (lire en ligne ),
- Philip N. Racine, « The Ku Klux Klan, Anti-Catholicism, and Atlanta's Board of Education, 1916-1927 », The Georgia Historical Quarterly, vol. 57, no 1,‎ printemps 1973, p. 63-75 (13 pages) (lire en ligne ),
- Arnold Shankman, « Julian Harris and the Ku Klux Klan », The Mississippi Quarterly, vol. 28, no 2,‎ printemps 1975, p. 147-169 (23 pages) (lire en ligne ),
- William F. Mugleston, « Julian Harris, the Georgia Press, and the Ku Klux Klan », The Georgia Historical Quarterly, vol. 59, no 3,‎ 1975, p. 284-295 (12 pages) (lire en ligne ),
- Kenneth D. Wald, « The Visible Empire: The Ku Klux Klan as an Electoral Movement », The Journal of Interdisciplinary History, vol. 11, no 2,‎ automne 1980, p. 217-234 (18 pages) (lire en ligne ),
- Robert A. Goldberg, « Beneath the Hood and Robe: A Socioeconomic Analysis of Ku Klux Klan Membership in Denver, Colorado, 1921-1925 », Western Historical Quarterly, vol. 11, no 2,‎ avril 1980, p. 181-198 (18 pages) (lire en ligne ),
- Donald Sexton, « The History of the Ku Klux Klan », Umoja Sasa,‎ hiver 1981, p. 12-13 (2 pages) (lire en ligne ),
- Gregory L. Padgett, « Racially-Motivated Violence and Intimidation: Inadequate State Enforcement and Federal Civil Rights Remedies », The Journal of Criminal Law and Criminology (1973-), vol. 75, no 1,‎ printemps 1984, p. 103-138 (36 pages) (lire en ligne ),
- Roger K. Hux, « The Ku Klux Klan and Collective Violence in Horry County, 1922-1925 », The South Carolina Historical Magazine, vol. 85, no 3,‎ juillet 1984, p. 211-219 (9 pages) (lire en ligne ),
- Edgar F. Raines, Jr., « The Ku Klux Klan in Illinois, 1867-1875 », Illinois Historical Journal, vol. 78, no 1,‎ printemps 1985, p. 17-44 (28 pages) (lire en ligne ),
- Lance Trusty, « All Talk and No "Kash": Valparaiso University and the Ku Klux Klan », Indiana Magazine of History, vol. 32, no 1,‎ mars 1986, p. 1-36 (36 pages) (lire en ligne ),
- Rick Seltzer et Grace M. Lopes, « The Ku Klux Klan: Reasons for Support or Opposition Among White Respondents », Journal of Black Studies, vol. 17, no 1,‎ septembre 1986, p. 91-109 (19 pages) (lire en ligne ),
- James L. Gibson, « Homosexuals and the Ku Klux Klan: A Contextual Analysis of Political Tolerance », The Western Political Quarterly, vol. 40, no 3,‎ septembre 1987, p. 427-448 (22 pages) (lire en ligne ),
- David A. Horowitz, « The Klansman as Outsider: Ethnocultural Solidarity and Antielitism in the Oregon Ku Klux Klan of the 1920s », The Pacific Northwest Quarterly, vol. 80, no 1,‎ janvier 1989, p. 12-20 (9 pages) (lire en ligne ),
- David A. Horowitz, « Social Morality and Personal Revitalization: Oregon's Ku Klux Klan in the 1920s », Oregon Historical Quarterly, vol. 90, no 4,‎ hiver 1989, p. 365-384 (21 pages) (lire en ligne ),

##### Années 1990-1999
- Kathleen M. Blee, « Women in the 1920s' Ku Klux Klan Movement », Feminist Studies, vol. 17, no 1,‎ printemps 1991, p. 57-77 (21 pages) (lire en ligne ),
- Jeff LaLande, « Beneath the Hooded Robe: Newspapermen, Local Politics, and the Ku Klux Klan in Jackson County, Oregon, 1921-1923 », The Pacific Northwest Quarterly, vol. 83, no 2,‎ avril 1992, p. 42-52 (11 pages) (lire en ligne ),
- Stephen R. Prescott, « White Robes and Crosses: Father John Conoley, the Ku Klux Klan, and the University of Florida », The Florida Historical Quarterly, vol. 71, no 1,‎ juillet 1992, p. 18-40 (23 pages) (lire en ligne ),
- Timothy Messer-Kruse, « The Campus Klan of the University of Wisconsin: Tacit and Active Support for the Ku Klux Klan in a Culture of Intolerance », The Wisconsin Magazine of History, vol. 77, no 1,‎ automne 1993, p. 2-38 (37 pages) (lire en ligne ),
- Brooks R. Blevins, « The Strike and the Still: Anti-Radical Violence and the Ku Klux Klan in the Ozarks », The Arkansas Historical Quarterly, vol. 52, no 4,‎ hiver 1993, p. 405-425 (21 pages) (lire en ligne ),
- James C. Clark, « Civil Rights Leader Harry T. Moore and the Ku Klux Klan in Florida », The Florida Historical Quarterly, vol. 73, no 2,‎ octobre 1994, p. 166-183 (18 pages) (lire en ligne ),
- Leonard Harris, « "Believe It or Not" or the Ku Klux Klan and American Philosophy Exposed », Proceedings and Addresses of the American Philosophical Association, vol. 68, no 5,‎ mai 1995, p. 133-137 (5 pages) (lire en ligne ),
- Richard Zuczek, « The Federal Government's Attack on the Ku Klux Klan: A Reassessment », The South Carolina Historical Magazine, vol. 97, no 1,‎ janvier 1996, p. 47-64 (18 pages) (lire en ligne ),
- David J. Goldberg, « Unmasking the Ku Klux Klan: The Northern Movement against the KKK, 1920-1925 », Journal of American Ethnic History, vol. 15, no 4,‎ été 1996, p. 32-48 (17 pages) (lire en ligne ),
- Kathleen M. Blee, « Becoming a Racist: Women in Contemporary Ku Klux Klan and Neo-Nazi Groups », Gender and Society, vol. 10, no 6,‎ décembre 1996, p. 680-702 (23 pages) (lire en ligne ),
- Michael W. Fitzgerald, « The Ku Klux Klan: Property Crime and the Plantation System in Reconstruction Alabama », Agricultural History, vol. 71, no 2,‎ printemps 1997, p. 186-206 (21 pages) (lire en ligne ),
- Chris Rhomberg, « White Nativism and Urban Politics: The 1920s Ku Klux Klan in Oakland, California », Journal of American Ethnic History, vol. 17, no 2,‎ hiver 1998, p. 39-55 (17 pages) (lire en ligne ),
- Timothy Messer-Kruse, « Memories of the Ku Klux Klan Honorary Society at the University of Wisconsin », The Journal of Blacks in Higher Education, no 23,‎ printemps 1999, p. 83-93 (11 pages) (lire en ligne ),
- Rory McVeigh, « Structural Incentives for Conservative Mobilization: Power Devaluation and the Rise of the Ku Klux Klan, 1915-1925 », Social Forces, vol. 77, no 4,‎ juin 1999, p. 1461-1496 (36 pages) (lire en ligne ),
- Michael Lewis et Jacqueline Serbu, « Kommemorating the Ku Klux Klan », The Sociological Quarterly, vol. 40, no 1,‎ hiver 1999, p. 139-158 (20 pages) (lire en ligne ),

##### Années 2000-2009
- Newell G. Bringhurst, « The Ku Klux Klan in a Central California Community: Tulare County During the 1920s and 1930s », Southern California Quarterly, vol. 82, no 4,‎ hiver 2000, p. 365-396 (32 pages) (lire en ligne ),
- William F. Pinar, « White Women in the Ku Klux Klan », Counterpoints, vol. 163,‎ 2001, p. 555-619 (65 pages) (lire en ligne ),
- Rory McVeigh, « Power Devaluation, the Ku Klux Klan, and the Democratic National Convention of 1924 », Sociological Forum, vol. 16, no 1,‎ mars 2001, p. 1-30 (30 pages) (lire en ligne ),
- Michael Billig, « Humour and hatred: the racist jokes of the Ku Klux Klan », Discourse & Society, vol. 12, no 3,‎ mai 2001, p. 267-289 (23 pages) (lire en ligne ),
- Donald Holley, « A Look Behind the Masks: The 1920s Ku Klux Klan in Monticello, Arkansas », The Arkansas Historical Quarterly, vol. 60, no 2,‎ été 2001, p. 131-150 (20 pages) (lire en ligne ),
- David Cunningham, « Understanding State Responses to Left-versus Right-Wing Threats: The FBI's Repression of the New Left and the Ku Klux Klan », Social Science History, vol. 27, no 3,‎ 2003, p. 327-370 (44 pages) (lire en ligne ),
- Elaine Frantz Parsons, « Midnight Rangers: Costume and Performance in the Reconstruction-Era Ku Klux Klan », The Journal of American History, vol. 92, no 3,‎ décembre 2005, p. 811-836 (26 pages) (lire en ligne ),
- Yvonne Brown, « Tolerance and Bigotry in Southwest Louisiana: The Ku Klux Klan, 1921-23 », Louisiana History, vol. 47, no 2,‎ printemps 2006, p. 153-168 (16 pages) (lire en ligne ),
- William Clayton Wilkinson, « Memories of the Ku Klux Klan in One Indiana Town », Indiana Magazine of History, vol. 102, no 4,‎ décembre 2006, p. 339-354 (16 pages) (lire en ligne ),
- John Drabble, « From White Supremacy to White Power: The FBI, COINTELPRO-WHITE HATE, and the Nazification of the Ku Klux Klan in the 1970s », American Studies, vol. 48, no 3,‎ 2007, p. 49-74 (26 pages) (lire en ligne ),
- Tom Rice, « Protecting Protestantism: The Ku Klux Klan vs. the Motion Picture Industry », Film History, vol. 20, no 3,‎ 2008, p. 367-380 (14 pages) (lire en ligne ),
- David Cunningham, « Truth, Reconciliation, and the Ku Klux Klan », Southern Cultures, vol. 14, no 3,‎ 2008, p. 68-87 (20 pages) (lire en ligne ),
- Thomas R. Pegram, « Hoodwinked: The Anti-Saloon League and the Ku Klux Klan in 1920s Prohibition Enforcement », The Journal of the Gilded Age and Progressive Era, vol. 7, no 1,‎ janvier 2008, p. 89-119 (31 pages) (lire en ligne ),
- Tom Rice, « "The True Story of the Ku Klux Klan": Defining the Klan through Film », Journal of American Studies, vol. 42, no 3,‎ décembre 2008, p. 471-488 (18 pages) (lire en ligne ),
- Masatomo Ayabe, « Ku Kluxers in a Coal Mining Community: A Study of the Ku Klux Klan Movement in Williamson County, Illinois, 1923-1926 », Journal of the Illinois State Historical Society, vol. 102, no 1,‎ printemps 2009, p. 73-100 (28 pages) (lire en ligne ),
- Mark Paul Richard, « "This Is Not a Catholic Nation": The Ku Klux Klan Confronts Franco-Americans in Maine », The New England Quarterly, vol. 82, no 2,‎ juin 2009, p. 285-303 (19 pages) (lire en ligne ),
- John S. Weeren, « Shades of the Ku Klux Klan: The Class of 1920's “Fiery Fourth” », The Princeton University Library Chronicle, vol. 71, no 1,‎ automne 2009, p. 89-98 (10 pages) (lire en ligne ),
- Elizabeth Dorsey Hatle et Nancy M. Vaillancourt, « One Flag, One School, One Language: Minnesota's Ku Klux Klan in the 1920s », Minnesota History, vol. 61, no 8,‎ hiver 2009/2010, p. 360-371 (12 pages) (lire en ligne ),

##### Années 2010-2019
- Michael Jacobs, « Co-Opting Christian Chorales: Songs of the Ku Klux Klan », American Music, vol. 28, no 3,‎ 2010, p. 368-377 (10 pages) (lire en ligne ),
- Thomas J. Ward, « The Shared Trajectories of Al-Qaeda and the Ku Klux Klan », International Journal on World Peace, vol. 28, no 4,‎ décembre 2011, p. 33-58 (26 pages) (lire en ligne ),
- Adam Laats, « Red Schoolhouse, Burning Cross: The Ku Klux Klan of the 1920s and Educational Reform », History of Education Quarterly, vol. 52, no 3,‎ août 2012, p. 323-350 (28 pages) (lire en ligne ),
- Roland Fryer et Steven Levitt, « Hatred and Profits: Under the Hood of the Ku Klux Klan », Quarterly Journal of Economics, vol. 127, no 4,‎ novembre 2012, p. 1883-1925 (43 pages) (lire en ligne ),
- William Vance Trollinger Jr., « Hearing the Silence: The University of Dayton, the Ku Klux Klan, and Catholic Universities and Colleges in the 1920s », American Catholic Studies, vol. 124, no 1,‎ printemps 2013, p. 1-21 (21 pages) (lire en ligne ),
- George Lewis, « "An Amorphous Code": The Ku Klux Klan and Un-Americanism, 1915–1965 », Journal of American Studies, vol. 47, no 4,‎ novembre 2013, p. 971-992 (22 pages) (lire en ligne ),
- Frances Osborn Robb, « Who Are These Masked Men?: The Early Ku Klux Klan, a Photograph, and a North Alabama Family », The Princeton University Library Chronicle, vol. 75, no 2,‎ hiver 2014, p. 201-224 (24 pages) (lire en ligne ),
- Kevin G. Portz, « Political Turmoil in Dallas », The Southwestern Historical Quarterly, vol. 119, no 2,‎ octobre 2015, p. 148-177 (30 pages) (lire en ligne ),
- Peter B. Owens, David Cunningham et Geoff Ward, « Threat, Competition, and Mobilizing Structures: Motivational and Organizational Contingencies of the Civil Rights-Era Ku Klux Klan », Social Problems, vol. 62, no 4,‎ novembre 2015, p. 572-604 (33 pages) (lire en ligne ),
- Rachel M. Schmitz, « Intersections of hate: Exploring the transecting dimensions of race, religion, gender, and family in Ku Klux Klan Web sites », Sociological Focus, vol. 49, no 3,‎ juillet - septembre 2016, p. 200-214 (15 pages) (lire en ligne ),
- Alicia E. Rodriquez, « "No Ku Klux Klan for Kern" », Southern California Quarterly, vol. 99, no 1,‎ printemps 2017, p. 5-45 (41 pages) (lire en ligne )
- Kenneth C. Barnes, « Another Look behind the Masks: The Ku Klux Klan in Bentonville, Arkansas, 1922-1926 », The Arkansas Historical Quarterly, vol. 76, no 3,‎ automne 2017, p. 191-217 (27 pages) (lire en ligne ),
- Sean Rost, « The Missouri Jewish Press and The Ku Klux Klan », Shofar, vol. 35, no 2,‎ hiver 2017, p. 81-101 (21 pages) (lire en ligne )
- Thomas R. Pegram, « The Ku Klux Klan, Labor, and the White Working Class During the 1920'S », The Journal of the Gilded Age and Progressive Era, vol. 17, no 2,‎ avril 2018, p. 373-396 (24 pages) (lire en ligne ),
- Bradley D. Proctor, « "The K. K. Alphabet": Secret Communication and Coordination of the Reconstruction-Era Ku Klux Klan in the Carolinas », Journal of the Civil War Era, vol. 8, no 3,‎ septembre 2018, p. 455-487 (33 pages) (lire en ligne ),
- Tyler Cline, « “A Clarion Call To Real Patriots The World Over”: The Curious Case of the Ku Klux Klan of Kanada in New Brunswick during the 1920s and 1930s », Acadiensis, vol. 48, no 1,‎ printemps 2019, p. 88-110 (23 pages) (lire en ligne ),

##### Années 2020-
- Michael Newell, « Comparing American perceptions of post-Civil War Ku Klux Klan and transnational violence », Security Dialogue, vol. 51, no 4,‎ août 2020, p. 287-304 (18 pages) (lire en ligne ),
- Camille Kaminski Lewis, « “I Come from Georgia”: Andrew Cobb Erwin's Southern Resistance to the Ku Klux Klan », Rhetoric and Public Affairs, vol. 23, no 2,‎ été 2020, p. 331-365 (35 pages) (lire en ligne ),

#### Rapports d'enquêtes publics
- (en-US) Federal Bureau of Investigation, White Knights of the Ku Klux Klan of MS, 2016, 195 p. (lire en ligne)
- (en-US) Federal Bureau of Investigation, Original Knights Of the KKK, 2016, 184 p. (lire en ligne),
- (en-US) Federal Bureau of Investigation, KKK Monographs, 1958, 44 p. (lire en ligne),
- (en-US) Arnold Foster et Benjamin R. Epstein, Report on the Ku Klux Klan, Anti-defamation League, 1965, 44 p. (lire en ligne),
- (en-US) Committee on Un-American Activities, The present-day Ku Klux Klan movement; report, Ninetieth Congress, first session., 1967, 76 p. (lire en ligne),
- (en-US) Committee on Un-American Activities., The present-day Ku Klux Klan movement; report, Ninetieth Congress, first session. Part 2., 1967, 134 p. (lire en ligne),
- (en-US) Illinois Legislative Investigating Commision, Ku Klux Klan, a Report to the Illinois General Assembly, octobre 1976, 175 p. (lire en ligne),
- (en-US) Anti-defamation League, Tattered Robes : The State of the Ku Klux Klan in the United States, ADL, 2016, 12 p. (lire en ligne),

### Filmographie

#### Documentaires
- Ku Klux Klan, la piste écossaise de Ian Lilley, 2016
- Ku Klux Klan - Une histoire américaine de David Korn-Brzoza, 2020